# Sistema verbale del greco antico
Il verbo è la parte variabile del discorso che esprime un'azione (λύω "io sciolgo") o un modo di essere (εἰμὶ Ἰωάννης  "io sono Giovanni"); questa espressione può riferirsi al tempo passato, presente e futuro; può essere vista come realtà, eventualità, desiderio, ordine; in corso del suo svolgimento in sé per sé, nei suoi risultati; può essere fatta o subita dal soggetto.

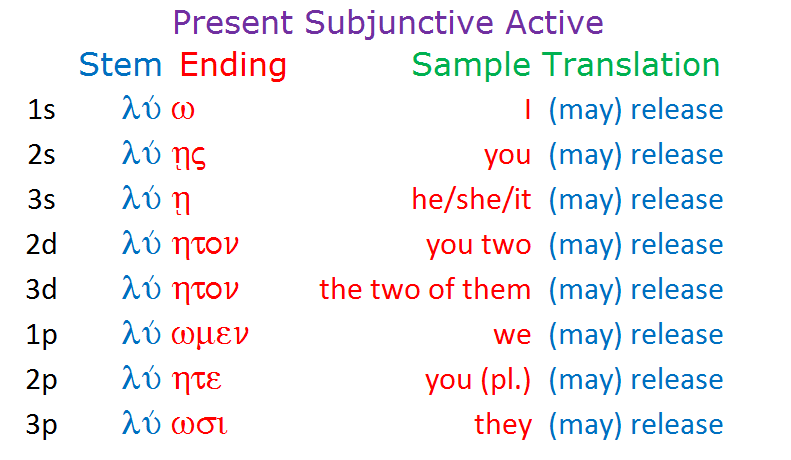
Presente congiuntivo attivo di λύω

## Caratteri generali della formazione
Il sistema verbale del greco antico è caratterizzato da una particolare ricchezza di forme, che trae origini dalla lingua protoindoeuropea per quanto concerne la fonetica e la sintassi, col risultato di possedere più forme verbali rispetto ad esempio al latino. Il sistema attraverso cui il verbo esprime queste categorie dell'azione è la coniugazione, che comprende i sette tempi (presente, imperfetto, futuro, aoristo, perfetto, piuccheperfetto, futuro perfetto); sette modi, per la precisione quattro finiti con desinenze personali (indicativo, congiuntivo, ottativo, imperativo) e tre voci nominali o modi infiniti (infinito, participio e aggettivo verbale), tre numeri (singolare, duale, plurale), e tre persone (prima, seconda e terza).
Il duale in greco è raro, le prime attestazioni risalgono ai poemi di Omero, poi è presente negli scrittori in dialetto attico puro come Aristofane, Platone, Senofonte, e negli oratori attici quali Lisia; esso possiede la II e III persona, mentre la I cadde in disuso molto presto. In generale in greco la persona è indicata dalla desinenza, mentre è espressa da pronomi personali, determinativi o dimostrativi, solo quando si vuole darne particolare rilevanza, così come in italiano.
La coniugazione verbale presenta tre diatesi, attiva, media e passiva. La diatesi media indica un'azione compiuta dal soggetto ma con rilevanza per esso. Un esempio delle tre diatesi sarebbe:
- Ὁ Φίλιππος ἀγοράζει ἄρτον: Filippo compra del pane (diatesi attiva)
- Ὁ Φίλιππος ἀγοράζεται ἄρτον: Filippo si compra del pane (diatesi media)
- Ἄρτος ἀγοράζεται ὑπὸ τοῦ Φιλίππου: Del pane viene comprato da Filippo (diatesi passiva)

Solitamente, la diatesi media e quella passiva hanno forme omografe, tranne nell'aoristo e nel futuro, con un tipico infisso -θη aggiunto.
All'infuori dell'indicativo, il verbo greco si differenzia essenzialmente per l'aspetto, cioè la qualità dell'azione, che può essere in corso (presente), momentaneo (aoristo), risultativa (perfetto). Per fare un esempio dei tre aspetti:
- Λέγω τὸν Φίλιππον ἄρτον ἀγοράζειν: Dico che Filippo sta comprando del pane (infinito presente)
- Λέγω τὸν Φίλιππον ἄρτον ἀγοράσαι: Dico che Filippo compra del pane (infinito aoristo)
- Λέγω τὸν Φίλιππον ἄρτον ἠγορακέναι: Dico che Filippo ha comprato del pane (infinito perfetto)

Questa distinzione di aspetti è riflessa anche nell'indicativo, che si sdoppia in tempi primarii (con riferimento il presente) e tempi secondarii (con riferimento il passato), più una forma futura nata da un antico suffisso desiderativo. Schematicamente, i tempi dell'indicativo sono i seguenti:
|                  | Presente   | Aoristo  | Perfetto        |
| ---------------- | ---------- | -------- | --------------- |
| Tempi primarii   | Presente   | Presente | Perfetto        |
| Tempi secondarii | Imperfetto | Aoristo  | Piuccheperfetto |
| Tempi futuri     | Futuro     | Futuro   | Futuro perfetto |

Il futuro, per via della sua natura di desiderativo, possiede soltanto l'indicativo, l'ottativo e i tempi impersonali.

### Tema verbale
Il tema verbale è la parte fondamentale del verbo stesso, che permane in tutte le forme su cui si articola la coniugazione; è portatore del significato di base o semantema. Da esso si formano i temi temporali, anche se esistono verbi irregolari. Nella fase più antica della lingua greca, inoltre, tutti i tempi erano infatti generati da temi differenti.
Il tema del verbo è formato da un radicale o radice irriducibile portatrice di significato (ad esempio, per il verbo regolare λύω, il tema verbale è λῡ-; per il verbo γίγνομαι, con raddoppiamento al presente, il tema verbale è γν- al presente), radicale che può presentare apofonia in certi verbi (il verbo λείπω, ad esempio, usa la forma λειπ- nel presente, λιπ- nell'aoristo e λοιπ- nel perfetto). A tale radicale vengono uniti morfemi non autonomi, formando così il tema del verbo. Ad esempio, il verbo αποθνῄσκω ha per tema verbale al presente θνη-, cui si aggiungono il prefisso απο- e il suffisso -ισκ-, formando il tema al presente αποθνῃσκ-. Da questo tema verbale possono poi anche venir creati sostantivi, come ad esempio dal tema γν- del verbo γίγνομαι (conoscere), derivano parole come γνώμη (intelligenza), γνῶσις (conoscenza) ed ἄγνοια (ignoranza).
Aggiungendo al tema verbale le desinenze appropriate, si coniuga il verbo in funzione di:
- persona
- tempo
- modo
- diatesi

### Tema temporale
Il paradigma di un verbo greco si articola in sette forme (espresse sempre alla prima persona singolare e sempre nella medesima sequenza temporale elencata di seguito), dette  temi temporali poiché da essi si ricavano le forme tematiche di specifici tempi verbali indispensabili per consentire la coniugazione completa e appropriata di un generico verbo.

Come mostrato a titolo di esempio per il verbo λῡ́ω (sciogliere), il paradigma è dato dalle seguenti forme verbali:

1. Da λύω (io sciolgo) otteniamo il tema del presente λυ-
2. Da λύσω (io scioglierò) otteniamo il tema attivo e medio del futuro λυσ-
3. Da ἔλυσα (io sciolsi) otteniamo il tema dell'aoristo attivo e medio λυσ-
4. Da λέλυκα (io ho sciolto) otteniamo il tema del perfetto attivo λελυκ-
5. Da λέλυμαι (sono stato sciolto) otteniamo il tema del perfetto medio-passivo λελυκ-
6. Da ἐλύθην (venni sciolto) otteniamo il tema dell'aoristo passivo λυθ(η)-
7. Da λυθήσομαι (sarò stato sciolto) otteniamo il tema del futuro passivo λυθησ-

È possibile vedere, partendo dalla prima voce del paradigma, l'esistenza di verbi medio-passivi (equivalenti ai deponenti latini), come ὀργίζομαι (mi arrabbio) che non hanno diatesi attiva. Per gli altri verbi, la prima voce termina solitamente o in -ω o in -μι. Da qui si suole dire che il greco abbia due coniugazioni, la tematica e l'atematica.
La differenza principale tra le due coniugazioni è:
- nella coniugazione tematica le desinenze vengano aggiunte al tema del presente tramite una vocale tematica (ε/ο)[3] al presente
- nella coniugazione atematica le desinenze vengono aggiunte direttamente sul tema[3].

La scelta fra ε/ο è dettata da ciascuna desinenza, ma tendenzialmente si può schematizzare che l'uso dell'ο avviene:
- Nell'ottativo (λύ-ο-ι-μι, λύ-ο-ι-ς, ...)
- Davanti a nasale (λῡ-ό-ντων III pers. pl. imp. pres. att.; λῡ́-ο-μεν e *λῡ́-ο-νσι(ν) ⇒ λῡ́ουσιν I e III pers. pl. ind. pres. att.; ecc.)
- Nella prima persona singolare attiva (*λύ-ο-Ø ⇒ λύω all'indicativo e al congiuntivo)

Unica eccezione è la III pers. sing. dell'ind. imp. att. che usa ε nonostante il suffisso sia nasale (una ν efelcistica).
Questa vocale tematica è poi presente nei verbi di entrambe le coniugazioni al futuro.

### Modi del verbo greco
Il verbo greco possiede i seguenti modi personali:
- Indicativo: come in italiano, indica un evento reale, oggettivo, affermato o negato. In greco antico, inoltre, i tempi secondari presentano un prefisso noto come aumento.
- Congiuntivo: come in italiano, indica un evento irreale che sia esortato, dubbio, atteso.
- Ottativo: indica il desiderio, l'augurio ma anche la possibilità del realizzarsi di un evento e, per questo, corrisponde vagamente al condizionale italiano.
- Imperativo: come in italiano, indica un comando o un ordine e non possiede la prima persona.

E i seguenti modi impersonali o nominali:
- Infinito
- Participio, declinabile come aggettivo.

### Esiti fonetici

#### Vocali
La contrazione è un fenomeno interno alla parola, molto diffuso in greco antico, che tende a ridurre la frequenza degli iati (o anche dittonghi lunghi impropri). Solitamente nel dialetto attico, la contrazione avviene in tutti i casi, eccettuati molti bisillabi (θεός, che non si contrae in *θούς) oppure dove era presente un digamma ormai scomparso (γλυκεϝός, poi divenuto γλυκεός, che non si contrae in γλυκούς).
Nel dialetto attico, le contrazioni seguono principalmente le seguenti regole:
- Due vocali uguali (corte o lunghe) produrranno la loro versione lunga (da notare che, però, εε ed οο diventano ει ed ου)
- La iota come ultimo elemento viene mantenuta (ad esempio, α + αι forma ᾳ)
- Tra vocali differenti, prevale la prima, ma con le seguenti eccezioni:
  - εα(ι) si contrae in η(ι)
  - αε si contrae in η
  - οε ed εο si contraggono in ου
  - ο, se non contratto con ι od ε, diventa ω(ι)
  - La contrazione di ο ed ει può dare luogo ad οι od ου, a seconda che l'ει sia genuino o spurio
  - ηοι si contrae in ῳ
  - ωα si contrae in ω

Nella contrazione, l'accento rimane sulla mora che lo possedeva prima della contrazione, il che significa che il risultato è acuto se era accentata la seconda mora (εέ diventa εί), circonflesso se la prima (έε diventa εῖ).

#### Apofonia
L'apofonia, ovvero la gradazione o alternanza vocalica, è il fenomeno fonetico per cui la vocale di una stessa radice subisce delle varie variazioni:
- di quantità,
- di timbro.

Mentre l'apofonia quantitativa è propria del greco, la qualitativa è originaria della lingua indoeuropea e consiste in un vero e proprio mutamento di vocale. Per comprendere il mutamento va ricordato che una radice può avere tre gradi:
- medio (o normale),
- forte (o pieno),
- debole (o ridotto).

L'apofonia qualitativa è quindi proprio il passaggio tra un grado e l'altro che si indica di solito con il nome di vocalismo medio, forte, debole. Non tutti e tre le radici hanno tutte e tre i gradi, e non sempre i fenomeni di apofonia obbediscono a leggi fisse. Le alterazioni frequenti sono tuttavia queste:
| MEDIO  | FORTE | DEBOLE |
| ------ | ----- | ------ |
| ε      | ο     | - (ᾰ)  |
| η      | ω     | ε      |
| ει     | οι    | ῐ      |
| ευ     | ου    | υ      |
| η (<ᾱ) | ω     | ᾰ      |
| ο      | ω     | α      |

Va notato che quando il grado medio contiene il suono -ε- il grado debole (o ridotto) può essere dato:
- dal secondo elemento del dittongo che eventualmente compone il grado medio;
- dalla scomparsa della vocale -ε- (caso in cui l'apofonia prende il nome di "grado zero");
- da -ᾰ- qualora la -ε- del grado medio sia preceduta da consonante e seguita da liquida (λ, ρ) o nasale (μ, ν).

La presenza di tale -α- nel grado debole si spiega con il fenomeno della cosiddetta vocalizzazione della liquida o della nasale: poiché nel grado zero, caduta la -ε-, la liquida o la nasale preceduta da consonante non si potevano più pronunciare agevolmente si produsse il suono vocalico -α-, che si affiancò a -λ, μ, ρ- e si sostituì a -ν-.
Si ebbero dunque i seguenti passaggi:
- λ > αλ, λα
- ρ > αρ, ρα
- μ > αμ
- ν > α

La -ν- si vocalizza in -α- specialmente quando ha funzione di desinenza.
Il fenomeno della vocalizzazione delle liquide e delle nasali si spiega col fatto che nell'antico indoeuropeo le liquide e le nasali poiché molto sonore erano considerati come suoni intermedi fra consonante e vocale. Poiché però non era agevole per i greci articolare queste liquide-vocali e nasali-vocali, qualora forse precedute da consonante, in ionico-attico esse diedero luogo al suono vocalico -α-.
Analogamente l'alfa privativa greca deriva dall'indoeuropea -ת-.
Come nelle 3 declinazioni, anche e soprattutto nel verbo vale l'apofonia a stabilire la differenza totale di un tema verbale, che ne caratterizzano anche l'aspetto e il tempo stesso. L'apofonia è l'alternanza o la gradazione vocalica, il cambiamento di timbro della radice, di un suffisso o di una desinenza, che si può manifestare anche attraverso la totale assenza di una vocale (verbi in -μι). L'apofonia sottolinea funzioni morfologiche e lessicali diverse: temi dei vari tempi verbali, casi e numeri della declinazione nominale (soprattutto per la III), radici nominali o verbali.
Nell'esempio, la radice λειπ- (ma ci sono molti altri temi verbali a triplice grado apofonico) che esprime il concetto di "lasciare", assume tramite la gradazione vocalica forme diverse:
- λειπ-, tema del presente (λείπω)
- λοιπ-, tema del perfetto (λέλοιπα) e dell'aggettivo verbale sostantivato corrispondente τό λοιπόν
- λιπ, tema dell'aoristo (ἔλῐπον)

La gradazione vocalica fa dunque da tratto differenziale tra le varie forme attraverso il mutamento delle vocali, mentre le consonanti restano invariate.- Le serie apofoniche sono per lo più basate su forme monosillabiche (a vocale breve in genere, e in altri casi la ε - ο lunga); meno frequenti sono i casi di radici bisillabiche, nelle quali è possibile avere l'apofonia in entrambe le sillabe. Si tratta di un fenomeno caratteristico delle antiche lingue indoeuropee, che si è conservato in modo netto nelle numerose lingue moderne, come nell'inglese e nell'italiano.
L'apofonia si presenta in due tipi: quantitativa e qualitativa. La prima ha tre diversi gradi:
- Grado zero o debole: detto anche ridotto, nell'esempio di λείπω riguarda l'aoristo
- Grado pieno o normale o ancora medio: il presente, di timbro vocalico -ε/-ο
- Grado allungato: allungamento del grado pieno in dittongo ει-/οι o in vocale lunga -ω-/η, usato nel perfetto e nel piuccheperfetto.

L'apofonia qualitativa invece ha la caratteristica di potersi realizzare anche con un grado zero, anche con l'assenza totale della vocale stessa, come nella radice γν di γίγνομαι, questa forma del presente si trae appunto con γν, con il tema raddoppiato iniziale γι, mentre l'aoristo si trae dal secondo tema verbale γεν: ἐγενόμην.
Insomma con questa apofonia cambia la quantità della vocale, a differenza della quantitativa, si può avere un timbro vocalico per una realizzazione e un altro per una realizzazione diversa della radice stessa, come per il radicale τρε-/τρο del verbo "τρέφω", forma presente realizzata con il timbro vocalico -ε; per il perfetto dallo stesso tema, con il timbro vocalico -ο, si avrà il perfetto τέτροφα.
Questa apofonia a tre gradazioni tuttavia non si realizza per tutte quante le radici verbali e nominali, così come nella declinazione, non è che debbano per forza essere impiegati i due timbri vocalici ε e ο, ma le regole si adattano i base al tema stesso del radicale. Sostanzialmente l'apofonia è frequente nel dialetto ionico attico, con l'allungamento delle vocali. Un esempio è la tipica "declinazione attica" (che usa i termini della II greca), con allungamento delle desinenze, i cui termini più famosi sono λαός > ληός > λεώς con abbreviamento per legge di Osthoff, oppure ναός > νηός > νεώς.
Per la terza declinazione, molto più apofonica delle altre (ad esempio per la I femminile è frequente l'apofonia in α lungo e breve, che produce l'α puro/impuro lungo e breve, con differenze di declinazione, l'impuro lungo con timbro modificato in η per il numero singolare dei casi, mentre per l'impuro breve soltanto il genitivo e il dativo singolare allungati in -η). Nella terza declinazione una triplice apofonia che usa tutte e tre le gradazioni vocaliche, si ha nel caso-genere-numero, nella declinazione dei termini "di parentela", come πατήρ, μήτηρ e θυγάτηρ.

#### Consonanti
In greco antico, i suoni consonantici possono andare incontro ai seguenti cambiamenti:
- Assimilazione: due consonanti diverse che si incontrano, possono diventare uguali (assimilazione totale) o comunque ridursi allo stesso tipo di sonorità (assimilazione parziale). In particolare:
  - Le gutturali (κ, γ, χ) e le labiali (π, β, φ) davanti a dentali (τ, δ, θ) si assimilano alla sonorità della dentale (eccezionalmente il prefisso εκ- che non assimila e diventa εξ- davanti a vocale)
  - Le gutturali e le labiali, davanti a nasale, si tramutano rispettivamente in γ e μ
  - Le gutturali e la labiali, davanti a sigma, si fondono rispettivamente in ξ e ψ
  - Le nasali si assimilano a μ e γ rispettivamente davanti a labiali e gutturali
- Dissimilazione: due consonanti uguali che si incontrano, possono differenziarsi, in particolare:
  - Legge di Grassmann: se in due sillabe successive della medesima parola si trovano due aspirate (o uno spirito aspro e un'aspirata), la prima perde l'aspirazione. Ad esempio, *ἐθύθη (sacrificai) diventa ἐτύθη.
  - L'incontro tra due dentali o tra una dentale o nasale assibila la prima in un sigma
- Eliminazione: caduta di consonanti, che può non lasciare traccia o provocare allungamento di compenso della vocale precedente. Ad esempio, dall'originale *λύονσι(ν), caduta la ν, otteniamo *λύο̄σι(ν), cioè λύουσι(ν).
- Sincope: per ragioni eufoniche, si perde un'intera sillaba
- Epentesi: fra due consonanti, ne viene inserita una terza per evitare un incontro consonantico illecito. Ad esempio, *-νρ-, impossibile in greco, diventa -νδρ-
- Metatesi: un suono viene spostato all'interno della parola. Caso particolare è la metatesi dell'aspirazione, ove, persala all'interno dalla parola per via della fusione delle consonanti, viene spostata alla consonante precedente (da *τρίχ-σ, otteniamo *τ̔ρίξ con metatesi dell'aspirazione, cioè θρίξ)
- Paragoge: aggiunta una consonante finale ad una parola in vocale, se la seguente inizia per vocale. Per il verbo, l'unica di rilevanza è l'ν efelcistica.

#### Semivocale jod
La jod (J j) è una semi-vocale esistente nel proto-greco, caduta lasciando le seguenti tracce:
- Se iniziale, spirito aspro oppure zeta
- Se intervocalica, nessuna traccia
- Se preceduta da α, ε, ο si è vocalizzata in -ι
- Se preceduta da ι, υ, allungamento di compenso ῑ, ῡ

La jod preceduta da consonante ha dato esiti diversi, tra cui i seguenti:
- τ, θ + j = in attico: -σ-. / in altri dialetti: -σσ-.
- δ, γ + j = ζ
- κ, γ, χ + j = ττ in Attico, σσ in Ionico e Koinè
- λ + j = λλ
- β, π, φ + j = πτ
- αν, εν, ῐν, ῠν + j = αιν, ειν, ῑν, ῡν.
- αρ, ερ, ῐρ, ῠρ + j = αιρ, ειρ, ῑρ, ῡρ.

I gruppi -αιν, ειν, αιρ, ειρ- risultano dalla vocalizzazione di -j- in -ι- e dalla successiva metatesi, per cui -ι-, internandosi, ha formato dittongo con la vocale del tema (ανj > ανι > αιν, ecc.).

#### Semivocale digamma
Il digamma (Ϝ ϝ) è una semi-vocale esistente nel proto-greco, dal suono /w/, caduta lasciando le seguenti tracce:
- Se iniziale, solitamente cade senza lasciare tracce, ma può divenire spirito aspro
- Se intervocalica, nessuna traccia
- Se davanti a consonante o a fine parola, si è vocalizzato in -υ
- Nel gruppo consonantico τϝ e σϝ, si è trasformato in σ- (ad inizio parola) e σσ- (altrove)

### Classi verbali
Divise in due principali gruppi verbali, quelli col tema verbale in -ω e gli atematici con la desinenza della I persona singolare del presente indicativo in -μι, tali gruppi si dividono in 8 sottogruppi.

### La classificazione secondo le otto classi tradizionali
Spesso questa suddivisione viene in realtà ridotta a sole sette classi, accorpando la seconda nella prima. Inoltre parecchi verbi, pur appartenendo a determinate classi in base alla loro terminazione (è un esempio πίπτω che dovrebbe essere nella terza), confluiscono in altre per i grandi mutamenti che registrano nel tema verbale; per questo vengono spesso accomunati all'ottava classe che raggruppa tutti quei verbi che hanno un tema verbale completamente diverso da quello del presente o che comunque non può essere collegato a quello del presente con spiegazioni delle trasformazioni o regole.

#### Prima classe
Fanno parte della prima classe verbale tutti quei verbi che formano il tema del presente aggiungendo direttamente la vocale tematica al tema verbale. Essi sono tutti i verbi con il tema in vocale e alcuni uscenti in consonante occlusiva.

#### Seconda classe (prima bis)
Come già detto sopra, spesso questa classe viene inglobata nella prima, in cui i verbi vanno a formare il gruppo di quelli con tema impuro, mentre quelli già presenti hanno tema puro; il perché abbiano tema impuro è ora spiegato. Infatti alla seconda classe fanno parte i verbi con apofonia senz'alcun altro ampliamento nel tema del presente. I temi di questi verbi mostrano nel presente il grado normale, mentre nel tema verbale presentano il grado debole.
I seguenti verbi in ε presentano apparentemente due temi del presente, poiché uscivano originariamente in εϝ, che diventa ευ se seguito da consonante, mentre se seguito da vocale, il digamma cade senza lasciare traccia.
| Presente      | Tema del pres. | Tema verbale   |
| ------------- | -------------- | -------------- |
| θέω (corro)   | θε-            | θευ- (<*θεϝ)   |
| νέω (nuoto)   | νε-            | νευ- (<*νεϝ)   |
| πλέω (navigo) | πλε-           | πλευ- (<*πλεϝ) |
| πνέω (soffio) | πνε-           | πνευ- (<*πνεϝ) |
| ῥέω (scorro)  | ῥε-            | ῥευ- (<*ῥεϝ)   |
| χέω (verso)   | χε-            | χευ- (<*χεϝ)   |

I due verbi  καίω (o κάω) brucio e κλαίω (o κλάω) piango hanno il tema verbale in -αυ-, poiché originariamente erano in -αϝ-.

#### Terza classe (seconda)
La terza classe comprende i verbi con il tema verbale in labiale che formano il tema del presente aggiungendo uno jod, che dà origine al gruppo -πτ. Es.
| Presente            | Tema del pres. | Tema verbale |
| ------------------- | -------------- | ------------ |
| τύπτω (batto)       | τυπτ-          | τυπ-         |
| κρύπτω (nascondo)   | κρυπτ-         | κρυβ-        |
| βάπτω (immergo)     | βαπτ-          | βαφ-         |
| θάπτω (seppellisco) | θαπτ-          | θαφ-         |

Nell'ultimo verbo l'aspirazione, in accordo con la legge di Grassmann, si annulla sul primo elemento (θ) solo quando compare il secondo (φ): θάπτω (presente; l'infisso -τ- deaspirantizza φ, permettendo il mantenimento di θ), ἔθαψα (aoristo attivo primo; il -φ- si fonde con l'infisso caratteristico -σ- dell'aoristo primo deaspirizzandosi e permettendo il mantenimento di θ), ἐτάφην (aoristo passivo secondo; il mantenimento di φ causa la deaspirazione di θ); nell'aoristo passivo primo ἐθάφθην appaiono invece irregolarmente tutt'e due.

#### Quarta classe (terza)
nella quarta classe sono presenti i temi che nel tema verbale presentano uno j (jod). Di conseguenza
incontrando diverse lettere ci sarà una trasformazione; esempi:
- λ + j = λλ
- τ/θ/κ/χ/γ + j = σσ (ττ in attico)
- γ/δ + j = ζ (γ + j = ζ perlopiù nei verbi il cui risultato è un rumore, ad es. κράζω gridare)
- π/β/φ + ϳ = πτ
- ᾰν, εν, ᾰρ, ερ + j = αιν, ειν, αιρ, ειρ
- ῐν, ῠν, ῐρ, ῠρ + j = ῑν, ῡν, ῑρ, ῡρ

καίω e κλαίω un tempo presentavano nel loro tema verbale sia il digamma che lo jod: il digamma incontrando lo jod cade e lo jod si vocalizza in ι

#### Quinta classe (quarta)
La quinta classe raggruppa parecchi verbi che presentano un infisso nasale (ν, eventualmente preceduto da una vocale) nel tema del presente, divisi a loro volta in cinque categorie:
- il primo gruppo al presente aggiunge -ν-: es. τίνω, tema verbale τί-
- il secondo aggiunge -αν, -ιν o -υν al presente: es. βαίνω, tema verbale βα/βη-
- il terzo aggiunge -νε- al presente: es. ἀφικνέομαι, tema verbale ἀφικ-
- il quarto gruppo al presente aggiunge l'interfisso -αν-; inoltre, questi verbi nel tema verbale presentano un ampliamento in -ε- che non compare nel tema del presente e che si allunga nella formazione degli altri tempi: ἁμαρτάνω, tema verb. ἁμαρτ.ε (aoristo primo ἡμάρτησα)
- il quinto gruppo al presente aggiunge una nasale all'interno del tema verbale (detto infisso; ovviamente la nasale sarà ν, γ, o μ a seconda della consonante che la segue) e l'interfisso -αν- dopo il tema verbale; questi verbi hanno il tema apofonico: es. λαμβάνω, tema verbale (σ)λαβ/(σ)ληβ- (il sigma cade sempre causando modificazioni nel raddoppiamento del perfetto); inoltre τυγχάνω, tema verbale τυχ/τευχ-; λανθάνω, tema verbale λαθ/ληθ-

#### Sesta classe (quinta)
Fanno parte della sesta classe i verbi incoativi, che hanno due terminazioni.
- Terminano in -σκω se il tema finisce per vocale, es. γιγνώσκω.
- Terminano in -ισκω se il tema finisce per consonante, es. εὑρίσκω

Alcuni verbi in vocale lunga tuttavia prendono il suffisso -ισκω; in questo caso, lo iota si sottoscrive: θνῄσκω morire (tema verbale θαν/θν.η-).

#### Settima classe (sesta)
La settima classe si può dividere in due gruppi:
1. 5 verbi in cui per formare il presente si aggiunge un -ε al tema verbale;
2. 23 verbi in cui si aggiunge un -ε ad alcuni o tutti i tempi derivati dal tema verbale e non a quelli derivati dal tema del presente.

I verbi appartenenti al primo gruppo sono:
| Presente                  | Tema del pres. | Tema verbale |
| ------------------------- | -------------- | ------------ |
| γαμέω (sposare)           | γαμε           | γαμ          |
| γηθέω (rallegrarsi)       | γηθε           | γηθ          |
| δοκέω (sembrare, stimare) | δοκε           | δοκ          |
| πατέομαι (mangiare)       | πατε           | πατ          |
| ὠθέω (urtare)             | ὠθε            | ὠθ           |

Mentre quelli del secondo gruppo sono:
| Presente                     | Tema del pres. | Tema verbale  |
| ---------------------------- | -------------- | ------------- |
| ἀλέξω (impedire)             | ἀλεξ           | ἀλεξε         |
| ἄχθομαι (essere corrucciato) | ἀχθ            | ἀχθε          |
| βόσκω (pascolare)            | βοσκ           | βοσκε         |
| βούλομαι (volere)            | βουλ           | βουλε         |
| δέω (mancare)                | δε             | δεε           |
| (ἐ)θέλω (volere)             | (ἐ)θελ         | (ἐ)θελε       |
| ἔρομαι (domandare)           | ἐρ             | ἐρε           |
| ἔρρω (errare, vagare)        | ἐρρ            | ἐρρε          |
| εὕδω (dormire)               | εὑδ            | εὑδε          |
| ἔψω (cuocere)                | ἐψ             | ἐψε           |
| ἵζομαι (sedere)              | ἱζ             | ἱζε           |
| μάχομαι (combattere)         | μαχ            | μαχε          |
| μέλει (sta a cuore)          | μελ            | μελε          |
| (ἐπι)μέλομαι (avere cura di) | (ἐπι)μελ       | (ἐπι) μελε    |
| μέλλω (indugiare)            | μελλ           | μελλε         |
| μένω (restare, aspettare)    | μεν            | μενε          |
| νέμω (distribuire)           | νεμ            | νεμε          |
| ὄζω (olezzare)               | ὀζ             | ὀζε           |
| οἶμαι (credere)              | οἰμ            | (manca)       |
| οἴχομαι (andarsene)          | οἰχ            | οἰχε          |
| ὀφείλω (essere debitore)     | ὀφειλ          | ὀφειλε        |
| πέτομαι (volare)             | πετ            | πετε, πτ(ε)   |
| χαίρω (gioire)               | χαιρ           | χαιρε, χαρ(ε) |

#### Ottava classe (settima)
Dell'ottava classe fanno parte i verbi politematici, cioè alcuni verbi che per la formazione di tempi diversi dal presente e dall'imperfetto utilizzano diverse radici verbali; sono, in ordine alfabetico, αἱρέω "prendere", ἐσθίω "mangiare", ἔρχομαι "andare", λέγω "dire", ὁράω "vedere", πάσχω "soffrire" (originariamente della sesta classe), πίπτω "cadere" (originariamente della terza classe), τρέχω "correre" e φέρω "portare".
- αἱρέω t.v. ἑλ-: aoristo εἷλον (aumento in ει-)
- ἐσθίω t.v. ἐδ-/φαγ-: presente da *ἐδθιω; futuro ἔδομαι; aoristo ἔφαγον
- ἔρχομαι t.v. ἐλευθ-(ἐλυθ-)/ἐλθ-: futuro ἐλεύσομαι; aoristo ἦλθον
- λέγω t.v. ἐρ-(ῥη-)/ἐπ-: futuro ἐρῶ (fut. pass. ῥηθήσομαι); aoristo εἶπον (aoristo raddoppiato, con doppia caduta di digamma)
- ὁράω t.v. ὀπ-/ἰδ- εἰδ- οἰδ- (apofonico): futuro ὄψομαι; aoristo εἶδον
- πάσχω t.v. πενθ- πονθ- παθ (<*πνθ): presente da *παθσκω > πάσχω: caduta di dentale davanti a sibilante e metatesi dell'aspirazione; futuro πείσομαι (da πενθ, con caduta di -νθ- davanti a sibilante e allungamento di compenso); aoristo ἔπαθον (da παθ)
- πίπτω t.v. πετ- ποτ- πτ-: presente πι-πτ-ω (grado zero e raddoppiamento del presente); futuro (dorico) πεσούμαι (da *πετ-εσ-ομαι > *πετ-εομαι > *πεσ-εομαι, caduta del sigma intervocalico e assibilazione della dentale del tema); perfetto πέπτωκα (da πτο)
- τρέχω t.v. θρεχ-/δραμ(η)-: futuro δραμοῦμαι; aoristo ἔδραμον
- φέρω t.v. οἰ-/ἐγκ-: futuro οἴσω; aoristo ἤνεγκον (raddoppiamento nel tema dell'aoristo)

### La classificazione secondo la presenza o meno di jod nel tema del presente
I verbi in -ω si possono dividere in due classi: verbi senza interfisso jod, e verbi con interfisso jod.

#### Prima classe
I verbi che appartengono alla prima classe possono avere o meno un ampliamento e un raddoppiamento del presente (o entrambi).

##### Senza ampliamento
Per mostrare in modo chiaro come le vocali tematiche della coniugazione si inseriscano tra le desinenze e il tema, verranno illustrate le voci della 1ª persona plurale.
- temi in vocale e dittongo: λύ-ο-μεν;  γεύ-ο-μεν.
- temi in consonante muta (labiale: π β φ; velare: κ γ χ; dentale: τ δ θ): ἀμείβ-ο-μεν, ᾄδ-ο-μεν, πλέκ-ο-μεν.
- temi in nasale (μ ν) e liquida (λ ρ): ἀμύν-ο-μεν, ἐθέλ-ο-μεν.

##### Con ampliamento
I possibili interfissi che si possono incontrare sono: αν, ε, ισκ (σκ), ν. Non c'è una regola precisa per distinguere quali temi prendono questi suffissi. Si possono fare degli esempi:
- infisso -αν-: ἁμαρτ-άν-ο-μεν.
- infisso -ε-: δοκ-έ-ο-μεν > δοκοῦμεν
- infisso -σκ-/-ισκ-: ἱλά-σκ-ο-μαι, στερ-ίσκ-ω
- infisso -ν-: τέμ-ν-ο-μεν.

Da notare anche che:
- il verbo πάσχω ha in realtà un ampliamento -σκ-; dal tema παθ- si passa a *παθ-σκ-ω, nel quale la dentale θ si dissimila e passa l'aspirazione alla velare κ (legge di Bartholomae).
- i tre verbi θνήσκω, θρώσκω e μιμνήσκω si possono anche trovare scritti: θνῄσκω, θρῴσκω, μιμνῄσκω. Questo perché possono avere sia ampliamento σκ (primo caso) che ισκ (secondo caso). L'ampliamento -ισκ- forma con le vocali lunghe η/ω dei dittonghi impropri nei quali la ι si sottoscrive.
- ci sono dei verbi che inseriscono un ulteriore infisso nasale -ν- all'interno del tema; sono tutti apofonici: λαγχάνω (t.v. λαχ-/ληχ-), λαμβάνω (t.v. (σ) λαβ-/ληβ-), λανθάνω (t.v. λαθ-/ληθ-), πυνθάνομαι (t.v. πυθ-/πευθ-), τυγχάνω (t.v. τυχ-/τευχ-) tra i più importanti. Ovviamente il -ν- interagisce diversamente con le consonanti a cui è vicino.

#### Seconda classe
Della seconda classe fanno parte temi verbali in consonante che producono esiti diversi incontrandosi con l'interfisso ϳ.
Sono elencate di seguito le terminazioni verbali che risultano dall'incontro delle consonanti finali con l'interfisso ϳ.
| Terminazione  | Origine                                              |
| ------------- | ---------------------------------------------------- |
| αιν ειν       | φαν-ϳ-ω > φαίνω; κτεν-ϳ-ω > κτείνω                   |
| αιρ ειρ       | σπερ-ϳ-ω > σπείρω                                    |
| σσ            | μαγ-ϳ-ω > μάσσω; ἐρετ-ϳ-ω > ἐρέσσω                   |
| ζ             | κτιδ-ϳ-ω > κτίζω; οἰμωγ-ϳ-ω > οἰμώζω                 |
| πτ            | κοπ-ϳ-ω > κόπτω; σκαφ-ϳ-ω > σκάπτω                   |
| λλ            | θαλ-ϳ-ω > θάλλω                                      |
| ιν υν (brevi) | κλιν-ϳ-ω > κλίνω(ι lungo); πλυν-ϳ-ω > πλύνω(υ lungo) |

- i primi due gruppi di verbi funzionano tutti allo stesso modo: il tema in αν (o εν, αρ etc.) subisce metatesi qualitativa con il ϳ(αϳν) che finisce per vocalizzarsi in ι.
- nel greco attico i verbi in σσ si trovano assai spesso con la terminazione ττ (es.: πράσσω > πράττω).
- lo stesso gruppo σσ proviene molto di rado da una dentale, così come è più difficile che un verbo in ζ provenga da un tema in velare.
- il verbo βλάπτω ha origine da *βλαβ-ϳ-ω, come del resto è più ovvio che sia (cfr. βλαβή, danno), ma si suole ritenere che la radice vera sia βλαπ-.
- i verbi che finiscono in -ίζω sono in gran parte causativi.

### Verbi politematici
Il verbo greco conserva in modo evidente le caratteristiche dell'indoeuropeo, in cui non esisteva una coniugazione sistematica: i temi verbali, propri dei vari tempi e non di necessità appartenenti a una stessa radice, erano flessi in modo autonomo; talvolta nell'ambito di ciascun tema temporale giocava un ruolo importante anche l'apofonia, che con la formazione vera e propria del greco antico nel VII-V secolo a.C., caratterizzò vari tempi, e sotto-tipologie dei tempi stessi, come l'aoristo I debole, l'aoristo II forte e l'aoristo III fortissimo o atematico.
Nel greco omerico e arcaico non esistono dei veri e propri verbi, ma solo temi temporali e radici isolate legate a un tema temporale (presente, aoristo, perfetto ecc.), data la forte rilevanza dell'aspetto dell'azione in sé. Degli esempi, conservati anche nel greco classico formatosi nel V secolo a.C., sono i verbi "politematici" cioè a più temi, che indicano l'aspetto di una precisa azione; per il "vedere" infatti si usa il presente ὁράω, il "vedere" come azione momentanea nel tema dell'aoristo è *ϝιδ (caduta di digamma e aspirazione e allungamento in εἶδον Aristo II forte), come azione compiuta nel passato, cioè nel tempo perfetto, si ha il tema ὄπ che dà ὄπωπᾰ (per un'azione stativa "ho visto"), ma anche ἑώρᾱκᾰ (resultativa "io vidi"). Un terzo perfetto, quello fortissimo atematico, del concetto di "vedere", che forse rende la caratteristica speciale del valore aspettuale del greco arcaico, nonché una delle preziose eredità linguistiche dall'indoeuropeo, è la forma οἶδα ("ho visto" quindi "io so" che), che si traduce in italiano al presente. Per il futuro si ha invece ὄψομαι dall'incontro di -π del tema verbale con il sigma del futuro sigmatico, dunque si ha -ψ.
Questi temi collegati tra loro solo a livello semantico, costituiscono appunto i "politematici", in tutto se ne hanno 7: ἀιρέω, ἔρχομαι, λέγω, ἐσθίω, ὁράω, φέρω e τρέχω
- αἱρέω: αἱρέω (pres),  ᾕρεον (impf),  αἱρήσω (fut),  εἷλον (aor),  ᾕρηκᾰ (pf),  ἀραιρήκειν (ppf)
- ἔρχομαι: ἔρχομαι (pres),  ἠρχόμην (impf),  ἐλεύσομαι (fut), ἦλθον (aor), ἐλήλῠθᾰ (pf)
- φέρω: φέρω (pres),  ἔφερον (impf),  οἴσω (fut att), ἐνεχθήσομαι (fut pass),  ἤνεγκᾰ (aor att), ἠνέχθην (aor pass), ἐνήνοχᾰ (pf)  ἐνηνόχειν (ppf)
- λέγω, εἶπον ed εἴρω (tutt'e tre dal significato di "dire"): λέγω (pres),  ἔλεγον (impf),  ἐρῶ (fut), ῥηθήσομαι (fut pass), εἶπον (aor),  ἐρρήθην (aor pass), εἴρηκα (pf)
- ἐσθίω: ἐσθίω (pres),  ἤσθῐον (impf), ἔδομαι (fut), ἔφαγον (aor att), ἐβρώθην (aor pass),  ἐδήδοκᾰ (pf), βέβρωκᾰ (pf Ionico)
- ὁράω: ὁράω -  ὥρᾰον (impf non contratto) - ὄψομαι - ὀφθήσομαι (fut pass) -  εἶδον - ὤφθην (aor pass) -  ἑώρᾱκᾰ (Perfetto I debole) -  ὄπωπᾰ (Perfetto II forte)- οἶδα (Perfetto III fortissimo atematico) -  ἑωρᾱ́κειν (ppf)
- τρέχω: τρέχω - ἔτρεχον - θρέξομαι (I futuro) -  δρᾰμοῦμαι (II futuro) - ἔθρεξᾰ (I aoristo debole) - ἔδρᾰμον (Aoristo II forte) -  δεδρᾰ́μηκᾰ

## Desinenze verbali
Ai temi temporali del verbo eventualmente modificati da suffissi, infissi e vocali tematiche, sono aggiunte le desinenze, che indicano la persona, il numero, la diatesi e in parte il tempo. Le desinenze si distinguono in primarie, che si trovano nell'indicativo dei tempi principali (presente, futuro, parte del perfetto), nel congiuntivo di tutti i tempi, nella I persona singolare attiva degli ottativi uscenti in -οι e in -αι; poi le desinenze secondarie o storiche, che marcano la forma del passato, ricorrono all'indicativo dei tempi storici (imperfetto, aoristo, piuccheperfetto), ma caratterizzano anche l'ottativo di tutti i tempi, eccettuata la I persona singolare attiva degli ottativi in -οι-/αι, e gran parte delle II persone singolari attive dei presenti atematici.
Ciascun tipo di desinenza si distingue tra diatesi attiva e media. Le desinenze mediopassive sono sostanzialmente identiche sia per la flessione tematica che per l'atematica, esse servono a esprimere la voce passiva in quasi tutti i tempi. L'imperativo ha desinenze proprie, così pure il perfetto indicativo attivo nelle prime tre persone singolari (sia nel I debole, nel II forte e nel III fortissimo), mentre per il resto della coniugazione ricorre a quelle dei tempi principali. In alcuni casi, come nel presente contratto, ma anche nel futuro attico e dorico, le desinenze si fondono con la vocale tematica e non sono separabili, così sono dette "terminazioni".
Il greco antico non presenta voci verbali alla prima persona duale, ad eccezione di una manciata di voci attestate poetiche extraparadigmatiche che lasciano supporre che il suffisso medio-passivo fosse -μεθον.
- Desinenze primarie
  - Tematiche

Attivo
Singolare
- - I -(ω)
  - II -ις (in base alla vocale tematica, può essere preceduto dalle vocali ε-α-ο)
- III -ι (stessa cosa della II persona)

Duale
- II -τον
- III -τον

Plurale
- I -μεν
- II -τε
- III *-n̥τι - la n̥ sonante indoeuropea davanti a consonante ha esito di vocale, davanti a vocale il contrario. Per le desinenze atematiche della III persona plurale da esito α. Qui viene per assibilazione >νσι, con caduta successiva di ν davanti a sibilante > -σι(ν)

- - Desinenze atematiche attive

Singolare
- I - μι
- II -σι > ς, si riduce a solo sigma altrimenti sarebbe risultato uguale alla III singolare
- III -τι > con assibilazione in -σι

Duale
- II -τον
- III -τον

Plurale
- I -μεν
- II -τε
- III -n̥τι > ᾱσι (-εντι)

- - Desinenze passive sia per i verbi tematici e atematici

Singolare
- I -μαι
- II -σαι (dopo vocale tematica si riduce in ῃ> ει onde evitare doppioni e confusioni con il congiuntivo)
- III -ται

Duale
- II -σθον
- III -σθον

Plurale
- I -μεθα (anche -μεσθα)
- II -εσθε
- III -νται (-αται per gli atematici con davanti consonante)

Nell'attivo della flessione tematica la I persona singolare non presenta una desinenza, ma la vocale tematica -ο- allungata, le desinenze della II e III singolare derivano da uscite atematiche *λυεσι, per la II in questo caso la caduta di sigma determinò l'aggiunta del sigma finale ς per differenziare la persona dalla III; questa probabilmente usciva in *λυετι, successivamente subì l'assibilazione e poi caduta del sigma, venendo come la si vede oggi. I dialetti dorici hanno per la I persona plurale la desinenza -μες, per l'indoeuropeo esistevano 3 forme alternanti apofoniche *-enti/ *-onti / *-nti, di quest'ultima si ha traccia solo nel verbo εἰμί. La desinenza generalizzata -ντι, presente nella III persona plurale del dorico, dà luogo a -νσι per assibilazione, con successiva caduta del ν e allungamento di compenso della vocale tematica; secondo altri questo ν sarebbe efelcistico o mobile, dato che appare alla fine della desinenza, non sempre.
Nell'attivo della flessione atematica, la desinenza -σι della II singolare ha lasciato traccia nell'allungamento εἶ (uguale alla II singolare presente di εἰμί), nata da un *εσ+σι > *εσι con caduta di sigma; presente anche nel verbo εἶμι <*εj+σι. Questo fenomeno del sigma è evidente soprattutto nel dialetto eolico, ossia in Saffo. Nella III singolare la forma -τι (εσ-τι) in genere passa a -σι per assibilazione; nella III plurale è probabile che dall'originario *-nti indoeuropeo con N° sonante vocalizzata in α, si inserisse o il ν efelcistico, risultando *-αντι, e dopo l'assibilazione in *-ανσι, con caduta del ν davanti a sibilante, sia risultato definitivamente in -αι con α allungata per compenso.
Le desinenze primarie mediopassive, con l'assenza della diatesi media tipica dell'aoristo e del futuro, sono comuni sia nella flessione tematiche che atematica, restano inalterate. Solo nella II singolare del presente tematico, dell'aoristo I debole e del IV cappatico si ha caduta di sigma intervocalico, e successiva contrazione *λυ-ε-σαι > λύεαι > λυῃ con lo iota sottoscritto, o anche λύει, con dittongo lungo chiuso, frequente a partire dal IV secolo a.C. La I plurale in -μεσθα è molto antica, frequente in Omero e nell'attico arcaico, ridotta con caduta di sigma e allungamento di ε, e ripresa nella forma arcaica dagli scrittori ellenistici. Per la flessione atematica, Omero usa la III persona plurale in -ατι.
- Desinenze secondarie

Riguardano i tempi storici:
- - Attive tematiche

Singolare
- I -ν
- II -ς
- III -<*τ - la desinenza manca, e spesso

Duale
- II -τον
- III -την - spostamento dell'accento

Plurale
- I -μεν
- II -τε
- III -ν (nell'imperfetto) - εν(*τ)

Le desinenze secondarie divergono dalle primarie in pochi punti, nell'attivo la I singolare che deriva dall'indoeuropeo *-m° sonante, nella coniugazione tematica viene in -ν, nell'atematica è sempre -ν dopo vocale, e α dopo consonante, esempio nell'aoristo I di λύω si ha ἔλῡσᾰ anziché la forma dell'imperfetto ἔλυον. L'α ricorre anche nell'imperfetto di εἰμί, la desinenza della II singolare -ς è probabilmente quella che ricorre nei presenti atematici attivi, mentre (σ)θα mostra una derivazione dal perfetto. La desinenza consonantica della III plurale, dall'originaria alternanza indoeuropea *-enti/*-onti/*-nti, la forma *nt nella flessione tematica diventa -ν per caduta di dentale, frequente nell'imperfetto, che ha la III plurale uguale alla I singolare nell'attivo, mentre per *-onti non ci sono attestazioni in attico, mentre -εν (con caduta di dentale finale), caratterizza la III dell'ottativo (λύοιεν).
Nella flessione atematica si è generalizzata una desinenza in -σαν, in origine usata nell'aoristo I, ma poi esteso anche nell'aoristo III e IV. Nel mediopassivo le desinenze secondarie sono quasi uguali nei due tipi di flessione, la desinenza -σο della II singolare ha fenomeni analoghi alla corrispettiva desinenza primaria, cioè con la caduta di sigma (nella coniugazione tematica dell'imperfetto, dell'aoristo II e IV cappatico), con tale caduta si ha contrazione *ἐλυ-ε-σο >*ἐλεο > ἐλύου; anche se nell'imperfetto atematico si usa il -σο normalmente, come ἐδίδοσο.

### Formazione dell'imperativo
Le desinenze dell'imperativo tematico e atematico differiscono poco. Le forme della III persona plurale attiva e mediopassiva sono sempre in -τωσαν (forma abbreviata -ντων) per l'attivo, e -σθωσαν per il mediopassivo, forme attestate a partire dal V secolo a.C., e affermatesi nella koinè, sarebbero nate dall'aggiunta della desinenza secondaria di -σαν a quelle della III singolare dell'imperativo. Nel duale sia attivo che medio la II persona con vocale breve, identica all'uscita dell'indicativo, si oppone alla III, con la vocale allungata. Le II persone plurali sia attive che mediopassive sono identiche alle rispettive uscite dell'indicativo.
Diversità evidenti sono riscontrabili nella II persona singolare in base all'incontro con la vocale tematica precedente nelle desinenze primarie, e in base ai tempi verbali. Nella flessione tematica la II singolare attiva non ha desinenza, ma la vocale tematica -ε (nel presente), con l'accento circonflesso per la legge del trocheo finale; nella flessione atematica invece c'è l'oscillazione -θι (per i verbi in -μι come ἵσθι /da εἰμί/  - il ι deriva dall'indoeuropeo *-dhi), talora anche il puro tema ῐ̔́στη al presente, per i verbi in -μι, o l'estensione della vocale tematica -ε, come nel caso dei verbi a tema raddoppiato δίδωμι: δίδου <*δι-δο-ε, oppure anche τίθει <*τιθε-ε.
La vocale tematica -ε per l'attivo appare anche nell'imperativo perfetto, quanto a II singolare, mentre per l'aoristo (flessione atematica) si usa la desinenza -ον nell'attivo.
Nella II persona singolare mediopassiva, per l'aoristo I sigmatico si trova la desinenza -αι (*σαι con caduta di sigma intervocalico), la desinenza -ου con accento circonflesso, per l'aoristo II forte, e -θι per l'aoristo III fortissimo. Nel caso speciale dei 3 verbi dell'aoristo IV cappatico, per la diatesi attiva nella II singolare si ha la desinenza -ς, per la media la desinenza -ου con accento circonflesso, derivata probabilmente da *-σο con caduta di sigma e successiva contrazione. Per l'aoristo passivo con il suffisso -θη, per la II singolare si usa la desinenza -τι, mentre le altre rimangono quelle della coniugazione attiva.
Imperativo attivo
- Singolare
  - II - ε, -θι, -ς, -ον
  - III -τω
- Duale
  - II -τον
  - III -των
- Plurale
  - II -τε
  - III -ντων, -τωσαν

Imperativo mediopassivo
- Singolare
  - II -σο -(σ)αι
  - III -σθω

- Duale
  - II -σθον
  - III -σθων

- Plurale
  - II -σθε
  - III -σθων, -σθωσαν

### Formazione del congiuntivo e dell'ottativo
Il congiuntivo per tutti i tempi sia nella flessione tematica che atematica, è caratterizzato dall'allungamento della vocale tematica -ο del presente. Per analogia, anche nelle coniugazioni atematiche, il congiuntivo ha esteso questa coniugazione a tutti i tempi, e naturalmente nella coniugazione non presenta l'aumento nell'aoristo, mentre per il perfetto passivo, si realizza con la resa al participio mediopassivo del tema, con l'aggiunta del congiuntivo del verbo εἰμί. Per l'aoristo passivo, il congiuntivo si coniuga sempre con l'allungamento della vocale tematica, nella forma attiva.
Nella diatesi attiva e passiva dei verbi contratti, naturalmente avviene la contrazione dell'accento, rispettando anche la legge degli esiti dell'incontro tra le diverse vocali.
Diatesi attiva
- Singolare
  - I -ω
  - II -ῃς (ῳς - ᾳς), -οις, dall'incontro della vocale tematica -ο + ῃς
  - III -ῃ (ῳ - ᾳ), -οι

- Duale
  - II -ητον (ῳτον - ᾳτον), -ουτον
  - III -ητον (ῳτον - ᾳτον), -ουτον

- Plurale
  - I -ωμεν
  - II -ητε
  - III -ωσι

Diatesi media
- Singolare
  - I -ωμαι
  - II -ῃ (ᾳ)
  - III -ηται (ᾳται)

- Duale
  - II -ησθον (ασθον / ῳσθον)
  - III - ησθον (ασθον / ῳσθον)

- Plurale
  - I -ωμεθα (ῳμεθα)
  - II -ησθε (ῳσθε)
  - III -ωνται

La diatesi media atematica rispecchia le desinenze di quella tematica.
Stessa cosa può dirsi per l'ottativo, caratterizzato dal suffisso -οι + desinenza, sia nell'attivo che medio, mentre per i verbi atematici in -μι si ha il suffisso -ιη + desinenza nell'attivo, e nel medio il suffisso -ι lungo + desinenza.
Diatesi attiva tematica
- Singolare
  - I -οιμι
  - II -οις
  - III -οι

- Duale
  - II -οιτον
  - III -οιτην

- Plurale
  - I -οιμεν
  - II -οιτε
  - III -οιεν

Diatesi attiva atematica
- Singolare
  - I -ίην
  - II -ίης
  - III -ίη

- Duale
  - II -ῖτον
  - III -ίτην

- Plurale
  - I -ῖμεν
  - II -ῖτε
  - III -ῖεν

Per la coniugazione atematica dei verbi in -μι si usa il Tema verbale ad apofonia ridotta, esempio φήμι (tema verbale φη-φα si rende ad esempio la I singolare dell'ottativo φαίην)
Diatesi media
- Singolare
  - I -οίμην
  - II -οῖο (doveva avere un sigma intervocalico, poi caduto con allungamento)
  - III -οῖτο

- Duale
  - II -οῖσθον
  - III -οίσθην

- Plurale
  - I -οίμεθα
  - II -οῖσθε
  - III -οῖντο

La diatesi media è uguale sia per i verbi tematici che atematici. Inutile dire che anche l'ottativo come il congiuntivo, nei tempi storici non presenta l'aumento. Nel caso dell'ottativo perfetto passivo, esso come il congiuntivo, si forma con il participio passivo declinato in singolare, duale e plurale, + l'aggiunta del verbo εἰμί nella coniugazione dell'ottativo.

### Formazione del participio

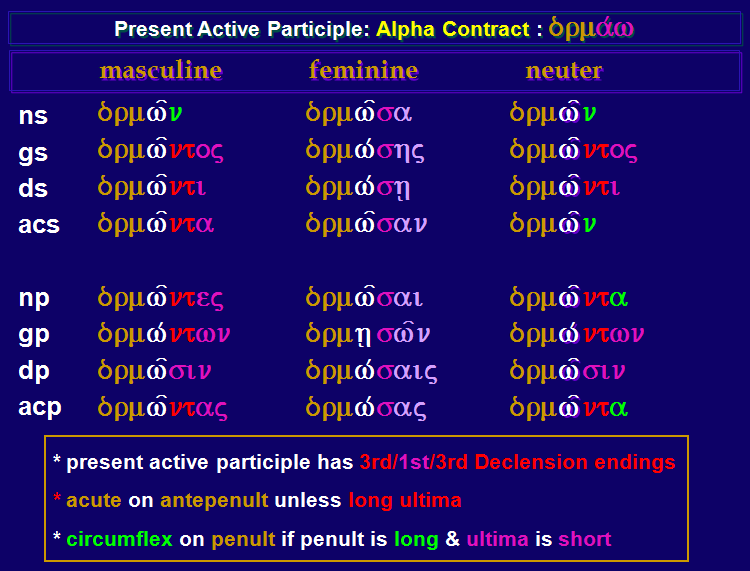
Tabella del participio presente attivo di ὁρμάω

Il participio attivo, eccettuato il perfetto, è caratterizzato dal suffisso -ντ- (femminile -ντ+j-) e si aggiunge ai temi temporali dei tre generi maschile, femminile e neutro + la relativa desinenza del caso e numero, salvo poi cadere provocando l'allungamento di compenso della vocale tematica. Nei temi temporali tematici (presenti, futuro, aoristo II forte) il suffisso si aggiunge al tema del verbo tramite la vocale tematica -ε-/ο-. Poiché è -ο- quando il suffisso inizia per nasale, il tema temporale del participio esce sempre in -οντ-; la terminazione del nominativo singolare del participio è -ων, -ουσα, -ον (da *οντ, *οντjα, *οντ).
Nei temi temporali atematici (presenti atematici, aoristo I debole e III fortissimo, e aoristo passivo), il suffisso -ντ- si aggiunge direttamente al tema temporale, mancando esso di vocale tematica: il nominativo maschile singolare è sigmatico, la vocale finale del tema, con la caduta di -ντ, davanti a sigma, subisce l'allungamento di compenso. Se la vocale del tema temporale è -ο- (presenti atematici, aoristo III) la terminazione del participio è -ους, -ουσα, -ον (raramente -ουν al neutro). Se la vocale finale del tema è -α (presenti atematici, aoristo I, aoristo III) nei verbi in -μι, la terminazione è -ας, ασα, αν. Se la vocale finale del tema è -ε, la terminazione è -εις, -εισα, -εν. Se la vocale del tema è -υ, la terminazione viene -υς, -υσα (e non ουσα), -υν.
Il participio attivo si declina sempre per il maschile e neutro, secondo la III declinazione, per il femminile secondo la I declinazione femminile dell'α impuro breve.
Il participio passivo (o mediopassivo in questo caso), si forma nella stessa maniera sia per i verbi tematici che atematici, ad eccezione dell'aoristo passivo, mentre per il futuro passivo si usano le desinenze qui sotto riportate, precedute dal suffisso caratteristico -θη, eccettuati casi particolari di caduta di questo, fenomeno che può avvenire anche nell'aoristo passivo per contrazione. Il maschile e il neutro si formano con il radicale -μεν + i termini desinenziali della II declinazione, per il femminile invece lo stesso radicale + le desinenze della I declinazione femminile in α impuro lungo.
- M -μενος
- F -μένη
- N -μενον

Il participio perfetto è un caso a parte, ricorre al doppio suffisso -οτ-/-οσ (dall'originale *ϝοτ/*-ϝοσ-); il suffisso -οτ forma tutta la declinazione del maschile e del neutro, facendo rimanere sempre l'accento sull'ο, mentre dal suffisso -οσ derivano il nominativo allungato in -ως, e il nominativo neutro in puro tema -ος. Il femminile attivo si è formato dal grado zero del suffisso *ϝσ- > -υσ, con aggiunta del suffisso femminile -jα tipico del participio attivo greco. Con la trasformazione in u del digamma, e successiva caduta di sigma e vocalizzazione di j, si ha il suffisso + desinenza del nominativo femminile singolare in -υια con allungamento dell'accento in circonflesso. La declinazione segue l'alfa puro lungo della I femminile.
Naturalmente è inutile dire che, ad eccezione del perfetto raddoppiato sia attivo che passivo, anche il participio come il congiuntivo, l'ottativo e l'imperativo non ha l'aumento nella coniugazione.
Per la forma passiva del participio perfetto, esso segue sempre la terminazione -μένος, -μένη, -μένον, solo che ha la caratteristica di avere l'accento sulla penultima sillaba.
Ecco degli esempi di participio, quello tematico presente attivo e passivo di γράφω, e l'atematico di τίθημι.
N.B.: sia nella declinazione sia nella coniugazione dei verbi occorre ricordarsi sempre delle leggi dei tre tempi riguardo l'accento, soprattutto per quanto concerne il cambiamento di timbro vocalico nelle apofonie, o nelle contrazioni dei verbi contratti.
Formazione tematica del presente (attiva e media)
Singolare
- Maschile
  - N: γράφων -όμενος
  - G: γράφοντος -ομένου
  - D: γράφοντι -ομένῳ
  - A: γράφοντα -όμενον
  - V: γράφον -όμενε

- Femminile
  - N: γράφουσα -ομένη
  - G: γραφούσης -ομένης
  - D: γραφούσῃ -ομένῃ
  - A: γράφουσαν -ομένην
  - V: γράφουσα -ομένη

- Neutro
  - N: γράφον (puro tema) -όμενον
  - G: γράφοντος -ομένης
  - D: γράφοντι -ομένῃ
  - A: γράφον -όμενον
  - V: γράφον -όμενον

Duale
- Maschile (il duale è uguale sia al maschile che al neutro)
  - N.A.V.: γράφοντε -ομένω
  - G.D.: γραφόντοιν -ομένοιν

- Femminile
  - N.A.V.: γραφούσᾱ -ομένᾱ
  - G.D.: γραφούσαιν -ομέναιν

Plurale
- Maschile
  - N: γράφοντες -όμενοι
  - G: γραφώντων -ομένων
  - D: γράφουσι -ομένοις
  - A: γράφοντας -ομένους
  - V: γράφοντες -όμενοι

- Femminile
  - N: γράφουσαι -όμεναι
  - G: γραφουσῶν -ομενῶν
  - D: γραφούσις -ομέναις
  - A: γραφούσας -ομένας
  - V: γράφουσαι -όμεναι

- Neutro
  - N: γράφοντα -όμενα
  - G: γραφώντων -ομένων
  - D: γράφουσι -ομένοις
  - A: γράφοντα -όμενα
  - V: γράφοντα -όμενα

Formazione tematica del presente (attiva e media)
Nei temi temporali atematici (presenti atematici, aoristo I debole e III fortissimo, e aoristo passivo), il suffisso -ντ- si aggiunge direttamente al tema temporale, mancando esso di vocale tematica: il nominativo maschile singolare è sigmatico, la vocale finale del tema, con la caduta di -ντ-, davanti a sigma, subisce l'allungamento di compenso. Se la vocale del tema temporale è -ο- (presenti atematici, aoristo III) la terminazione del participio è -ους, -ουσα, -ον (raramente -ουν al neutro). Se la vocale finale del tema è -α (presenti atematici, aoristo I, aoristo III) nei verbi in -μι, la terminazione è -ας, ασα, αν. Se la vocale finale del tema è -ε, la terminazione è -εις, -εισα, -εν. Se la vocale del tema è -υ, la terminazione viene -υς, -υσα (e non -ουσα), -υν.
Conoscendo queste regole, si prenderà l'esempio del participio uscente in -ει (esempio di verbi come τίθημι), e si vedranno solo le desinenze, che cambiano di vocale in base alla terminazione degli stessi atematici:
Attivo e medio (maschile, femminile, neutro)
Per abbreviare il procedimento, si inseriranno solo le tre desinenze di ciascun genere, caso e numero, la diatesi attiva sarà inframmezzata dalla passiva mediante la /.
- Singolare
  - N: -είς, -εῖσα, -έν / -έμενος, -εμένη, -έμενον
  - G -έντος, -είσης, -έντος / -εμένου, -εμένης, -εμένου
  - D -έντι, -είσῃ, -έντι / -εμένῳ, -εμένῃ, -εμένῳ
  - A -έντα, -εῖσαν, -έν / -έμενον, -εμένην, -έμενον
  - V -είς, -εῖσα, -έν / -έμενε, -εμένη, -έμενον

- Duale
  - N.A.V.: -έντε, -είσα, -έντε / -εμένω, -εμένα, -εμένω
  - G.D.: -έντοιν, -είσαιν, -έντοιν / -εμένοιν, -εμέναιν, -εμένοιν

- Plurale
  - N: -έντες, -εῖσαι, -εντα / -έμενοι, -εμέναι, -έμενα
  - G: -έντων, -εισῶν, -έντων / -εμένων, -εμενῶν, -εμένων
  - D: -εῖσι, -είσαις, -εῖσι / -εμένοις, -εμέναις, -εμένοις
  - A: -έντας, -είσας, -έντας / -εμένους, -εμένας, -έμενα
  - V: -έντες, -εῖσαι, -έντες / -έμενοι, -εμέναι, -έμενα

Per il participio si possono osservare queste due tabelle:

### Formazione dell'infinito
L'uscita dell'infinito tematico è -εν, che si contrae a contatto con la vocale tematica -ε- dando -ειν (con il falso dittongo ει). Nella flessione atematica si alternano -ναι e -εναι in base alla vocale che precede, come nei temi in δο-/δω-, in cui si ha per contrazione δοῦναι. L'aoristo I presenta -αι, forse lo stesso elemento contenuto in -ναι: si è prima formata l'uscita in -σαι (nell'aoristo I sigmatico), e poi quella dell'aoristo I asigmatico come φῆναι per φαίνω.

### Altre considerazioni
L'accento nelle forme dei modi finiti tende a ritrarsi il più possibile verso l'inizio del verbo, compatibilmente con la legge del trisillabismo. Le terminazioni verbali -οι e -αι sono considerate brevi, tranne che nell'ottativo (esempio in τιμάω l'aoristo ottativo è τιμήσαι). Questo comportamento della ritrazione dell'accento non ha una definizione precisa, si suppone che sia un'eredità dall'indoeuropeo, dove il verbo era atono, e si comportava come un'enclitica, nelle proposizioni principali, tonico nelle subordinate. il verbo greco, spostando il più possibile a sinistra l'accento, riprodurrebbe un originario comportamento enclitico
Le voci verbali contratte però non seguono questo comportamento, per altre ovvie leggi sull'accentazione e sulla contrazione delle vocali; gli ottativi della flessione atematica, che in genere al duale e al plurale mantengono l'accento sulla caratteristica modale. Inoltre le forme nominali della flessione atematica attiva recano l'accento sulla sillaba che precede la desinenza dell'infinito o il suffisso del participio, mentre nella diatesi mediopassiva si ritraggono il più possibile (infinito attivo διδόναι e mediopassivo δίδοσθαι); lo stesso avviene per l'aoristo I, e nelle forme nominali dell'aoristo II, in cui l'accento cade, seguendo l'antico uso dell'indoeuropeo, sulla vocale tematica finale.
L'aoristo III e l'aoristo I passivo e II forte collocano l'accento sulla sillaba che precede la desinenza o la terminazione. Il perfetto ha l'accento sulla penultima sillaba sia nell'infinito attivo che passivo, così come nel participio passivo. Il participio passivo maschile e neutro in origine era ossitono, come il corrispondente attivo, poiché la maggior parte di queste forme seguiva una sequenza dattilica — ∪ ∪ (*λελειμμενός), ma poi per Legge di Wheeler si è spostato.
La ritrazione dell'accento riguarda anche i verbi composti con preverbio o prefisso, tuttavia i monosillabi ossitoni con vocale breve, nel verbo semplice formano composti parossitoni. Se il verbo è composto da due o più preverbi, l'accento non risale oltre il primo; la norma vale anche per le forme con l'aumento, che viene considerato come preverbio, per cui l'accento non risale oltre l'aumento stesso. I congiuntivi e gli ottativi dei verbi in -μι composti mantengono l'accento sulla stessa sillaba del verbo semplice.

## Il presente

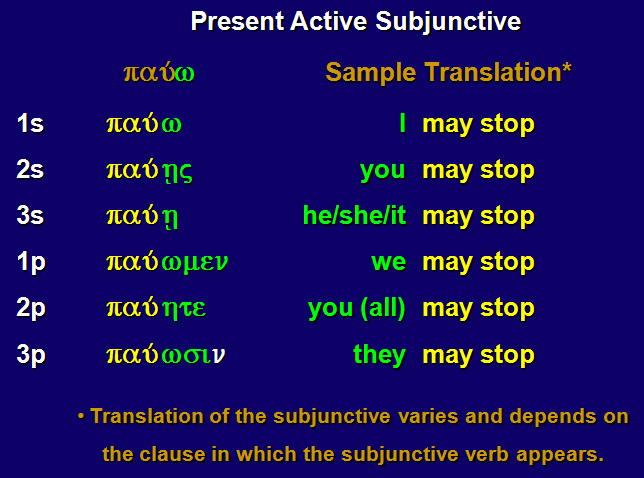
Il presente attivo congiuntivo di παύω

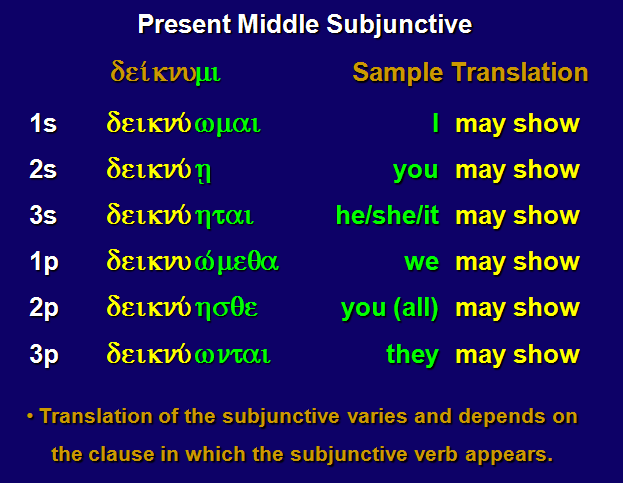
Presente congiuntivo mediopassivo di δείκνυμι

Comprende forme attive e medio-passive, che si riconducono a due tempi: il presente e il derivato imperfetto, che a differenza del precedente, che ha tutti i modi, ha solo l'indicativo, sprovvisto anche dell'infinito. In base al valore aspettuale, l'indicativo del presente colloca nel presente l'azione durativa, l'indicativo imperfetto esprime la stessa qualità dell'azione però nel passato. Gli altri modi, congiuntivo, ottativo, participio ecc esprimono sfumature modali dell'aspetto del processo verbale. Il tema del presente a volte coincide con la radice verbale, talora con mutamento apofonico della vocale radicale o con il raddoppiamento della medesima, e si dice quindi radicale; altre volte si è formato con meccanismi come il raddoppiamento del tema e l'aggiunta di suffissi e prefissi o infissi.
Il tema è radicale o suffissale, radicale quando il tema temporale coincide con la radice verbale, cui viene eventualmente aggiunta la vocale tematica. La radice monosillabica esce in consonante muta o liquida o nasale ἄγω dalla radice αγ-, tema del presente αγ-ε-/-ο; in alcuni casi il tema è costituito da una variante apofonica della radice verbale: πέμπω rad. πεμπ-/πμπ-, tema del presente πεμπ-ε-/ο. Ancora più particolare risultano temi che si sono sviluppati nel radicale da una consonante sonante dell'indoeuropeo: τρέπω dall'originale *τr̥π > τρεπ-/-τροπ-/τραπ: 3 uscite diverse apofoniche che serviranno per formare i rispettivi tempi del presente, del futuro e dell'aoristo; e questo non è il solo, come si è visto, a mostrare tali caratteristiche.
Sono assimilati ai radicali numerosi presenti il cui tema era in origine caratterizzato dal suffisso *j, si tratta dei cosiddetti verbi "contratti" in -άω, -έω, -όω, o anche terminanti in -ύω o -εύω; poiché *j si venne a trovare tra la vocale finale del tema e la vocale tematica (esempio βασιλεύω < *βασιλευj -ε-/ο), dovette cadere perché non più pronunciato correttamente, gli si preferì la velare -υ. In altri verbi esisteva un sigma /s/ intervocalico, che in certi casi cadde senza lasciare traccia (soprattutto quando si trovava in finale).
Il tema del presente radicale è "a raddoppiamento" quando è caratterizzato da una ripetizione della consonante iniziale del tema verbale (per lo più a grado zero), seguita da vocale ι (esempio διδάσκω, dove -δα- è il tema, δι- è il raddoppiamento, e qui di ha anche la particolarità di avere anche un infisso -σκ-, tanto da rendere questo un verbo abbastanza composto e articolato). Il raddoppiamento del presente ha la caratteristica di renderlo riconoscibile e di diversificarlo da un aoristo o da un futuro, poiché viene impiegato lì solo il tema verbale. Il raddoppiamento dei verbi in -ι che iniziano per vocale, come si è detto, avviene ma non si vede, se non nello spirito dell'aspirazione.
I presente "suffissale", come accennato poco prima ha nel tema aggiunte di vario genere: (*j, -ν, -αν, -σκ), e talora anche prefissi, come in διδάσκω. Ci sono presenti a suffisso *j (j-ε-/ο-), tra i più diffusi, che con la caduta dello jod si sono modificati nel tema. Quelli provvisti oltre a *j anche del sigma, hanno avuto delle modifiche fonetiche come in τελέω < *τελεσ-jε/ο. Benché nel presente /s/ scompaia, appare nel futuro o nell'aoristo. Sono assimilabili ai radicali i verbi derivanti da radici bisillabiche come καλε/κλη *καλε-jο > καλέω. Particolare è il caso di καίω, che fa parte di un gruppo limitato di verbi con uscita in υ/ϝ *καυ-jε/ο > *καϝ-jε-/ο - metatesi di jϝ incontrati in -ιε- + desinenza del presente.
Nei temi in consonante, *j dà esiti uguali incontrandosi con elementi diversi: un presente in -ζω può risalire a un tema verbale in velare o a uno in dentale; un presente in -ττω/-σσω può aver origine da un tema verbale in -γ. o in -θ-, che unendosi a *j danno origine a presenti in -ττω, si faccia l'esempio di φυλάσσω < *φυλακ-j-ε/-o, oppure ὀρύσσω < *ὀρυχ-j-ε-/o. I temi in labiale che si incontrano con *j danno esito -πτ tipo βάπτω < *βαφ-j-ε-/o; i temi in liquida e nasale in λ, possono avere un esito in doppio lambda -λλ di βάλλω, i gruppi αρ, αν dove *j si vocalizza in iota avendo poi una metatesi con la nasale o la liquida danno esiti: *αρj > αιρ, *φαν-j-ε-/ο > φαίνω.
I temi a suffisso nasale alternante, perché derivante da n̥ sonante indoeuropea, sanno esito -ν o -αν. A seconda del suffisso si hanno tre tipi di formazione
- Il suffisso -ν viene unito a radici verbali sia consonantiche che vocaliche, in alcuni casi incontra *j, che cade provocando l'allungamento, come in βαίνω < *βα-ν-jω
- Il suffisso ampliato in -αν si aggiunge alle radici consonantiche, che spesso inseriscono anche un infisso nasale all'interno del tema, davanti a labiale l'infisso passa a -μ, davanti a velare -γ, e dentale -ν, come αἰσθάνομαι o il più noto λαμβάνω dal tema verbale λαβ-/ληβ, dove si vede l'aggiunta di -μ e poi di -άν + desinenza del tempo.
- Il suffisso ampliato in -νε si trova in poche forme, poiché precede la vocale tematica, dà origine a un presente di tipo contratto, un esempio è ἱκνέομαι.

Alcuni presenti hanno il suffisso -ισκ-, e hanno un valore incoativo, indicante l'inizio di un processo verbale, e presentano anche raddoppiamento della radice verbale, parziale o totale. Ci sono tuttavia delle differenze di significato tra γηράσκω (invecchio) e γηράω (sono vecchio, stato già acquisito). I suffissi -ιζω e  -αζω provengono dall'incontro di *j con la dentale finale del radicale, come nel caso di ἐλπίζω. Altri verbi sono dei "derivati" da nominativi, come βασιλεύω (io governo, dal sostantivo della III declinazione che vuol dire "re, signore"), hanno una formazione tarda (V-IV secolo a.C), altri sono dei composti del tutto eccezionali, come i grammelot di Aristofane, oppure creati appositamente per avere un effetto puramente artistico e metrico in drammi, poemi o componimenti poetici, mentre i verbi con suffisso in -σείω hanno valore desiderativo.
La contrazione nei verbi, al presente, era effettuata soprattutto nel dialetto ionico attico, e nasceva dall'incontro di due vocali in iato, della vocale tematica con la desinenza, tale fenomeno è presente soprattutto nei verbi in -άω, έω ecc., la contrazione rispetta naturalmente la tabella degli esiti vocalici riguardante i loro incontri. I verbi bisillabici come θέω o πλέω contraggono solo quando la vocale tematica presenta la forma -ε, e dà esito in -ει.
I presenti "atematici" in -μι sono minori di quelli tematici, in casi come φημί il tema temporale coincide con la radice verbale, mentre altri, come σβέννυμι, mostrano l'evidente aggiunta di un suffisso -ννυ, in simil modo dei presenti tematici. Questi verbi radicali sono molto antichi, molti col passare dei secoli scomparvero perché si crearono dei doppioni nella coniugazione tematica, durante la fase di "normalizzazione" della lingua koinè, altri rimasero perché legati essenzialmente a concetti della vita umana. φημί, come altri verbi atematici, avendo radice a doppia apofonia (zero e allungato), nel presente vede l'alternanza dell'allungato nelle prime III persona singolari, e poi il grado zero nelle altre dell'indicativo, l'allungamento tipico per il congiuntivo, il grado zero per l'ottativo, più il suffisso dei verbi atematici -ίη, per il participio ugualmente si usa il grado zero.
Tra questi rimasti, c'è εἰμί (io sono), antichissimo, che consta solo di diatesi attiva, e si coniuga nel tempo presente, imperfetto e futuro, insieme al simile εἶμι (che però vuol dire "io vado"). Il grado normale della radice *εσ- è stato esteso a quasi tutto il sistema, dal grado zero σ- si formano solo nell'indicativo la III persona plurale con desinenza -εντι e spirito dolce analogico *σ-εντι > *εντι > *ενσι > εἰσί. Il tema originario εσriguarda anche il congiuntivo *εσ-ω da cui si è formata la I persona singolare ὦ, con caduta di sigma e contrazione del tema e della desinenza.
Tra i presenti atematici suffissali si ricorda il verbo δείκνυμι, al cui infisso -νυ- si aggiungono le desinenze atematiche.
Alcuni esempi di coniugazione di verbo della I classe in -ω:
Coniugazione attiva
|              | Indicativo | Congiuntivo | Ottativo | Imperativo       |
| ------------ | ---------- | ----------- | -------- | ---------------- |
| 1ª singolare | λύω        | λύω         | λύοιμι   | -                |
| 2ª singolare | λύεις      | λύῃς        | λύοις    | λῦε              |
| 3ª singolare | λύει       | λύῃ         | λύοι     | λυέτω            |
| 2ª duale     | λύετον     | λύητον      | λύοιτον  | λύετον           |
| 3ª duale     | λύετον     | λύητον      | λυοίτην  | λυέτων           |
| 1ª plurale   | λύομεν     | λύωμεν      | λύοιμεν  | -                |
| 2ª plurale   | λύετε      | λύητε       | λύοιτε   | λύετε            |
| 3ª plurale   | λύουσι     | λύωσι       | λύοιεν   | λυόντων λυέτωσαν |

Il participio e l'infinito hanno le seguenti forme:
|  | Infinito | participio                         |
|  | -------- | ---------------------------------- |
|  | λύειν    | masch. λύων femm. λύουσα neu. λῦον |

Coniugazione medio-passiva (mi sciolgo, sciolgo per me, vengo sciolto)
|              | Indicativo      | Congiuntivo | Ottativo | Imperativo  |
| ------------ | --------------- | ----------- | -------- | ----------- |
| 1ª singolare | λύομαι          | λύωμαι      | λυοίμην  | -           |
| 2ª singolare | λύει oppure λύῃ | λύῃ         | λύοιο    | λύου        |
| 3ª singolare | λύεται          | λύῃται      | λύοιτο   | λυέσθω      |
| 2ª duale     | λύεσθον         | λύησθον     | λύοισθον | λύεσθον     |
| 3ª duale     | λύεσθον         | λύησθον     | λυοίσθην | λυέσθων     |
| 1ª plurale   | λυόμεθα         | λυώμεθα     | λυοίμεθα | -           |
| 2ª plurale   | λύεσθε          | λύησθε      | λύοισθε  | λύεσθε      |
| 3ª plurale   | λύονται         | λύωνται     | λύοιντο  | λυέσθω(σα)ν |

Il participio e l'infinito medio-passivi hanno le seguenti forme:
|  | Infinito | participio                                  |
|  | -------- | ------------------------------------------- |
|  | λύεσθαι  | masch. λυόμενος femm. λυομένη neu. λυόμενον |

Alcune osservazioni da fare sono:
- Nel presente, sia attivo che medio-passivo, tutti i verbi in -ω di qualsiasi classe hanno come ultimo elemento fonetico prima della desinenza personale la vocale tematica ε la quale diventa o quando è seguita da μ o da ν e precisamente nella prima e terza persona plurale del modo indicativo e congiuntivo e nell'imperativo nella terza persona plurale.
- Per quanto riguarda la formazione delle uscite dell'indicativo attivo, non si possono dare sempre spiegazioni sicure. Tuttavia, si può segnalare che nella prima persona singolare è caduta l'antica desinenza -μι- e si è allungata in -ω- la vocale tematica -ο-, le desinenze della seconda e della terza persona singolare risultano forse dall'unione della vocale tematica -ε- con le desinenze -σι, -τι divenute per metatesi -ις, -ιτ e in ultimo la terza persona plurale -ουσι- deriva dalla desinenza originaria -ντι- in cui il gruppo -τι- si è "assibilato" in -σι- mentre la caduta di -ν- ha causato l'allungamento della vocale tematica in -ου-.
- Nel congiuntivo sono evidente le caratteristiche modali dell'allungamento della vocale tematica in ω/η e delle desinenze principali.
- Nell'ottativo sono evidente le caratteristiche modali dell'inserzione fra tema e desinenza della vocale -ι- che con la vocale tematica -ο- diventa -οι- (che resta lungo quando è in fine di parola) mentre nella terza persona plurale fra il Dittongo -οι- e la Desinenza è interposta una -ε-. Si noti poi la desinenza originaria dei temi principali -μι per la prima persona singolare attiva e le desinenze storiche per tutte le altre persone attive e medio-passive.
- La seconda persona singolare dell'imperativo attivo esce in -ε (vocale tematica) per la caduta della desinenza originaria -θι. L'accento si ritira il più possibile e, nei verbi composti, anche sulla preposizione (es. παίδευε, πρόσ-εχε).
- L'uscita -ειν dell'infinito attivo deriva dalla contrazione della vocale tematica ε con la desinenza originaria -εν (ε + εν = ειν).
- Il participio attivo si declina come gli aggettivi della seconda classe a tre terminazioni col tema in -ντ-, mentre il participio medio si forma con il suffisso -μενος, -μένη, -μενον e si declina come un aggettivo di prima classe a tre uscite come ἀγαθός, -ή, -όν.
- La seconda persona singolare dell'indicativo medio-passivo (λύῃ) del congiuntivo medio (λύῃ) e dell'imperativo medio (λύου) derivano rispettivamente da: λύεσαι, λύησαι, λύεσο, in cui, dopo la caduta del sigma intervocalico, è avvenuta la regolare contrazione delle vocali.
- La seconda persona singolare dell'ottativo medio λύοιο deriva da λύοισο, in cui è caduto il sigma intervocalico, senza provocare contrazione.

Verbi contratti in -εω e -αω (contrazione della vocale del tema + la desinenza):
- Verbi in -άω: l'esempio di τιμάω: "onorare":

|          | Indicativo attivo | Congiuntivo attivo | Ottativo attivo      | Imperativo attivo  | Indicativo medio | Congiuntivo medio | Ottativo medio | Imperativo medio    |
| -------- | ----------------- | ------------------ | -------------------- | ------------------ | ---------------- | ----------------- | -------------- | ------------------- |
| 1ª sing. | τιμῶ              | τιμῶ               | τιμῷμι oppure τιμῴην | -                  | τιμῶμαι          | τιμῶμαι           | τιμῴμην        | -                   |
| 2ª sing. | τιμᾷς             | τιμᾷς              | τιμῷς oppure τιμῴης  | τίμα               | τιμᾷ             | τιμᾷ              | τιμῷο          | τιμῶ                |
| 3ª sing. | τιμᾷ              | τιμᾷ               | τιμῷ oppure τιμῴη    | τιμάτω             | τιμᾶται          | τιμᾶται           | τιμῷτο         | τιμάσθω             |
| 2ª duale | τιμᾶτον           | τιμᾶτον            | τιμῷτον              | τιμᾶτον            | τιμᾶσθον         | τιμᾶσθον          | τιμῷσθον       | τιμᾶσθον            |
| 3ª duale | τιμᾶτον           | τιμᾶτον            | τιμῴτην              | τιμάτων            | τιμᾶσθον         | τιμᾶσθον          | τιμῴσθην       | τιμάσθων            |
| 1ª plur. | τιμῶμεν           | τιμῶμεν            | τιμῷμεν              | -                  | τιμώμεθα         | τιμώμεθα          | τιμῴμεθα       | -                   |
| 2ª plur. | τιμᾶτε            | τιμᾶτε             | τιμῷτε               | τιμᾶτε             | τιμᾶσθε          | τιμᾶσθε           | τιμῷσθε        | τιμᾶσθε             |
| 3ª plur. | τιμῶσι            | τιμῶσι             | τιμῷεν               | τιμώντων τιμάτωσαν | τιμῶνται         | τιμῶνται          | τιμῷντο        | τιμάσθων τιμάσθωσαν |

Il participio e l'infinito hanno le seguenti forme:
|  | Infinito attivo | participio attivo                    | infinito medio | participio medio                               |
|  | --------------- | ------------------------------------ | -------------- | ---------------------------------------------- |
|  | τιμᾶν           | masch. τιμῶν femm. τιμῶσα neu. τιμῶν | τιμᾶσθαι       | masch. τιμώμενος femm. τιμωμένη neu. τιμώμενον |

- Verbi in -έω: l'esempio di φιλέω: "amare".

|          | Indicativo attivo | Congiuntivo attivo | Ottativo attivo        | Imperativo attivo    | Indicativo medio | Congiuntivo medio | Ottativo medio | Imperativo medio      |
| -------- | ----------------- | ------------------ | ---------------------- | -------------------- | ---------------- | ----------------- | -------------- | --------------------- |
| 1ª sing. | φιλῶ              | φιλῶ               | φιλοῖμι oppure φιλοίην | -                    | φιλοῦμαι         | φιλῶμαι           | φιλοίμην       | -                     |
| 2ª sing. | φιλεῖς            | φιλῇς              | φιλοῖς oppure φιλοίης  | φίλει                | φιλεῖ            | φιλῇ              | φιλοῖο         | φιλοῦ                 |
| 3ª sing. | φιλεῖ             | φιλῇ               | φιλοῖ oppure φιλοίη    | φιλείτω              | φιλεῖται         | φιλῇται           | φιλοῖτο        | φιλείσθω              |
| 2ª duale | φιλεῖτον          | φιλῇτον            | φιλοῖτον               | φιλεῖτον             | φιλεῖσθον        | φιλῆσθον          | φιλοῖσθον      | φιλεῖσθον             |
| 3ª duale | φιλεῖτον          | φιλῆτον            | φιλοίτην               | φιλείτων             | φιλεῖσθον        | φιλῆσθον          | φιλοίσθην      | φιλείσθων             |
| 1ª plur. | φιλοῦμεν          | φιλῶμεν            | φιλοῖμεν               | -                    | φιλούμεθα        | φιλώμεθα          | φιλοίμεθα      | -                     |
| 2ª plur. | φιλεῖτε           | φιλῆτε             | φιλοῖτε                | φιλεῖτε              | φιλεῖσθε         | φιλῆσθε           | φιλοῖσθε       | φιλεῖσθε              |
| 3ª plur. | φιλοῦσι           | φιλῶσι             | φιλοῖεν                | φιλούντων φιλείτωσαν | φιλοῦνται        | φιλῶνται          | φιλοῖντο       | φιλείσθων φιλείσθωσαν |

Il participio e l'infinito hanno le seguenti forme:
|  | Infinito attivo | participio attivo                      | infinito medio | participio medio                                  |
|  | --------------- | -------------------------------------- | -------------- | ------------------------------------------------- |
|  | φιλεῖν          | masch. φιλῶν femm. φιλοῦσα neu. φιλοῦν | φιλεῖσθαι      | masch. φιλούμενος femm. φιλουμένη neu. φιλούμενον |

Alcuni esempi di coniugazione di verbi della II classe atematica in -μι
|          | Indicativo attivo | Congiuntivo attivo | Ottativo attivo | Imperativo attivo    | Indicativo mediopassivo | Congiuntivo mediopassivo | Ottativo mediopassivo | Imperativo mediopassivo |
| -------- | ----------------- | ------------------ | --------------- | -------------------- | ----------------------- | ------------------------ | --------------------- | ----------------------- |
| 1ª sing. | δίδωμι            | διδῶ               | διδοίην         | -                    | δίδομαι                 | δίδωμαι                  | διδοίμην              | -                       |
| 2ª sing. | δίδως             | διδῷς              | διδοίης         | δίδου (<*δίδοε)      | δίδοσαι                 | διδῷ                     | διδοῖο                | δίδοσο                  |
| 3ª sing. | δίδωσι(ν)         | διδῷ               | διδοίη          | διδότω               | δίδοται                 | διδῶται                  | διδοῖτο               | διδόσθω                 |
| 2ª duale | δίδοτον           | διδῶτον            | διδοῖτον        | δίδοτον              | δίδοσθον                | διδῶσθον                 | διδοῖσθον             | δίδοσθον                |
| 3ª duale | δίδοτον           | διδῶτον            | διδοίτην        | διδότων              | δίδοσθον                | διδῶσθον                 | διδοίσθην             | διδόσθων                |
| 1ª plur. | δίδομεν           | διδῶμεν            | διδοῖμεν        | -                    | διδόμεθα                | διδώμεθα                 | διδοίμεθα             | -                       |
| 2ª plur. | δίδοτε            | διδῶτε             | διδοῖτε         | δίδοτε               | δίδοσθε                 | διδῶσθε                  | διδοῖσθε              | δίδοσθε                 |
| 3ª plur. | διδόᾱσι(ν)        | διδῶσι(ν)          | διδοῖεν         | διδόντων / διδότωσαν | δίδονται                | διδῶνται                 | διδοῖντο              | διδόσθων / διδόσθωσαν   |

Il participio e l'infinito hanno le seguenti forme:
| Infinito attivo | Participio attivo                      | Infinito mediopassivo | Participio mediopassivo                        |
| --------------- | -------------------------------------- | --------------------- | ---------------------------------------------- |
| διδόναι         | masch. διδούς femm. διδοῦσα neu. διδόν | δίδοσθαι              | masch. διδόμενος femm. διδομένη neu. διδόμενον |

|          | Indicativo attivo | Congiuntivo attivo | Ottativo attivo | Imperativo attivo | Indicativo mediopassivo | Congiuntivo mediopassivo | Ottativo mediopassivo | Imperativo mediopassivo |
| -------- | ----------------- | ------------------ | --------------- | ----------------- | ----------------------- | ------------------------ | --------------------- | ----------------------- |
| 1ª sing. | ἵημι              | ἱῶ                 | ἱείην           | -                 | ἵεμαι                   | ἱῶμαι                    | ἱείμην                | -                       |
| 2ª sing. | ἵης               | ἱῇς                | ἱείης           | ἵει (<*ἵεε)       | ἵεσαι                   | ἱῇ                       | ἱεῖο                  | ἵεσο                    |
| 3ª sing. | ἵησι(ν)           | ἱῇ                 | ἱείη            | ἱέτω              | ἵεται                   | ἱῆται                    | ἱεῖτο                 | ἱέσθω                   |
| 2ª duale | ἵετον             | ἱῆτον              | ἱεῖτον          | ἵετον             | ἵεσθον                  | ἱῆσθον                   | ἱεῖσθον               | ἵεσθον                  |
| 3ª duale | ἵετον             | ἱῆτον              | ἱείτην          | ἱέτων             | ἵεσθον                  | ἱῆσθον                   | ἱείσθην               | ἱέσθων                  |
| 1ª plur. | ἵεμεν             | ἱῶμεν              | ἱεῖμεν          | -                 | ἱέμεθα                  | ἱώμεθα                   | ἱείμεθα               | -                       |
| 2ª plur. | ἵετε              | ἱῆτε               | ἱεῖτε           | ἵετε              | ἵεσθε                   | ἱῆσθε                    | ἱεῖσθε                | ἵεσθε                   |
| 3ª plur. | ἱᾶσι(ν) (<*ἱάᾱσι) | ἱῶσι(ν)            | ἱεῖεν           | ἱέντων / ἱέτωσαν  | ἵενται                  | ἱῶνται                   | ἱεῖντο                | ἱέσθων / ἱέσθωσαν       |

Il participio e l'infinito hanno le seguenti forme:
| Infinito attivo | Participio attivo                | Infinito mediopassivo | Participio mediopassivo                  |
| --------------- | -------------------------------- | --------------------- | ---------------------------------------- |
| ἱέναι           | masch. ἱείς femm. ἱεῖσα neu. ἱέν | ἵεσθαι                | masch. ἱέμενος femm. ἱεμένη neu. ἱέμενον |

|          | Indicativo attivo | Congiuntivo attivo | Ottativo attivo | Imperativo attivo        | Indicativo mediopassivo | Congiuntivo mediopassivo | Ottativo mediopassivo | Imperativo mediopassivo   |
| -------- | ----------------- | ------------------ | --------------- | ------------------------ | ----------------------- | ------------------------ | --------------------- | ------------------------- |
| 1ª sing. | δείκνυμι          | δεικνύω            | δεικνύοιμι      | -                        | δείκνυμαι               | δεικνύωμαι               | δεικνυοίμην           | -                         |
| 2ª sing. | δείκνυς           | δεικνύῃς           | δεικνύοις       | δείκνυ                   | δείκνυσαι               | δεικνύῃ                  | δεικνύοιο             | δείκνυσο                  |
| 3ª sing. | δείκνυσιν         | δεικνύῃ            | δεικνύοι        | δεικνύτω                 | δείκνυται               | δεικνύηται               | δεικνύοιτο            | δεικνύσθω                 |
| 2ª duale | δείκνυτον         | δεικνύητον         | δεικνύοιτον     | δείκνυτον                | δείκνυσθον              | δεικνύησθον              | δεικνύοισθον          | δείκνυσθον                |
| 3ª duale | δείκνυτον         | δεικνύητον         | δεικνυοίτην     | δεικνύτων                | δείκνυσθον              | δεικνύησθον              | δεικνυοίσθην          | δεικνύσθων                |
| 1ª plur. | δείκνυμεν         | δεικνύωμεν         | δεικνύοιμεν     | -                        | δεικνύμεθα              | δεικνυώμεθα              | δεικνυοίμεθα          | -                         |
| 2ª plur. | δείκνυτε          | δεικνύητε          | δεικνύοιτε      | δείκνυτε                 | δείκνυσθε               | δεικνύησθε               | δεικνύοισθε           | δείκνυσθε                 |
| 3ª plur. | δεικνύᾱσι(ν)      | δεικνύωσι(ν)       | δεικνύοιεν      | δεικνύντων / δεικνύτωσαν | δείκνυνται              | δεικνύωνται              | δεικνύοιντο           | δεικνύσθων / δεικνύσθωσαν |

Il participio e l'infinito hanno le seguenti forme:
| Infinito attivo | Participio attivo                          | Infinito mediopassivo | Participio mediopassivo                              |
| --------------- | ------------------------------------------ | --------------------- | ---------------------------------------------------- |
| δεικνύναι       | masch. δεικνύς femm. δεικνῦσα neu. δεικνύν | δεικνύσθαι            | masch. δεικνύμενος femm. δεικνυμένη neu. δεικνύμενον |

Questo verbo è a radice consonantica, con vocale del tema -υ. Notare che nella III persona plurale del presente attivo, l'originale desinenza *-n̥τι siccome sonante e davanti a consonanti di vocalizza in α, e il tau subisce l'assibilazione in σ, quindi -ύασι(ν).

## L'imperfetto
Definito dagli antichi un "passato non compiuto", proietta nel passato l'aspetto durativo dell'azione al presente, da cui si forma, solitamente in italiano si traduce con l'imperfetto, o anche con un participio o un passato prossimo. Ha solo il tempo indicativo come il piuccheperfetto, e rende oltre l'aspetto anche il tempo. Il tema del presente con il suo aspetto è sufficiente per esprimere gli altri modi.
A marcare l'imperfetto è l'aumento, ma esso caratterizza tutti i tempi storici, come l'aoristo e il piuccheperfetto, ma solo nel modo indicativo, può essere sillabico o temporale:
- Sillabico: consiste nella vocale ε premessa al tema, che inizia in consonante, esempio ἔλῡον. Nell'indoeuropeo la ε dell'aumento era una forma autonoma di marcatore temporale, poi saldatasi nel verbo. Il raddoppiamento particolare di ῥ di ῥέω è sillabico, ma ha una caratteristica particolare, poiché la ῥ deriva da *ϝρ, si ha un'assimilazione regressiva e un raddoppiamento della liquida.

- Temporale: riguarda l'allungamento della vocale dei temi che iniziano con essa, o anche dittongo. Si chiama temporale perché aumenta la quantità prosodica della sillaba iniziale; per comprendere correttamente questo aumento, basta conoscere il tema e aggiungergli l'aumento -ε, tenendo a mente gli esiti vocalici dei diversi incontri nella contrazione.

Nella lingua omerica la presenza dell'aumento è facoltativa, legata per lo più a esigenze metriche, che in parte differiscono quanto a quantità della sillaba o della desinenza dai cosiddetti "piedi". Ad esempio un dittongo ha sempre valore lungo in metrica, mentre il dittongo della desinenza -αι nominativo plurale della I declinazione femminile, ha valore breve. Per queste esigenze metriche, in Omero e in altri poeti arcaici si trovano gli imperfetti senza aumento, caratterizzati dal suffisso incoativo -σκ.
Per i verbi composti o con un prefisso, l'aumento si inserisce tra il preverbio e il verbo, esempio συλλέγω = συνέλεγον. Nelle particelle come απο, εκ, περί, l'esito è sempre quello dell'aumento -ε, che in certi casi di prefissi terminanti in vocale crea una contrazione, come in προβάινω > πρὀύβαινον. Solitamente per riconoscere il presente da un imperfetto, si isola l'aumento, se è temporale, si tende a ridurre il valore della vocale, oppure risalendo al tema verbale. Alcuni verbi che iniziano in ἐ aspirata hanno l'aumento in -ει anziché in -η, poiché le radici derivano dalla presenza di un ϝ che venne a incontrarsi con -εσ dell'aumento; un esempio è il verbo comune ἔχω =  εἶχον > *σεχω.
Per i verbi in -μι, si segue il modello dell'imperfetto di ἵστημι =  ῑ̔́στην, salvo alcuni casi come δύναμαι che può avere l'aumento sia in -ε che -η.
Un esempio di verbo in -ω
|              | Attivo (Scioglievo) | Medio-Passivo (Scioglievo per me, Mi scioglievo, Ero sciolto) |
| ------------ | ------------------- | ------------------------------------------------------------- |
| 1ª singolare | ἔλυ-ον              | ἐλυό-μην                                                      |
| 2ª singolare | ἔλυ-ες              | ἐλύ-ου (<*ἐλύεο <*ἐλύεσο)                                     |
| 3ª singolare | ἔλυ-ε               | ἐλύε-το                                                       |
| 2ª duale     | ἐλύε-τον            | ἐλύε-σθον                                                     |
| 3ª duale     | ἐλυέ-την            | ἐλυέ-σθην                                                     |
| 1ª plurale   | ἐλύο-μεν            | ἐλυό-μεθα                                                     |
| 2ª plurale   | ἐλύε-τε             | ἐλύε-σθε                                                      |
| 3ª plurale   | ἔλυ-ον              | ἐλύο-ντο                                                      |

Per i verbi in -μι si hanno varie possibilità di soluzioni nella contrazione della vocale della radice con la desinenza dell'imperfetto:
δίδωμι
|              | Indicativo attivo             | Indicativo mediopassivo     |
| ------------ | ----------------------------- | --------------------------- |
| 1ª singolare | ἐδίδουν (<*ἐδίδοον <*ἐδίδωον) | ἐδιδόμην                    |
| 2ª singolare | ἐδίδους (<*ἐδίδοες <*ἐδίδωες) | ἐδίδου (<*ἐδίδοο <*ἐδίδοσο) |
| 3ª singolare | ἐδίδου (<*ἐδίδοε <*ἐδίδωε)    | ἐδίδοτο                     |
| 2ª duale     | ἐδίδοτον                      | ἐδίδοσθον                   |
| 3ª duale     | ἐδιδότην                      | ἐδιδόσθην                   |
| 1ª plurale   | ἐδίδομεν                      | ἐδιδόμεθα                   |
| 2ª plurale   | ἐδίδοτε                       | ἐδίδοσθε                    |
| 3ª plurale   | ἐδίδοσαν                      | ἐδίδοντο                    |

τίθημι
|              | Indicativo attivo                      | Indicativo mediopassivo |
| ------------ | -------------------------------------- | ----------------------- |
| 1ª singolare | ἐτίθην                                 | ἐτιθέμην                |
| 2ª singolare | ἐτίθεις (<*ἐτίθεες <*ἐτίθηες) / ἐτίθης | ἐτίθεσο                 |
| 3ª singolare | ἐτίθει (<*ἐτίθεε <*ἐτίθηε) / ἐτίθη     | ἐτίθετο                 |
| 2ª duale     | ἐτίθετον                               | ἐτίθεσθον               |
| 3ª duale     | ἐτιθέτην                               | ἐτιθέσθην               |
| 1ª plurale   | ἐτίθεμεν                               | ἐτιθέμεθα               |
| 2ª plurale   | ἐτίθετε                                | ἐτίθεσθε                |
| 3ª plurale   | ἐτίθεσαν                               | ἐτίθεντο                |

φημί
|              | Indicativo attivo |
| ------------ | ----------------- |
| 1ª singolare | ἔφην              |
| 2ª singolare | ἔφησθα / ἔφης     |
| 3ª singolare | ἔφη               |
| 2ª duale     | ἔφατον            |
| 3ª duale     | ἐφάτην            |
| 1ª plurale   | ἔφαμεν            |
| 2ª plurale   | ἔφατε             |
| 3ª plurale   | ἔφασαν            |

Da notare qui, come in ἵστημι, l'alternanza vocalica delle prime tre persone del singolare, e le altre tre del plurale e le due del duale, che presentano grado allungato e grado zero.

## Il futuro

### Generalità e futuro attivo
Tempo principale, ha desinenze relative che rispecchiano quelle dei tempi primari, ha due soli modi finiti: indicativo e ottativo, poi l'infinito e il participio, ha tre diatesi, attiva, media e passiva, provvista insieme all'aoristo passivo del suffisso -θη che lo rende ben riconoscibile. L'attiva e la media si formano dal medesimo tema temporale, quella passiva deriva dal tema dell'aoristo passivo; tra la diatesi attiva e media la più operante è la seconda, forse perché esprime meglio la partecipazione del soggetto all'azione che vuole realizzare. Il futuro, per il fatto di essere nato come tempo recente rispetto agli altri, è indifferente dall'aspetto.

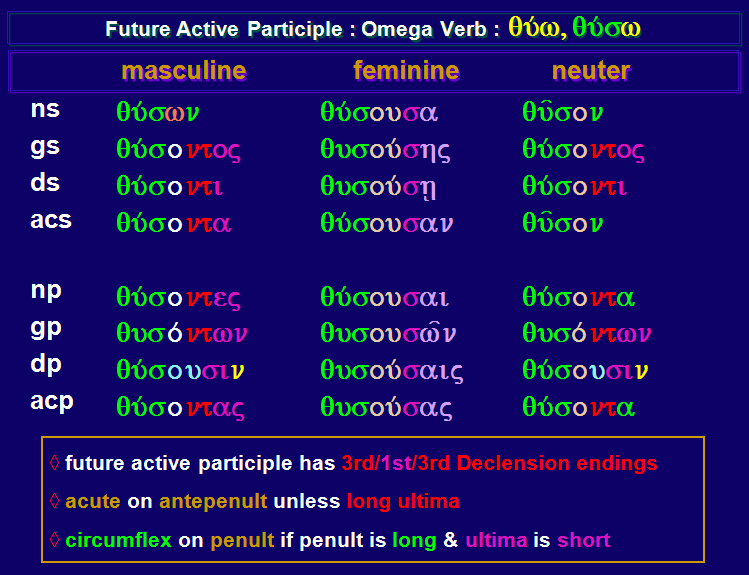
Il participio futuro attivo di θύω

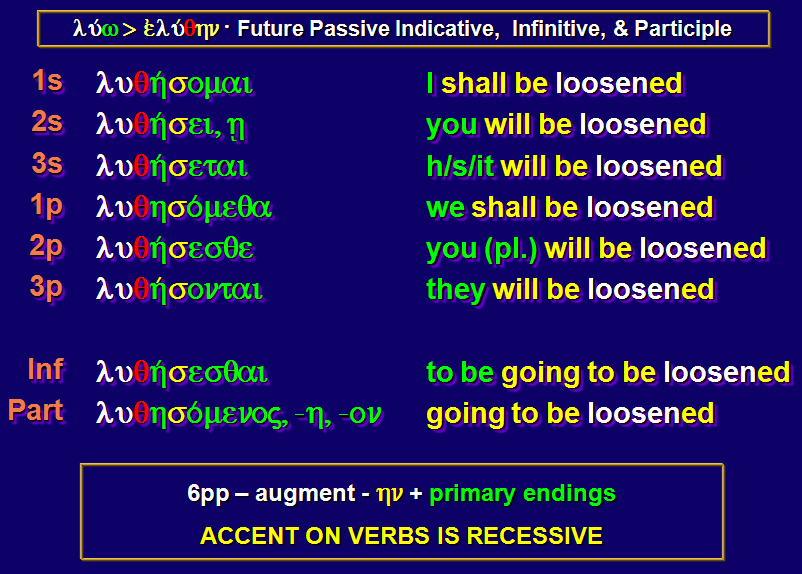
Futuro passivo indicativo e infinito di λύω

Strettamente legato, per le desinenze della diatesi attiva e media a quelle del presente tematico, per i tempi sia tematici sia atematici, il futuro nacque non in forma unitaria, ma per lenti adattamenti della lingua, di cui se ne riconoscono tre principali:
- Ricordi alcuni indicativi presenti risemantizzati, come nel caso di εἶμι per "io andrò")
- Al congiuntivo di tipo atematico a vocale breve come l'antico presente ἔδομαι
- Al suffisso sigmatico -σε-/o

Il suffisso sigmatico si unisce al tema verbale del presente, quando diverge da esso, di solito oppone un grado normale, rispetto a quello zero del presente (γενήσομαι rispetto al presente γίγνωμαι). Tutti i modi del futuro hanno valore di tempo e possono indicare sia un aspetto imperfettivo/durativo che uno assoluto, per questi si spiega la resa diversa doppia del verbo avere in ἕξω (io avrò con valore durativo) e σχήσω (io prenderò, con valore momentaneo, come nell'aspetto dell'aoristo). Un certo numero di futuri medi hanno valore prettamente passivo, altri sia medio che passivo, mentre altri sono deponenti con valore attivo tipo γιγνωμαι. Di futuro si riconoscono 2 tipi principali: sigmatico e asigmatico, e poi 2 forme contratte di "futuro attico" e "futuro dorico".
Per il futuro sigmatico, sia i verbi in -ω e che in -μι si coniugano con le desinenze primarie. I verbi che hanno il raddoppiamento ovviamente lo perdono (è caratteristico del presente) e utilizzano la radice a grado lungo: δώσω (δίδωμι), θήσω (τίθημι), στήσω (ἵστημι), ἥσω (ἵημι), πλήσω (πίμπλημι). Anche i verbi con interfisso -(ν)νυ- perdono questa loro caratteristica, quindi da δείκνυμι avremo δείξω (<*δείκ.σω). Di εἶμι non esiste un futuro, perché, come detto, ha già esso stesso valore di futuro. Il futuro di φημί è φήσω. Il futuro di εἰμί è ἔσομαι, cioè ha forma media con valore attivo.
- Futuro sigmatico: si forma aggiungendo a un suffisso sigmatico le vocali tematiche -ε-/o del presente, in esso confluiscono sia i verbi che al presente seguono la coniugazione tematica in -ω, che quelli atematici in -μι. Per la presenza del suffisso -σ con la vocale tematica, esiste una gran varietà di forme, a causa dei mutamenti fonetici: il futuro sigmatico riguarda molti verbi in vocale, in dittongo, con temi in dentale, labiale, velare, nonché vari verbi atematici. I temi verbali ad apofonia ricorrono al grado normale -ε, se il tema è in vocale, questa si allunga davanti a -σ del suffisso, seguendo le normali leggi degli incontri vocalici per la contrazione, tipo δοκέω = δοκήσω. Conservano la vocale i temi che inizialmente uscivano in /s/, come i verbi in -άω, -έω, anche se alcuni di questi, come τελέω possono avere sia il futuro sigmatico, che quello asigmatico, o meglio "contratto".
I temi verbali in dittongo restano immutati, come i monosillabi in -ευ, ma si aggiunge solamente il suffisso -σ; se nel tema la dentale è preceduta da ν, cade con la nasale, determinando l'allungamento di compenso della vocale precedente, come in πάσχω (tema verbale πενθ-/πονθ-/παθ-) > *πένθσομαι > πείσομαι. Se il tema è in labiale o velare, la consonante combinandosi con il -σ è rappresentata graficamente dalle doppie ξ e ψ, secondo lo schema degli incontri consonantici.

|              | Indicativo attivo | Indicativo medio | Ottativo attivo | Ottativo medio |
| ------------ | ----------------- | ---------------- | --------------- | -------------- |
| 1ª singolare | λύσω              | λύσομαι          | λύσοιμι         | λυσοίμην       |
| 2ª singolare | λύσεις            | λύσει            | λύσοις          | λύσοιο         |
| 3ª singolare | λύσει             | λύσεται          | λύσοι           | λύσοιτο        |
| 2ª duale     | λύσετον           | λύσεσθον         | λύσοιτον        | λύσοισθον      |
| 3ª duale     | λύσετον           | λύσεσθον         | λυσοίτην        | λυσοίσθην      |
| 1ª plurale   | λύσομεν           | λυσόμεθα         | λύσοιμεν        | λυσοίμεθα      |
| 2ª plurale   | λύσετε            | λύσεσθε          | λύσοιτε         | λύσοισθε       |
| 3ª plurale   | λύσουσι           | λύσονται         | λύσοιεν         | λύσοιντο       |

Coniugazione dei modi indefiniti
|            | Forme attive          | Forme medie                    |
| ---------- | --------------------- | ------------------------------ |
| Infinito   | λύσειν                | λύσεσθαι                       |
| Participio | λύσων, λύσουσα, λύσον | λυσόμενος, λυσομένη, λυσόμενον |

Alcune Osservazioni sono:
- Nell'indicativo la vocale del suffisso (ο/ε) ripete le variazioni già notate nella vocale tematica del presente Indicativo.
- Nell'ottativo si riscontrano le sue due caratteristiche modali.
- I Participi attivo e medio si declinano rispettivamente come participi attivo e medio del presente.

Le eccezioni sono:
- 1. L'-α- finale del tema si muta in -η-, benché sia pura, nel futuro di -χράω- (dò oracoli): χρήσω; e di -χράομαι (uso): χρήσομαι. Nel futuro di -ἀκροάομαι- (do ascolto), invece, l'-α-, benché impura, rimane -ᾱ-: ἀκροἇσομαι.

- 2. La vocale finale del tema si mantiene breve davanti al suffisso -σο- nei seguenti verbi puri:

- 3. Per alcuni verbi il futuro coincide con la forma di un originario presente:
- ἔδομαι = Mangerò (presente ἐσθίω).
- πίομαι = Berrò (presente πίνο).

Per altri il presente assume anche valore di futuro:
- χέω (χέομαι) = Verso, verserò.
- εἶμι = Vado, andrò.

- Futuro asigmatico o contratto: deriva dal sigmatico, in quanto contrazione avvenuta nell'Attica, mentre per il dorico si ha un futuro combinatorio. Nell'indoeuropeo alla vocale tematica -ε-ο era premesso un diverso suffisso in -εσ (ε sarebbe anaptissi per evitare l'incontro consonantico); il /s/ intervocalico cade da cui il nome di questo futuro, e il tema -εε-οο assume la contrazione tipica anche del presente, secondo lo schema degli incontri vocalici. In casi come στέλλω o φαίνω, risalendo al tema verbale originario senza i fenomeni consonantici e vocalici del presente,, con caduta in -εσ del sigma, si ha la semplice contrazione del suffisso + la vocale del tema, e l'aggiunta finale della desinenza tematica; dunque si ha στελῶ da στέλλω.

|              | Indicativo attivo | Indicativo medio | Ottativo attivo | Ottativo medio |
| ------------ | ----------------- | ---------------- | --------------- | -------------- |
| 1ª singolare | φανῶ              | φανοῦμαι         | φανοίην         | φανοίμην       |
| 2ª singolare | φανεῖς            | φανεῖ            | φανοίης         | φανοῖο         |
| 3ª singolare | φανεῖ             | φανεῖται         | φανοίη          | φανοῖτο        |
| 2ª duale     | φανεῖτον          | φανεῖσθον        | φανοῖτον        | φανοῖσθον      |
| 3ª duale     | φανεῖτον          | φανεῖσθον        | φανοίτην        | φανοίσθην      |
| 1ª plurale   | φανοῦμεν          | φανoύμεθα        | φανοῖμεν        | φανοίμεθα      |
| 2ª plurale   | φανεῖτε           | φανεῖσθε         | φανοῖτε         | φανοῖσθε       |
| 3ª plurale   | φανοῦσι           | φανοῦνται        | φανοῖεν         | φανοῖντο       |

Coniugazione dei modi indefiniti
|            | Forme attive           | Forme medie                    |
| ---------- | ---------------------- | ------------------------------ |
| Infinito   | φανεῖν                 | φανεῖσθαι                      |
| Participio | φανῶν, φανοῦσα, φανοῦν | φανόμενος, φανομένη, φανόμενον |

- Futuro attico: ha origine da radici bisillabiche come καλέω (fut = καλῶ), terminanti in vocale breve, queste radici avevano il futuro sigmatico, ma il sigma cadde e avvenne la contrazione, e forse esteso ad altri temi per analogia, come nel caso di βιβάζω = βιβῶ

- Futuro dorico: generatosi nell'area della Doride e di Sparta, è attestato già in Omero, ed è una combinazione della forma sigmatica e contratta, con uscita in -σέω, -σέομαι, e il modello della flessione dei contratti in -έω, che appare prossima come origine ai presenti desiderativi in -σειω. Alcune forme sono ricorrenti anche in attico; sostanzialmente il futuro si coniuga solo nella forma media con l'allungamento del dittongo infisso -ου < *σ+ vocale tematica, con caduta di sigma e allungamento, come πλέω = πλευσοῦμαι. Alcuni verbi con il futuro dorico:

- καίω (bruciare) tema verbale καυ futuro καυσέομαι > καυσοῦμαι.
- κλαίω (piangere) tema verbale κλαυ futuro κλαυσέομαι > κλαυσοῦμαι.
- νέω (nuotare) tema verbale νευ futuro νευσέομαι > νευσοῦμαι.
- παίζω (scherzare) tema verbale παιγ futuro παιξέομαι > παιξοῦμαι.
- πλέω (navigare) tema verbale πλευ futuro πλευσέομαι > πλευσοῦμαι.
- πνέω (spirare) tema verbale πνευ futuro πνευσέομαι > πνευσοῦμαι.
- φεύγω (fuggire) tema verbale φ(ε)υγ futuro φευξέομαι > φευξοῦμαι.

Futuro passivo
Si forma dal tema temporale dell'aoristo passivo con l'infisso -θη, cui si unisce il suffisso tipico del futuro -σε-σο, e le desinenze della diatesi media, (Es. λυ-θή-σο-μαι). Consta di due tipi: futuro passivo debole con il tipico infisso, e il futuro passivo forte, contratto. Dall'aoristo passivo debole si forma il futuro passivo debole o sigmatico, mentre dall'aoristo passivo II forte, il futuro passivo asigmatico o forte, in cui avviene la caduta di -θη, con allungamento di compenso della vocale del tema verbale + le desinenze (esempio di κόπτω = κοπήσομαι). Come il futuro attivo e medio, è privo di congiuntivo e imperativo. In alcuni casi può avere anche un valore intransitivo, se esso è presente anche nel corrispettivo aoristo passivo.
Un esempio di coniugazione del futuro passivo primo o debole è: νικάω, "vincere".
|              | Indicativo                                 | Ottativo                    |
| ------------ | ------------------------------------------ | --------------------------- |
| 1ª singolare | νικηθήσομαι                                | νικηθησοίμην                |
| 2ª singolare | νικηθήσῃ (< *νικηθήσεσαι)                  | νικηθήσοιο (< *νικηθήσοισο) |
| 3ª singolare | νικηθήσεται                                | νικηθήσοιτο                 |
| 2ª duale     | νικηθήσεσθον                               | νικηθήσοισθον               |
| 3ª duale     | νικηθήσεσθον                               | νικηθησοίσθην               |
| 1ª plurale   | νικηθησόμεθα                               | νικηθησοίμεθα               |
| 2ª plurale   | νικηθήσεσθε                                | νικηθήσοισθε                |
| 3ª plurale   | νικηθήσονται                               | νικηθήσοιντο                |
| Infinito     | Participio                                 |                             |
| νικηθήσεσθαι | νικηθησόμενος, νικηθησομένη, νικηθησόμενον |                             |

Un esempio di coniugazione del futuro passivo secondo o forte è: φαίνω, "mostrare".
|              | Indicativo                           | Ottativo                |
| ------------ | ------------------------------------ | ----------------------- |
| 1ª singolare | φανήσομαι                            | φανησοίμην              |
| 2ª singolare | φανήσῃ (< *φανήσεσαι)                | φανήσοιο (< *φανήσοισο) |
| 3ª singolare | φανήσεται                            | φανήσοιτο               |
| 2ª duale     | φανήσεσθον                           | φανήσοισθον             |
| 3ª duale     | φανήσεσθον                           | φανησοίσθην             |
| 1ª plurale   | φανησόμεθα                           | φανησοίμεθα             |
| 2ª plurale   | φανήσεσθε                            | φανήσοισθε              |
| 3ª plurale   | φανήσονται                           | φανήσοιντο              |
| Infinito     | Participio                           |                         |
| φανήσεσθαι   | φανησόμενος, φανησομένη, φανησόμενον |                         |

Alcune osservazioni:
- Entrambe le forme del futuro passivo, debole e forte, corrispondono, per il significato, al nostro futuro semplice passivo.
- Analogamente a quanto concerne l'aoristo passivo, se un verbo presenta tutt'e due le forme di futuro passivo, debole e forte, talvolta la prima ha valore passivo, la seconda ha valore riflessivo.
- Eccezionalmente si trovano verbi che hanno il futuro medio con significato passivo (esempio ἀδικέω = commetto ingiustizia, futuro medio: ἀδικήσομαι = sarò offeso), e altri che usano come significato passivo non solo la forma passiva, ma anche quella media.

## L'aoristo attivo - medio - passivo
L'aoristo è un tempo storico, esprime un'azione vista di per sé a prescindere dalla sua durata, conclusa nel passato, ed esprime dunque il valore della puntualità Se essa viene vista dal suo momento iniziale si ha un aoristo ingressivo, che si traduce al passato remoto, se invece l'azione è vista nel suo momento conclusivo, l'aoristo ha valore egressivo. Come il presente greco, l'aoristo possiede una flessione completa, includente indicativo, congiuntivo, ottativo, imperativo, infinito e participio, presenta tre diatesi: attiva, media e passiva, quest'ultima ha suffissi propri. L'indicativo presenta come l'imperfetto l'aumento, ed è quindi l'unico modo dell'aoristo dotato di un vero e proprio valore temporale (cioè appunto un tempo storico, a differenza dell'imperfetto, che è fortemente legato al presente greco per l'espressione temporale dell'azione). Gli altri modi invece dell'aoristo non hanno alcun valore temporale, non hanno l'aumento, e si differenziano dai corrispettivi presenti e perfetti soltanto per il diverso valore aspettuale, ossia per le desinenze, anche se in alcuni contesti sintattici, possono comunque indicare una distanza temporale.
Lo studio moderno della grammatica suddivide l'aoristo greco in 4 tipi:
- Aoristo debole o primo sigmatico

Include tutti i temi verbali in vocale debole e dittongo, e di vari temi in consonante, si formava in modo atematico unendo al tema temporale il suffisso -σ e le desinenze secondarie dei tempi storici. Dato che in seguito ad alcuni fenomeni fonetici, dovuti all'incontro di liquide e nasali con σ, tale suffisso può scomparire, è stata introdotta una suddivisione, per lo più a scopo didattico, simile alla suddivisione del futuro greco, l'aoristo sigmatico e asigmatico in cui il sigma cade. Nel sigmatico i temi verbali in vocale presentano l'allungamento della stessa iniziale (τιμάω, tema verbale τιμα-τιμη, aoristo = ετίμησα). I temi verbali con radice in vocale usano il grado apofonico allungato. I temi verbali in consonante muta presentano alcune modifiche fonetiche dovute all'incontro della consonante finale del tema verbale con il σ del suffisso (π β φ + σ = ψ / κ γ χ + σ = ξ / τ δ θ + σ = σ). Se dentale è preceduta da ν, cadono interi gruppi tipo νδ o ντ e la vocale che precede subisce l'allungamento di compenso.

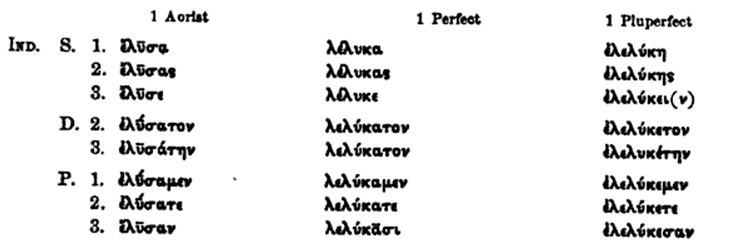
Aoristo, perfetto e piuccheperfetto indicativo attivo di λύω

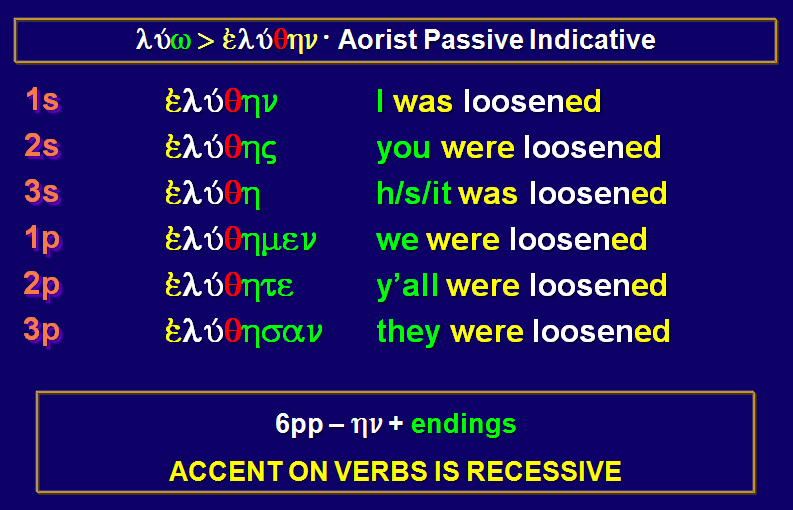
Aoristo passivo indicativo di λύω

L'aoristo asigmatico primo, per comprendere il suo presente, si può procedere come nel futuro, eliminando l'aumento e il suffisso in sigma, in modo da risalire al tema verbale. Questo aoristo si verifica nei verbi con tema in liquida o nasale che si fondono con sigma del suffisso, la consonante finale cade, provocando l'allungamento di compenso della vocale che precede la liquida o la nasale, esempio τίλλω = έτιλα.
Esso, come detto, è proprio dei verbi col tema in liquida (λ, ρ) e in nasale (μ, ν). Aggiungendo a tali temi il suffisso -σα-, si hanno i gruppi fonetici -λσα, ρσα, μσα, νσα- in cui il -σ- cade provocando l'allungamento di compenso della vocale del Tema Verbale secondo le note regole per cui:
- ᾰ se pura > ᾱ, se impura > η.
- ε > ει.
- ῐ > ῑ.
- ῠ > ῡ.

Aumento + tema verbale allungato + α + desinenze Storiche (ἔ-φην-α-ν).
Da notare è che nella forma -ἦρα-, aoristo di -αἴρω, la -η- rappresenta lo aumento temporale, non l'allungamento di compenso dell'-ᾰ- del tema, che diviene -ᾱ-; quindi nel congiuntivo, nell'ottativo, nell'imperativo, nell'infinito e nel participio in cui non c'è aumento, le forme sono, rispettivamente: ἄρω, ἄραιμι, ἆρον, ἆραι, ἄρας.
Eccezioni sono:
- Come nel futuro così nell'aoristo i verbi -κέλλω- (muovo) e -κύρω- (m'imbatto) hanno la forma sigmatica: -ἔκελσα- ed -ἔκυρσα-.
- Alcuni verbi di terza classe allungano l'-ᾰ- breve del tema in -ᾱ-, benché sia impura:
- κερδαίνω (guadagno) tema verbale κερδᾰν aoristo ἐκέρδᾱνα.
- κοιλαίνω (incavo) tema verbale κοιλᾰν aoristo ἐκοίλᾱνα.
- ἰσχναίνω (assottiglio) tema verbale ἰσχνᾰν aoristo ἴσχνᾱνα.
- λευκαίνω (imbianco) tema verbale λευκᾰν aoristo ἐλεύκᾱνα.
- πεπαίνω (faccio maturare) tema verbale πεπᾰν aoristo ἐπέπᾱνα.
- ποιμαίνω (faccio pascolare) tema verbale ποιμᾰν aoristo ἐποίμᾱνα.

1. Allungamento ora in -ᾱ- ora in -η- l'-ᾰ- del tema i verbi:
  - καθαίρω (purifico) tema verbale καθᾰρ aoristo ἐκάθᾱρα, ἐκάθηρα.
  - σημαίνω (indico) tema verbale σημᾰν aoristo ἐσήμᾱνα, ἐσήμηνα.

Un esempio di aoristo debole asigmatico è φαίνω, "mostrare".
|          | Indicativo attivo | Congiuntivo attivo | Ottativo attivo  | Imperativo attivo   | Indicativo medio | Congiuntivo medio | Ottativo medio      | Imperativo medio     |
| -------- | ----------------- | ------------------ | ---------------- | ------------------- | ---------------- | ----------------- | ------------------- | -------------------- |
| 1ª sing. | ἔφηνα             | φήνω               | φήναιμι          | -                   | ἐφηνάμην         | φήνωμαι           | φηναίμην            | -                    |
| 2ª sing. | ἔφηνας            | φήνῃς              | φήναις/φήνειας   | φῆνον               | ἐφήνω            | φήνῃ              | φήναιο (< *φήναισο) | φῆναι                |
| 3ª sing. | ἔφηνε             | φήνῃ               | φήναι/φήνειεν    | φηνάτω              | ἐφήνατο          | φήνῃται           | φήναιτο             | φηνάσθω              |
| 2ª duale | ἐφήνατον          | φήνητον            | φήναιτον         | φήνατον             | ἐφήνασθον        | φήνησθον          | φήναισθον           | φήνασθον             |
| 3ª duale | ἐφηνάτην          | φήνητον            | φηναίτην         | φηνάτων             | ἐφηνάσθην        | φήνησθον          | φηναίσθην           | φηνάσθων             |
| 1ª plur. | ἐφήναμεν          | φήνωμεν            | φήναιμεν         | -                   | ἐφηνάμεθα        | φηνώμεθα          | φηναίμεθα           | -                    |
| 2ª plur. | ἐφήνατε           | φήνητε             | φήναιτε          | φήνατε              | ἐφήνασθε         | φήνησθε           | φήναισθε            | φήνασθε              |
| 3ª plur. | ἔφηναν            | φήνωσι             | φήναιεν/ φήνειαν | φηνάντων/ φηνάτωσαν | ἐφήναντο         | φήνωνται          | φήναιντο            | φηνάσθων/ φηνάσθωσαν |

Il participio e l'infinito hanno le seguenti forme:
| Infinito attivo | Participio attivo                   | Infinito medio | Participio medio                               |
| --------------- | ----------------------------------- | -------------- | ---------------------------------------------- |
| φῆναι           | masch. φήνας femm.φήνασα neu. φῆναν | φήνασθαι       | masch. φηνάμενος femm. φηναμένη neu. φηνάμενον |

Il participio aoristo debole attivo asigmatico maschile e neutro ha il tema -αντ- (il maschile singolare, sigmatico, fa cadere -ντ- davanti a sigma allungando per compenso -α-, mentre il neutro mostra il puro tema con caduta di -τ-; in entrambi il genitivo è -αντος) mentre il femminile segue la I declinazione in alfa impuro breve (come μοῦσα).
Alcune osservazioni da fare sono che la coniugazione dell'aoristo debole asigmatico è in tutto analoga a quella dell'aoristo debole sigmatico.
Da notare che aoristi deboli asigmatici si possono considerare anche: εἶπα = dissi (presente λέγω); ἔχεα = versai (presente χέω); ἤνεγκα = portai (presente φέρω) ed altre forme di terza persona plurale (ἧλθαν, εὗραν), che si incontrano nel Nuovo Testamento.
- Aoristo secondo o forte

Ha una forma molto antica, il tema temporale è formato dalla radice (per questo tale aoristo è detto anche radicale) cui viene aggiunta la vocale tematica -ε/ο; la struttura morfologica delle desinenze risulta simile a quella dell'imperfetto, solo nell'indicativo, e per gli altri modi del congiuntivo e dell'ottativo e del participio alle desinenze del presente. Hanno l'aoristo forte quei verbi i cui temi hanno l'apofonia, poiché i temi si formano con due gradi apofonici diversi, per la radice λειπ/λοιπ/λιπ-, si forma il presente λείπω, l'aoristo II è ἔλιπον, con apofonia grado zero, che risulta distinto oltretutto dall'imperfetto ἔλειπον. L'aoristo forte si forma anche con radici verbali che hanno suffissi e infissi nel presente, come λαμβάνω = ἔλαβον.
I temi verbale che hanno l'aoristo forte esce sempre in consonante ed è monosillabico, cioè si identifica con la radice del verbo. Se tale radice presenta variazioni apofoniche, l'aoristo si forma dal tema verbale di grado ridotto (ad esempio -λιπ- rispetto a -λειπ, λοιπ-). L'aoristo forte non si può confondere con l'imperfetto (benché abbiano in comune l'aumento, la vocale tematica e le desinenze storiche), perché si forma dal tema verbale e non dal tema del presente. Hanno l'aoristo forte, quindi, sono solo i verbi il cui tema del presente differisce dal tema verbale o per uno speciale suffisso (seconda, terza, quarta e quinta classe) o perché presenta il grado medio anziché quello ridotto, o perché deriva da radice del tutto diversa.
Per un esempio di aoristo forte attivo e medio si propone quello di λείπω, "lasciare".
|          | Indicativo attivo | Congiuntivo attivo | Ottativo attivo | Imperativo attivo  | Indicativo medio   | Congiuntivo medio | Ottativo medio     | Imperativo medio    |
| -------- | ----------------- | ------------------ | --------------- | ------------------ | ------------------ | ----------------- | ------------------ | ------------------- |
| 1ª sing. | ἔλιπον            | λίπω               | λίποιμι         | -                  | ἐλιπόμην           | λίπωμαι           | λιποίμην           | -                   |
| 2ª sing. | ἔλιπες            | λίπῃς              | λίποις          | λίπε               | ἐλίπου (<*ἐλίπεσο) | λίπῃ              | λίποιο (<*λίποισο) | λίπου (<*λίπεσο)    |
| 3ª sing. | ἔλιπε             | λίπῃ               | λίποι           | λιπέτω             | ἐλίπετο            | λίπῃται           | λίποιτο            | λιπέσθω             |
| 2ª duale | ἐλίπετον          | λίπητον            | λίποιτον        | λίπετον            | ἐλίπεσθον          | λίπησθον          | λίποισθον          | λίπεσθον            |
| 3ª duale | ἐλιπέτην          | λίπητον            | λιποίτην        | λιπέτων            | ἐλιπέσθην          | λίπησθον          | λιποίσθην          | λιπέσθων            |
| 1ª plur. | ἐλίπομεν          | λίπωμεν            | λίποιμεν        | -                  | ἐλιπόμεθα          | λιπώμεθα          | λιποίμεθα          | -                   |
| 2ª plur. | ἐλίπετε           | λίπητε             | λίποιτε         | λίπετε             | ἐλίπεσθε           | λίπησθε           | λίποισθε           | λίπεσθε             |
| 3ª plur. | ἔλιπον            | λίπωσι             | λίποιεν         | λιπόντων/λιπέτωσαν | ἐλίποντο           | λίπωνται          | λίποιντο           | λιπέσθων/λιπέσθωσαν |

| Infinito attivo | participio attivo                     | infinito medio | participio medio                               |
| --------------- | ------------------------------------- | -------------- | ---------------------------------------------- |
| λιπεῖν          | masch. λιπών femm. λιποῦσα neu. λιπόν | λιπέσθαι       | masch. λιπόμενος femm. λιπομένη neu. λιπόμενον |

Il participio aoristo forte attivo maschile e neutro ha il tema -όντ- (il maschile singolare fa cadere -τ- e allunga per apofonia -ο- in -ω-, mentre il neutro mostra il puro tema con caduta di -τ-; in entrambi il genitivo è -όντος) mentre il femminile segue la I declinazione in alfa impuro breve (come μοῦσα).
Alcune osservazioni ed eccezioni sono:
- Nell'indicativo si ha l'alternanza della vocale tematica -ο-ε, come nella flessione dell'imperfetto. Negli altri modi la coniugazione è analoga a quella del presente.
- Contrariamente alla regola generale sull'accento del verbo, nell'Aoristo forte l'accento cade sulla vocale tematica, anziché sulla radice, nel participio attivo (λιπών, λιποῦσᾰ, λιπόν), l'infinito attivo e medio (λιπεῖν, λιπέσθαι) e imperativo medio (seconda persona singolare λιποῦ).
- È ossitona, per eccezione, la seconda persona singolare dell'imperativo dei cinque aoristi forti dei verbi εἰπον (da φημί) = εἰπέ (dì), ἦλθον (da ἔρχομαι) = ἐλθέ (va', vieni), εὗρον (da εὑρίσκω) = εὑρέ (trova), εἶδον (da ὁράω) = ἰδέ (vedi) e ἔλαβον (da λαμβάνω) = λαβέ (prendi). I loro composti invece seguono la regola generale (es. ἔξ-ελθε; εἴσ-ιδε, ecc.).

- L'aoristo forte dà luogo talora a paradigmi anomali o difettivi. Ad eccezione di ἔκλυον, i seguenti sono i cosiddetti "verbi politematici":
  - εἶδον "vidi" (tema ἰδ-)  viene fatto ricondurre al verbo difettivo ὁράω "vedere"
  - εἶπον "dissi" (tema εἰπ-) viene fatto ricondurre al verbo difettivo λέγω "dire"
  - ἦλθον "venni, andai" (tema ἐλθ-) viene fatto ricondurre al verbo difettivo ἔρχομαι "andare, venire"
  - ἤνεγκον "portai" (tema ἐνεγκ-) viene fatto ricondurre al verbo difettivo φέρω "portare"
  - ἔδραμον "corsi" viene fatto ricondurre al verbo difettivo τρέχω "correre"
  - ἔφαγον "mangiai" viene fatto ricondurre al verbo difettivo ἐσθίω "mangiare"
  - εἷλον "presi" (tema ἑλ-) viene fatto ricondurre al verbo difettivo αἱρέω "prendere"
  - ἔκλυον "udii" ha forme di imperativo atematiche: κλῦθι "ascolta"

- Cinque aoristi conservano imperativi arcaici con l'accento sull'ultima sillaba:
  - εἶδον "vidi" (utilizzato come aoristo di ὁράω "vedere"), imperativo ἰδέ "vedi";
  - ἔλαβον "presi", da λαμβάνω "prendo", imperativo: λαβέ "prendi";
  - εὗρον (o ηὗρον) "presi", da εὑρίσκω "trovo", imperativo εὑρέ "trova";
  - ἦλθον "andai, venni" (utilizzato come aoristo di ἔρχομαι "andare, venire"), imperativo: ἐλθέ "va', vieni";
  - εἶπον "dissi" (utilizzato come aoristo di λέγω "dire"), imperativo: εἰπέ "di' ".

- Alcuni aoristi forti hanno la radice raddoppiata, oltre che aumentata: ess.:
  - dal verbo ἄγω "condurre", radice ἀγ- (cfr. latino ago "condurre"), tema dell'aoristo ἀγαγ-, per cui: ἤγαγον;
  - dalla radice di un verbo di dire si ha l'aoristo senza presente εἶπον, in Omero ἔειπον, da *ἐϝέϝιπον.
  - ἤνεγκον (tema dell'aoristo ἐνεγκ-), radice ἐγκ-/ἐνεκ-/ἐνοκ- (l'aoristo si forma dal grado zero), è utilizzato come aoristo di φέρω "portare".

- Aoristo terzo o fortissimo atematico

Questo aoristo è la forma più antica di questo tempo, esistente già in Omero, nel dialetto attico è formato solo da una decina di verbi che possiedono l'intero sistema, poi da alcune forme isolate, per lo più attive con significato intransitivo. Essendo atematico, si forma con l'aumento, senza la presenza di infissi, poiché riguarda solo il tema verbale + l'aggiunta delle desinenze storiche (per l'indicativo); il congiuntivo è il solo modo che possiede una flessione tematica con le desinenze del presente in -η-ω, l'ottativo è diverso, ha la caratteristica modale -ιη (anziché oι)-ι, usata anche nei verbi contratti. Il participio presenta l'abbreviamento della vocale per la legge di Osthoff, e la caduta del suffisso -ντ con successivo allungamento di compenso della vocale.
Esempio di aoristo fortissimo è il paradigma di γιγνώσκω, "conoscere"
|              | Indicativo | Congiuntivo | Ottativo         | Imperativo       |
| ------------ | ---------- | ----------- | ---------------- | ---------------- |
| 1ª singolare | ἔγνων      | γνῶ         | γνοίην           | -                |
| 2ª singolare | ἔγνως      | γνῷς        | γνοίης           | γνῶθι            |
| 3ª singolare | ἔγνω       | γνῷ         | γνοίη            | γνώτω            |
| 2ª duale     | ἔγνωτον    | γνῶτον      | γνοῖτον/γνοίητον | γνῶτον           |
| 3ª duale     | ἐγνώτην    | γνῶτον      | γνοίτην/γνοιήτην | γνώτων           |
| 1ª plurale   | ἔγνωμεν    | γνῶμεν      | γνοῖμεν/γνοίημεν | -                |
| 2ª plurale   | ἔγνωτε     | γνῶτε       | γνοῖτε/γνοίητε   | γνῶτε            |
| 3ª plurale   | ἔγνωσαν    | γνῶσιν      | γνοῖεν/γνοίησαν  | γνόντων/γνώτωσαν |

| Infinito | Participio                          |
| -------- | ----------------------------------- |
| γνῶναι   | masch. γνούς femm. γνοῦσα neu. γνόν |

I participio dell'aoristo III segue al maschile e neutro la terza declinazione con il tema -ντ-, aggiunto alla radice abbreviata secondo la legge di Osthoff (*βηντ > βᾰντ, *γνωντ- > γνοντ-, ecc.); il maschile, sigmatico, fa cadere davanti a sigma il gruppo -ντ- e allunga per compenso la vocale radicale, il neutro mostra il puro tema con caduta di -τ-, e in entrambi il genitivo e in -ντος. Il femminile si forma come negli aggettivi della seconda classe a tre uscite con il suffisso -jᾰ aggiunto al tema maschile/neutro (per γνοῦσα: *γνοντ-jα > *γνονσjα > *γνονσα > *γνοσα > γνοῦσα) e segue la prima declinazione in alfa impuro breve. L'ottativo del duale e del plurale, oltre a formarsi con la caratteristica -ι- propria di questo modo al grado zero, può utilizzare come tema la terza persona singolare, che, non avendo desinenza, è stata sentita dai Greci come puro tema e quindi utilizzata anche per il resto della coniugazione dell'ottativo; queste forme sono messe fra parentesi.
Altro esempio di aoristo fortissimo è il paradigma di βαίνω, "andare"
|              | Indicativo | Congiuntivo | Ottativo       | Imperativo     |
| ------------ | ---------- | ----------- | -------------- | -------------- |
| 1ª singolare | ἔβην       | βῶ          | βαίην          | -              |
| 2ª singolare | ἔβης       | βῇς         | βαίης          | βῆθι           |
| 3ª singolare | ἔβη        | βῇ          | βαίη           | βήτω           |
| 2ª duale     | ἔβητον     | βῆτον       | βαῖτον/βαίητον | βῆτον          |
| 3ª duale     | ἐβήτην     | βῆτον       | βαίτην/βαιήτην | βήτων          |
| 1ª plurale   | ἔβημεν     | βῶμεν       | βαῖμεν/βαίημεν | -              |
| 2ª plurale   | ἔβητε      | βῆτε        | βαῖτε/βαίητε   | βῆτε           |
| 3ª plurale   | ἔβησαν     | βῶσιν       | βαῖεν/βαίησαν  | βάντων/βήτωσαν |

| Infinito | Participio                     |
| -------- | ------------------------------ |
| βῆναι    | masch. βάς femm. βᾶσα neu. βάν |

Alcune osservazioni sono:
- La vocale finale del tema si allunga sempre eccetto se seguita da altra vocale o dal gruppo -ντ- (terza persona plurale dell'imperativo, declinazione del participio maschile e neutro).
- La terza persona plurale dell'indicativo ha la desinenza -σαν- invece di -ν-, meno usata.
- Nel congiuntivo la vocale finale del tema si contrae regolarmente con la vocale tematica allungata: ω/η.
- Nell'ottativo la desinenza della prima persona singolare è -ν- anziché -μι- e si ha l'inserzione di -ιη- fra tema e desinenza, tuttavia nel duale e nel plurale si preferisce inserire la sola vocale -ι-, che forma dittongo con la vocale finale del tema.
- La seconda persona singolare dell'imperativo mantiene la desinenza originaria -θι-. Va ricordato tuttavia che la forma isolata del verbo -ἔχω- (ho): σχές è analoga a quella corrispondente dei verbi in -μι-).
- Il participio maschile e neutro nel nominativo singolare è ossitono. Nel nominativo singolare maschile e nel dativo plurale maschile e neutro la caduta di -ντ- davanti al -σ- determina l'allungamento di compenso.
- La forma media dell'aoristo fortissimo si usa solo in rari casi e si coniuga regolarmente, sostituendo le desinenze medie a quelle attive.

- Aoristo quarto cappatico

Antichissima forma di aoristo, che presenta il suffisso -κα alla stessa maniera del perfetto I greco (per questo è detto cappatico), e si incontra soltanto in tre verbi del greco: ἵημι = ἧκᾰ, δίδωμι = ἔδωκᾰ e infine τίθημι = ἔθηκᾰ. Presenta sia diatesi attiva che media, il suffisso -κα è presente soltanto nelle prime 3 persone singolari, anche se nella storia della lingua, per analogia, il suffisso si estese in tutta la coniugazione. Nella formazione del medio, per l'esempio di ἵημι, in vista della desinenza in vocale lunga - μην della I singolare (così come per il secondo duale e per la I plurale), l'accento non è circonflesso come nelle altre, ma acuto, per legge dei tre tempi, oltretutto l'aumento risulta diverso, poiché nella ricostruzione *ε-jεμεν, lo j intervocalico cade, allungano l'aumento in dittongo, e realizzando l'attuale desinenza della I singolare, così come le altre.
- Formazione dell'aoristo passivo

L'aoristo passivo è morfologicamente distinto da quello attivo e medio e ha due forme:
- Debole: Formato dal Tema Verbale con l'aggiunta del suffisso -θη-.
- Forte: Formato dal Tema Verbale con l'aggiunta del suffisso -η-.

Aoristo passivo primo o debole
Esso è proprio della maggior parte dei verbi sia in -ω- che -μι-. Si forma dal tema verbale (di solito di grado medio) a cui si premette l'aumento (solo nel mondo indicativo) e si fa seguire il suffisso -θη- e le desinenze storiche attive.
Aumento + tema verbale + θη + desinenze storiche attive (Es. ἐ-λύ-θη-ν).
Davanti al suffisso -θη:
- I temi in vocale allungano la vocale finale del tema verbale come avviene nel Futuro e nell'Aoristo Sigmatico. Ci sono alcune eccezioni come alcuni verbi in cui la vocale finale del tema verbale si mantiene breve, oppure molti verbi il cui tema esce in vocale (specie quelli che la mantengono breve nel Futuro e nell'aoristo sigmatico) inseriscono un -σ- (epentesi) tra il Tema e il suffisso -θη- e in fine altri verbi che hanno doppia forma sia con -σ- che senza.
- I temi in dittongo che mantengono inalterato il dittongo del tema verbale. Anche tra di essi alcuni inseriscono un -σ- fra il tema e il Suffisso -θη-.
- I temi in consonante muta subiscono le seguenti modifiche fonetiche:
- Le gutturali si mutano in -χ-.
- Le labiali si mutano in -φ-.
- Le dentali si mutano in -σ-.
- I temi in liquida e in nasale restano inalterati.

Da segnalare:
- Alcuni temi radicali (monosillabici) soggetti ad apofonia all'aoristo passivo debole presentano:
- Il grado debole (α).
- Il grado medio (η).
- Alcuni temi in liquida nell'aoristo passivo debole presentano il tema verbale con metatesi e successivo allungamento della vocale finale. Il fenomeno, anziché con la metatesi, si può spiegare con la vocalizzazione delle antiche semivocali l, m, che davanti a consonante danno: αλ/λα, αμ/μα; donde i passaggi: βλ > βαλ > βλα; κλ > καλ > κλα; τμ > ταμ > τμα.
- Quattro verbi perdono la consonante -ν- del tema verbale davanti al suffisso -θη-. Essi sono:
- κλίνω (piego) aoristo passivo: ἐ-κλί-θην.
- κρίνω (giudico) aoristo passivo: ἐ-κρί-θην.
- πλύνω (lavo) aoristo passivo: ἐ-πλύ-θην.
- τείνω (tendo) aoristo passivo: ἐ-τά-θην.

Un esempio è coniugazione dell'aoristo passivo primo o debole del verbo νικάω, "vincere".
|              | Indicativo                   | Congiuntivo | Ottativo   | Imperativo             |
| ------------ | ---------------------------- | ----------- | ---------- | ---------------------- |
| 1ª singolare | ἐνικήθην                     | νικηθῶ      | νικηθείην  | -                      |
| 2ª singolare | ἐνικήθης                     | νικηθῇς     | νικηθείης  | νικήθητι               |
| 3ª singolare | ἐνικήθη                      | νικηθῇ      | νικηθείη   | νικηθήτω               |
| 2ª duale     | ἐνικήθητον                   | νικηθῆτον   | νικηθεῖτον | νικήθετον              |
| 3ª duale     | ἐνικηθήτην                   | νικηθῆτον   | νικηθείτην | νικηθήτων              |
| 1ª plurale   | ἐνικήθημεν                   | νικηθῶμεν   | νικηθεῖμεν | -                      |
| 2ª plurale   | ἐνικήθητε                    | νικηθῆτε    | νικηθεῖτε  | νικήθητε               |
| 3ª plurale   | ἐνικήθησαν                   | νικηθῶσι    | νικηθεῖεν  | νικηθέντων/νικηθήτωσαν |
| Infinito     | Participio                   |             |            |                        |
| νικηθῆναι    | νικηθείς, νικηθεῖσα, νικηθέν |             |            |                        |

Alcune osservazioni da fare sono:
- Nel congiuntivo la vocale del suffisso (η) e la vocale tematica allungata (ω/η) si contraggono normalmente, con conseguente spostamento dell'accento sulla sillaba contratta.
- Nell'ottativo la desinenza della I singolare è -ν- invece che -μι-; inoltre la vocale del suffisso (η) si abbrevia (ε) davanti alla caratteristica modale -ιη-. Nel duale e nel plurale alle forme: -λυθείητον, λυθειήτην, λυθείημεν, λυθείητε, λυθείησαν- si preferiscono quelle ridotte (λυθεῖτον, ecc...), in cui la caratteristica modale si riduce a -ι-, che forma dittongo con la -ε- del suffisso.
- La II singolare dell'imperativo presenta l'originaria desistenza -θι-, modificata in -τι- per la Legge di Grassmann. Nella terza persona plurale dell'imperativo la forma in -ντων (più frequente di quella in -τωσαν) presenta la vocale del suffisso temporale (η) abbreviata in -ε-, perché è seguita dal gruppo -ντ- (Legge di Osthoff).
- Contrariamente alla regola dell'accento nelle forme verbali, il participio aoristo passivo è sempre ossitono e l'Infinito è sempre properispomeno.

Particolarità a questa forma sono:
- Nell'aoristo passivo debole presentano il tema verbale ampliato con -ε- (che per lo più si allunga in -η- nei verbi: ἁμρτάνω (sbaglio), αὐξάνω (accresco), βούλομαι (voglio), δέω (manco), εὐρίσκω (trovo), (ἐπι)μέλω (sto a cuore), οἴομαι (penso), στερίσκω (privo).
- Fenomeni fonetici particolari presentano gli aoristi passivi deboli dei verbi: θάπτω (seppellisco) = tema verbale ταφ = aoristo passivo ἐ-θάφ-θην (aspirazione della tenue iniziale), θρύπτω (trito) = tema verbale τρυφ = aoristo passivo ἐ-θρύφ-θην (aspirazione della tenue iniziale), κυλίνδω (rotolo) = tema verbale κυλινδ = aoristo passivo ἐ-κυλίσ-θην (scomparsa di -ν-), σπένδω (libo) = tema verbale σπενδ = aoristo passivo ἐ-σπείσ-θην (caduta di -νδ- e allungamento di -ε- in -ει-), σῴζω (salvo) = tema verbale σῳτ/δ = aoristo passivo ἐ-σώ-θην (caduta del -σ-) e τρέφω (nutro) = tema verbale τρεφ = aoristo passivo ἐ-θρέφ-θην (aspirazione della tenue iniziale).
- A volte l'aoristo passivo debole ha anche valore di medio-riflessivo come ad esempio εὐφραίνω (rallegro) = aoristo passivo debole εὐφράνθην = fui rallegrato, mi rallegrai.

Aoristo passivo forte
Differisce dall'aoristo passivo debole o primo unicamente perché il suffisso temporale si riduce alla sola vocale -η-. La sua coniugazione segue quella dell'aoristo passivo debole in tutto il paradigma.
Aumento + tema verbale + η + desinenze storiche attive (Es. ἐ-φάν-η-ν).
Hanno l'aoristo passivo forte circa quaranta verbi col tema, quasi sempre radicale e monosillabico, uscente in consonante muta, in liquida o in nasale. I temi soggetti ad apofonia assumono di solito il grado debole (come nell'aoristo forte).
Un esempio di coniugazione dell'aoristo passivo secondo o forte è φαίνω, "mostrare, sembrare, apparire".
|              | Indicativo             | Congiuntivo | Ottativo | Imperativo         |
| ------------ | ---------------------- | ----------- | -------- | ------------------ |
| 1ª singolare | ἐφάνην                 | φανῶ        | φανείην  | -                  |
| 2ª singolare | ἐφάνης                 | φανῇς       | φανείης  | φάνηθι             |
| 3ª singolare | ἐφάνη                  | φανῇ        | φανείη   | φανήτω             |
| 2ª duale     | ἐφάνητον               | φανῆτον     | φανεῖτον | φάνητον            |
| 3ª duale     | ἐφανήτην               | φανῆτον     | φανείτην | φανήτων            |
| 1ª plurale   | ἐφάνημεν               | φανῶμεν     | φανεῖμεν | -                  |
| 2ª plurale   | ἐφάνητε                | φανῆτε      | φανεῖτε  | φάνητε             |
| 3ª plurale   | ἐφάνησαν               | φανῶσι      | φανεῖεν  | φανέντων/φανήτωσαν |
| Infinito     | Participio             |             |          |                    |
| φανῆναι      | φανείς, φανεῖσα, φανέν |             |          |                    |

Da notare è che quando uno stesso verbo presenta due forme di aoristo passivo (Debole e Forte) talvolta la forma debole ha valore passivo mentre quella forte riflessiva (es. φαίνω "mostro" la forma debole ἐφάνθην "fui mostrato" mentre la forma forte ἐφάνην "mi mostrai, apparvi". In molti casi, invece, entrambe le forme hanno il medesimo significato passivo.
Hanno invece l'aoristo forte passivo, di regola, solo i verbi che non hanno l'aoristo forte attivo. Fanno eccezione -τρέπω- (volgo), e -τρέφω- (nutro), che hanno l'aoristo forte sia attivo (ἔτραπον, ἔτραφον) che passivo (ἐτράπην, ἐτράφην).

## Il perfetto
La sua caratteristica è il raddoppiamento, con il quale si esprime il compimento dell'azione, può avere aspetto stativo e resultativo:
- Stativo: è il più antico, è espresso in modo intransitivo, e indica uno stato che dura nel tempo di un'azione precedente, e si può tradurre anche al presente, poiché si è certi che l'azione ha avuto compimento nel passato, e che dunque nel presente è data per certa; un esempio è οἶδα, perfetto III di ὁράω, che si traduce al presente come "io so", in quanto "io vidi" qualcosa, di cui al presente io conosco l'esistenza. Somiglia molto all'aoristo "tragico", in cui il parlante dimostra di essere al corrente di qualcosa accaduta nel passato, ora nel momento presente.

- Resultativo: è più recente, inquadra i perfetti con valore transitivo, e sta ad indicare un'azione compiuta nel passato, e in italiano si può tradurre anche con un passato prossimo. Ci sono dei perfetti, come si è visto con οἶδα, che esprimono solo uno dei due valori, mentre in altri sono presenti entrambi, ed è solo il contesto a chiarirne il significato. E per questo il perfetto greco, anche per la sua composizione delle desinenze e degli infissi, oltre al caratteristico raddoppiamento, si divide in 3 categorie (I o debole, II o forte, III fortissimo o radicale).

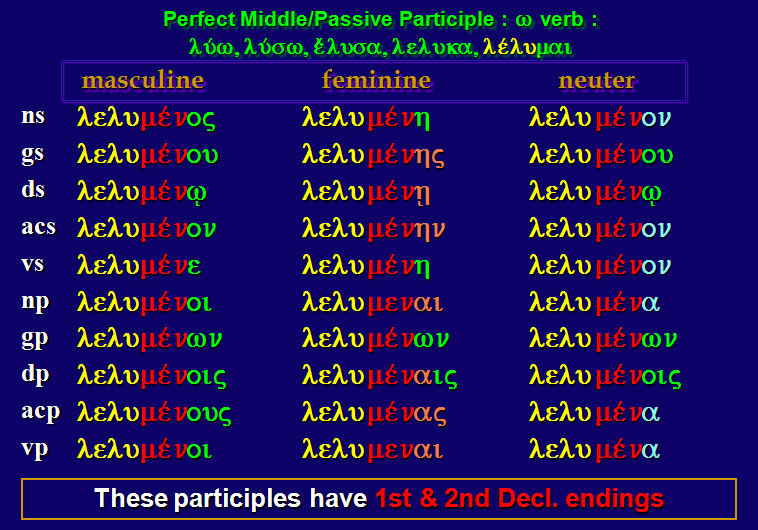
Participio perfetto mediopassivo di λύω

Il raddoppiamento classico riguarda il raddoppiamento, seguendo la legge di Grassmann sulle aspirate, delle consonanti iniziali di parola, inserendo delle corrispettive mute, ma come l'aumento dell'imperfetto e dell'aoristo, per i temi inizianti in vocale, oppure con la ρ aspirata per la presenza di un antico digamma, come nell'aumento temporale, si ha l'allungamento della vocale. Per i temi in consonante muta o seguita da liquida o nasale, escluso il gruppo -γν, il raddoppiamento è formato da una sola muta, seguita da ε. I temi verbali che iniziano con ρ o con due consonanti che non sono muta + liquida, o con gruppo γν, o con consonante doppia ξ o ψ, presentano una vocale ε identica all'aumento, ma che a differenza di quello dell'imperfetto e dell'aoristo, si mantiene per tutta la flessione, anche nel congiuntivo, nell'ottativo, nel participio, nell'imperativo e nell'infinito; esempio di ῥέω = ἐρρύηκᾰ, come si vede con la ρ c'è il raddoppiamento di consonante dopo l'aumento.
Alcune particolarità da ricordare sono:
- I temi che incominciano per consonante:
- Se il tema verbale incomincia per consonante aspirata, il raddoppiamento si forma con la tenue corrispondente (Legge di Grassmann).
- Se il tema verbale incomincia per consonante muta seguita da liquida, si raddoppia la prima consonante, cioè la muta. Fanno eccezione i temi che iniziano per -γν- e talvolta anche -γλ, βλ-, invece di raddoppiare la muta, premettono l'aumento sillabico.
- Se il tema verbale inizia per consonante liquida -ῥ- o consonante doppia (ξ, ψ, ζ) o due o più consonanti (che non siano muta + liquida) si usa come raddoppiamento il semplice aumento sillabico. Fanno eccezione i due verbi κτάομαι (acquisto) e μνάομαι (mi ricordo), che formano il raddoppiamento con la prima consonante del tema verbale benché incomincino con due consonanti che non sono muta + liquida.
- Prendono il prefisso -ει-, invece che il raddoppiamento, i verbi: λαμβανω (prendo), λαγχάνω (ottengo in sorte), λέγω (raccolgo), φημί (dico), ἔΘω (sono solito) e μείρομαι (ho in sorte).
- I temi che incominciano per vocale. Alcuni verbi, il cui tema incomincia per vocale forte (α, ε, ο) seguita da consonante, presentano il cosiddetto raddoppiamento attico, che consiste nel premettere le prime due lettere del tema verbale alla vocale iniziale del tema stesso, dopo averla allungata mediante l'aumento temporale (nel piuccheperfetto di solito si allunga anche la vocale della sillaba raddoppiata) ad esempio ἀκούω (ascolto) tema verbale ἀκο(υ) Perfetto ἀκ-ήκοα. Da notare che una forma particolare di raddoppiamento presenta il verbo ἐγείρω (sveglio) tema verbale ἐγερ/ἐγορ perfetto ἐγρήγορα. Esso si può spiegare con l'epentesi di -ρ- dovuta a ragioni eufoniche, oppure col raddoppiamento dell'intero tema, prima di grado zero (ἐγρ), poi di grado forte (ἐγορ).
- Il raddoppiamento nei verbi composti con preposizioni. I verbi composti con una o più preposizioni inseriscono il raddoppiamento (come l'Aumento) fra la Preposizione (o l'ultima delle preposizioni) e il tema verbale (Es. ἀπο-στέλλω "Spedisco" al perfetto è ἀπ-έ-σταλκα, συλλαμβάνω "Prendo insieme" al perfetto è συν-εί-ληφα, συν-ανα-γράφω "Registro insieme" al perfetto è συν-ανα-γέ-γραφα).

Un altro tipo di raddoppiamento è quello "attico", presente in antichità già da Omero, si raddoppia la vocale e la consonante iniziale del tema verbale, e nell'allungamento della vocale iniziale del tema stesso; esempio di ἀκούω = ἀκήκοα < ακοϝ. Sempre per la presenza originaria di un digamma o di un iniziale /s/, poi caduto nel tema verbale, alcuni raddoppiamenti avvengono in -ει, come nel caso di λαμβάνω = εἴληφα (*σλαβ)

### Perfetto I debole
- Perfetto I debole: è caratteristico per il raddoppiamento, e per il suffisso -κ interposto tra il tema verbale e la desinenza. Alcuni casi come il perfetto di λαγχάνω = εἴληχα.

Hanno il perfetto debole i verbi puri, i temi in dentale e la maggior parte dei temi in liquida e in nasale.
L'incontro fra elemento finale del tema verbale e la -κ- determina i seguenti mutamenti fonetici:
- Se il tema verbale esce in vocale breve essa generalmente si allunga (come nel futuro e nell'aoristo). Fanno eccezione i verbi θύω (sacrifico), λύω (sciolgo), δέω (lego) e τελέω (compio) che mantengono breve la vocale del tema.
- Se il tema verbale esce in dittongo, questo rimane inalterato. Da notare che i verbi -ρέω- (scorro) e -χέω- (verso) formano il Perfetto con la radice di grado debole -ῥυ, χυ-  (ἐρρύ-η-κα con ampliamento ε/η e κέΧυ-κα) mentre il verbo -θέω- (corro) lo forma dal tema -δραμ- con ampliamento ε/η (δε-δράμη-κα).
- Se il tema verbale esce in dentale semplice (τ, δ, θ) o preceduta da -ν- (ντ, νδ, νθ), davanti alla -κ- del suffisso la dentale semplice si elide senza compenso. Il gruppo ν + dentale si elide con allungamento di compenso (come nel Futuro e nell'aoristo sigmatico). Da notare che il verbo -δείδω- (temo) forma il Perfetto Debole dal tema di grado forte (δέ-δοι-κα).
- Se il tema verbale esce in liquida generalmente non subisce mutamenti.
- Se il tema verbale esce in nasale (ν) la nasale si muta in -γ- davanti alla -κ- del suffisso.

Un esempio di coniugazione del perfetto primo o debole è λύω, "sciogliere"
|              | Indicativo                 | Congiuntivo                | Ottativo                     | Imperativo                               |
| ------------ | -------------------------- | -------------------------- | ---------------------------- | ---------------------------------------- |
| 1ª singolare | λέλυκα                     | λελύκω (λελυκὼς ὦ)         | λελύκοιμι (λελυκὼς εἴην)     | -                                        |
| 2ª singolare | λέλυκας                    | λελύκῃς (λελυκὼς ᾖς)       | λελύκοις (λελυκὼς εἴης)      | λέλυκε (λελυκὼς ἴσθι)                    |
| 3ª singolare | λέλυκε(ν)                  | λελύκῃ (λελυκὼς ᾖ)         | λελύκοι (λελυκὼς εἴη)        | λελυκέτω (λελυκὼς ἔστω)                  |
| 2ª duale     | λελύκατον                  | λελύκητον (λελυκότε ἦτον)  | λελύκοιτον (λελυκότε εἶτον)  | λελύκετον (λελυκότε ἔτον)                |
| 3ª duale     | λελύκατον                  | λελύκητον (λελυκότε ἦτον)  | λελυκοίτην (λελυκότε εἴτην)  | λελυκέτων (λελυκότε ἔτων)                |
| 1ª plurale   | λελύκαμεν                  | λελύκωμεν (λελυκότες ὦμεν) | λελύκοιμεν (λελυκότες εἶμεν) | -                                        |
| 2ª plurale   | λελύκατε                   | λελύκητε (λελυκότες ἦτε)   | λελύκοιτε (λελυκότες εἶτε)   | λελύκετε (λελυκότες ἔστε)                |
| 3ª plurale   | λελύκασι(ν)                | λελύκωσιν (λελυκότες ὦσιν) | λελύκοιεν (λελυκότες εἶεν)   | λελυκόντων/λελυκέτωσαν (λελυκότες ὄντων) |
| Infinito     | Participio                 |                            |                              |                                          |
| λελυκέναι    | λελυκώς, λελυκυῖα, λελυκός |                            |                              |                                          |

Alcune osservazioni:
- La vocale -α- del suffisso si mantiene intatta in tutto l'indicativo tranne che alla terza persona singolare, in cui è sostituita da -ε- (data l'assibilazione di -τι- e la caduta di -ν-. Negli altri modi invece di -α- si trova la vocale tematica ο/ε che subisce le stesse modificazioni che subisce al presente.
- L'infinito è Parossitono mentre il nominativo singolare maschile e neutro del participio è ossitono.
- Il participio, a differenza degli altri participi attivi, piuttosto che il solito suffisso -ντ- presenta solo -τ- che unito alla vocale tematica -ο- determina l'uscita del tema in -οτ-. Nel nominativo singolare maschile si ha l'assibilazione di -τ- finale e l'allungamento organico della vocale tematica (ως). Nel nominativo singolare neutro si ha l'assibilazione del -τ- finale.
- Nel congiuntivo e nell'ottativo alle forme normali si sostituisce spesso quelle perifrastiche, formate dal participio Perfetto unito alle voci del congiuntivo e dell'ottativo di -εἰμί- (esempio λελυκώς, λελυκυῖα, λελυκός con congiuntivo ὦ, ᾖς, ᾖ ecc. oppure ottativo εἴην, εἴης, εἴη, ecc.).

Eccezioni:
- I temi radicali monosillabici in liquida e in nasale -ν- che contengono la vocale -ε- nel perfetto assumono il grado debole -α- come nell'aoristo forte Passivo.
- I quattro verbi: κλίνω (piego), κρίνω (giudico), πλύνω (lavo), τείνω (tendo) perdono la nasale -ν- davanti al suffisso -κα-.
- Alcuni temi monosillabici in liquida e in nasale subiscono la metatesi fra la vocale e la consonante finale del tema verbale e poi allungano la vocale davanti a -κα-.
- Parecchi verbi formano il perfetto dal tema verbale ampliato con -ε- che poi si allunga davanti al suffisso.

### Perfetto II forte
- Perfetto II forte: più antico del primo, si forma dal tema verbale raddoppiato senza alcun suffisso, ma semplicemente con l'aggiunta delle desinenze: la I persona singolare in -α fu poi sentita, come nel perfetto I, come caratteristica temporale del perfetto, ed estesa a tutta la flessione, meno che alla III singolare in -ε. Il perfetto è proprio dei verbi con tema in labiale, velare, liquida e nasale, e alcuni temi in dentale, per il raddoppiamento "temporale" dell'aumento si ha l'aspirazione, che lo differenzia dal perfetto I; un esempio è κέκρυφα da κρύπτω.

Hanno il perfetto forte per lo più i verbi radicali e precisamente:
- I temi in gutturale (κ, γ, χ) e in labiale (π, β, φ).
- Pochi temi in dentale (τ, δ, θ), in liquida (λ, ρ) e in nasale (ν).

Nel perfetto forte il tema verbale rimane inalterato in alcuni verbi mentre in altri esso:
- Aspira la consonante muta finale (perfetto forte aspirato) per cui la gutturale diviene χ e la labile diviene -φ-.
- Presenta l'apofonia (perfetto forte apofonico) per cui la vocale interna del tema prende il grado forte: ε > ο; ι > οι; υ > ευ; α > ω.
- Presenta contemporaneamente l'aspirazione della muta finale e l'apofonia della vocale interna (perfetto forte apofonico e aspirato).

Un esempio di coniugazione del perfetto forte o secondo è φαίνω, "mostrare".
|              | Indicativo                 | Congiuntivo                | Ottativo                    | Imperativo                                 |
| ------------ | -------------------------- | -------------------------- | --------------------------- | ------------------------------------------ |
| 1ª singolare | πέφηνα                     | πεφήνω (πεφηνὼς ὦ)         | πεφήνοιμι (πεφηνὼς εἴην)    | -                                          |
| 2ª singolare | πέφηνας                    | πεφήνῃς (πεφηνὼς ᾖς)       | πεφήνοις (πεφηνὼς εἴης)     | πέφηνε (πεφηνὼς ἴσθι)                      |
| 3ª singolare | πέφηνε                     | πεφήνῃ (πεφηνὼς ᾖ)         | πεφήνοι (πεφηνὼς εἴη)       | πεφηνέτω (πεφηνὼς ἔστω)                    |
| 2ª duale     | πεφήνατον                  | πεφήνητον (πεφηνότε ἦτον)  | πεφήνοιτον (πεφηνότε εἶτον) | πεφήνετον (πεφηνότε ἔτον)                  |
| 3ª duale     | πεφήνατον                  | πεφήνητον (πεφηνότε ἦτον)  | πεφηνοίτην (πεφηνότε εἴτην) | πεφηνέτων (πεφηνότε ἔτων)                  |
| 1ª plurale   | πεφήναμεν                  | πεφήνωμεν (πεφηνότες ὦμεν) | -                           |                                            |
| 2ª plurale   | πεφήνατε                   | πεφήνητε (πεφηνότες ἦτε)   | πεφήνοιτε (πεφηνότες εἶτε)  | πεφήνετε (πεφηνότες ἔστε)                  |
| 3ª plurale   | πεφήνασι(v)                | πεφήνωσιν (πεφηνότες ὦσιν) | πεφήνοιεν (πεφηνότες εἶεν)  | πεφηνόντων / πεφηνέτωσαν (πεφηνότες ὄντων) |
| Infinito     | Participio                 |                            |                             |                                            |
| πεφηνέναι    | πεφηνώς, πεφηνυῖα, πεφηνός |                            |                             |                                            |

Alcune osservazioni:
- Anche il perfetto forte ha la forma attica, piuttosto rara, πεφηνέτωσαν.
- L'infinito ha la vocale tematica -ε-.
- Il solo tema in vocale che segue la coniugazione del perfetto forte è ἀκούω "ascolto" che fa ἀκήκοα (con raddoppiamento attico); questo perché originariamente il tema terminava in digamma che si è vocalizzato: *ἀκοϝω > ἀκούω.

Tre sono le notazioni da fare su questo argomento:
- Quando lo stesso verbo presenta due forme di perfetto (quello debole e quello forte), la forma debole ha valore transitivo, la forma forte ha valore intransitivo e si rende spesso col presente.
- Quando lo stesso verbo ha due forme di perfetto forte, una aspirata e una non aspirata, la forma aspirata ha valore transitivo, quella non aspirata ha valore intransitivo.
- Hanno valore intransitivo e si rendono, per lo più, col presente i seguenti perfetti: ἄραρα (sono adatto), γέγονα (sono), δέδυκα (sono immerso), ἔαγα (sono rotto), ἔρρωγα (sono spezzato), ἔσβηκα (sono spento), ἕστηκα (sto), κέκηθα (mi curo di), κέκραγα (grido), κέκτήμαι (posseggo), κέχηνα (sto a bocca aperta), λέληθα (sono nascosto), μέμηνα (sono pazzo), μέμνημαι (ricordo), ὄρωρα (sorgo), πέφυκα (sono per natura), σέσηπα (sono marcio) e τέτηκα (sono liquefatto).

### Perfetto III fortissimo, o atematico
Il perfetto III fortissimo atematico, molto antico anche questo, è costituito dal tema raddoppiato, cui vengono aggiunte le desinenze personali; qui è ancora attiva l'alternanza apofonica tra il grado normale del singolare e il grado zero del plurale e del duale, segno che con il prevalere del valore stativo, dell'antichità della sua formazione. Pochi verbi hanno il perfetto fortissimo, come βαίνω, e ci sono, ad eccezione di ἵστημι con flessione completa, attestazioni parziali del congiuntivo e dell'ottativo. La caratteristica di questo perfetto è che per le prime 3 persona singolari si avvale del suffisso + desinenza -κα, -κας, -κε, mentre per le altre 3 persone del plurale e le 2 del duale, usa solo il raddoppiamento, la vocale tematica -α + le normali desinenze primarie. Questo è l'esempio di βάινω = βέβηκα, ας, ε, poi βέβατον (ambedue) e βέβαμεν, -ατε, βεβᾶσιν in quanto l'α è risultato di una vocalizzazione della N° sonante indeuropea, con la presenza di un /s/ intervocalico caduto, provocando l'allungamento.
Gli stessi verbi che hanno il perfetto attivo fortissimo hanno anche il piuccheperfetto fortissimo che non presenta suffissi o V.T., ma si forma aggiungendo direttamente al tema verbale, raddoppiato e preceduto dall'aumento, le desinenze storiche attive. Anche per il piuccheperfetto fortissimo manca il singolare per il quale si usano le rispettive forme deboli o forti.
Aumento + raddoppiamento + tema verbale + desinenze storiche (es. ἐ-βέ-βα-σαν).
Si possono distinguere due gruppi di verbi che hanno il perfetto e il piuccheperfetto fortissimo o misto:
- Quelli che nel singolare usano la forma debole.
- Quelli che nel singolare usano la forma forte.

|            | Singolare | Plurale                                            | Duale   |
| ---------- | --------- | -------------------------------------------------- | ------- |
| 1ª persona | βέβηκα    | βέβαμεν                                            | -       |
| 2ª persona | βέβηκας   | βέβατε                                             | βέβατον |
| 3ª persona | βέβηκε(ν) | βέβασι(ν)                                          | βέβατον |
|            | Infinito  | Participio                                         |         |
|            | βεβάναι   | βεβαώς (βεβώς), βεβῶσα (βεβαυῖα), βεβηκός (βεβαός) |         |

Osservazioni da fare sono:
- Come si può notare, le forme dell'indicativo usano al singolare il grado βη- dell'apofonia e sono di perfetto debole, mentre al plurale ed al duale si usa il grado βα- ed è un tipo di perfetto atematico.
- Esiste un'unica forma accertata di congiuntivo ed è la 3º pers. plur. βεβῶσι(ν); ottativo e imperativo non hanno forme attestate.
- Anche il participio usa il grado βα-. Il femminile è modellato sui participi dei verbi contratti in -άω, e il neutro è un perfetto debole.
- Il participio presenta forma alternative: βεβώς è la contrazione di βεβαώς, βεβῶσα è analogico; βεβαυῖα ha la regolare terminazione del perfetto, mentre βεβηκός è una forma di perfetto debole.

### Perfetto mediopassivo
Il perfetto mediopassivo si forma aggiungendo al tema verbale raddoppiato le desinenze principali mediopassive dei verbi tematici, dunque è un perfetto atematico e privo di suffissi. Il congiuntivo, l'ottativo e la III persona plurale si formano nella maniera perifrastica, con il participio mediopassivo + il verbo essere al congiuntivo e ottativo, per la III dell'indicativo ovviamente con il verbo essere al presente.
Altra caratteristica del perfetto passivo riguarda i temi in consonante, che subiscono all'incontro con le consonanti iniziali delle desinenze -μαι, -σι, -ται ecc. diversi fenomeni di assimilazione:
- Labiali: μμ = π-β-φ + μ / ψ = idem + σ / πτ = idem + τ / φθ = idem + σθ
- Velari: γμ = κ-γ-χ + μ / ξ = idem + σ / κτ = idem + τ / χθ = idem + σθ
- Dentali: σμ = τ-δ-θ + μ / σ seguendo lo stesso procedimento di sopra negli incontri / στ / σθ
- Nasali: μ - τ + X = σμ - νσ - ντ - νθ
- Liquide: λ e ρ + X = λμ / ρμ - λρ / ρσ - λτ / ρτ - λθ / ρθ

Un esempio con la coniugazione del perfetto passivo di γράφω, con consonante in labiale π + desinenza:
- γέγραμμαι
- γέγραψαι
- γέγραπται
- γέγραφθον
- γέγραφθον
- γεγράμμεθα
- γέγραφθε
- γεγραμμέν -οι -αι -α, 	εἰσί (forma perifrastica per la III plurale)

Perfetto medio-passivo indicativo, imperativo, infinito e participio di θύω, βλάπτω, πράσσω e ἐλπίζω.
| 1ª singolare | τέθυμαι            | βέβλαμμαι                    | πέπραγμαι                    | ἤλπισμαι                    |
| 2ª singolare | τέθυσαι            | βέβλαψαι                     | πέπραξαι                     | ἥλπισαι                     |
| 3ª singolare | τέθυται            | βέβλαπται                    | πέπρακται                    | ἤλπισται                    |
| 2ª duale     | τέθυσθον           | βέβλαφθον                    | πέπραχθον                    | ἤλπισθον                    |
| 3ª duale     | τέθυσθον           | βέβλαφθον                    | πέπραχθον                    | ἤλπισθον                    |
| 1ª plurale   | τεθύμεθα           | βεβλάμμεθα                   | πεπράγμεθα                   | ἠλπίσμεθα                   |
| 2ª plurale   | τέθυσθε            | βέβλαφθε                     | πέπραχθε                     | ἤλπισθε                     |
| 3ª plurale   | τέθυνται           | βεβλαμμένοι, -αι, -α εἰσί(ν) | πεπραγμένοι, -αι, -α εἰσί(ν) | ἠλπισμένοι, -αι, -α εἰσί(ν) |
| Imperativo   |                    |                              |                              |                             |
| 2ª singolare | τέθυσο             | βέβλαψο                      | πέπραξο                      | ἤλπισο                      |
| 3ª singolare | τεθύσθω            | βεβλάφθω                     | πεπράχθω                     | ἠλπίσθω                     |
| 2ª plurale   | τέθυσθε            | βέβλαφθε                     | πέπραχθε                     | ἤλπισθε                     |
| 3ª plurale   | τεθύσθων           | βεβλάφθων                    | πεπράχθων                    | ἠλπίσθων                    |
| 2ª duale     | τέθυσθον           | βέβλαφθον                    | πέπραχθον                    | ἤλπισθον                    |
| 3ª duale     | τεθύσθων           | βεβλάφθων                    | πεπράχθων                    | ἠλπίσθων                    |
| Infinito     |                    |                              |                              |                             |
|              | τεθύσθαι           | βεβλάφθαι                    | πεπράχθαι                    | ἠλπίσθαι                    |
| Participio   |                    |                              |                              |                             |
|              | τεθυμένος, -η, -ον | βεβλαμμένος, -η, -ον         | πεπραγμένος, -η, -ον         | ἠλπισμένος, -η, -ον         |

|           |                                                                                  | Congiuntivo       | Ottativo          |
| --------- | -------------------------------------------------------------------------------- | ----------------- | ----------------- |
| Singolare | τεθυμένος, -η, -ον βεβλαμμένος, -η, -ον πεπραγμένος, -η, -ον ἠλπισμένος, -η, -ον | ὦ, ᾖς, ᾖ          | εἴην, εἴης, εἴη   |
| Plurale   | τεθυμένοι, -αι, α βεβλαμμένοι, -αι, -α πεπραγμένοι, -αι, -α ἠλπισμένοι, -αι, -α  | ὦμεν, ἦτε, ὦσι(v) | εἶμεν, εἶτε, εἶεν |
| Duale     | τεθυμένω, -ᾱ, -ω βεβλαμμένω, -ᾱ, -ω πεπραγμένω, -ᾱ, -ω ἠλπισμένω, -ᾱ, -ω         | ἦτον, ἦτον        | εἶτον, εἴτην      |

Osservazioni:
- La formazione perifrastica (participio + εἰμί) delle terze persone plurali dell'indicativo è un recente atticismo; nella forma più antica e nel dialetto ionico, come anche quello omerico, la desinenza regolare era -ᾱται (< *ṇται): πεπράγαται, βεβλάβαται, ἠλπίδαται, ecc.
- Si noti che il nominativo del participio maschile e neutro è sempre, irregolarmente, parossitono (non ritrae infatti l'accento: -μένος, -μένον): questo consente di distinguere a colpo sicuro un participio perfetto medio-passivo da qualsiasi altro tipo di participio.
- Nei temi in consonante, l'uscita di terza singolare -ᾱτο (da *-ṇτο con vocalizzazione di ν diventato sonante davanti a consonante) è quella originale, ma poco usata nel dialetto attico che preferisce invece la forma perifrastica.

Particolarità da segnalare:
- I verbi della I classe, che nel presente hanno la vocale del tema di grado medio (rispetto al grado debole del tema verbale), prendono il grado medio anche nel perfetto e nel piuccheperfetto medio.
- Fra i temi monosillabici soggetti ad apofonia, alcuni presentano nel perfetto e nel piuccheperfetto medio la vocale di grado debole mentre altri presentano invece il grado medio (α > η).
- Parecchi verbi presentano il tema amplificato con ε/η.

## Il piuccheperfetto

### Attivo
Trattasi di tempo storico, che esprime l'aspetto stativo resultativo nel passato, esso è caratterizzato dall'aumento, dal raddoppiamento del perfetto, e dalle desinenze secondarie, o dei tempi storici. In italiano si traduce solitamente come un trapassato remoto; come nell'imperfetto, questo tempo ha solo il modo indicativo, e diatesi sia attiva che passiva. L'aumento non è per forza obbligatorio, dato che ci sono attestazioni presso Omero e presso gli storici o gli oratori, forse per evitare un grande accumulo di prefissi in una sola parola. I verbi che formano un perfetto con raddoppiamento costituito dalla vocale ε o dall'allungamento della vocale iniziale, rimangono immutati, come nel caso di ἀγγέλλω =  ἤγγελκειν.
Come nel perfetto, per la particolarità di avere l'aumento, e in certi verbi, il suffisso -κ, il piuccheperfetto può essere I o debole, poi II o forte, o III fortissimo. Per il piuccheperfetto debole si può fare l'esempio di λύω = : ἐλελύκειν, ma la desinenza corretta arcaica è, per la I singolar,e in -η. Deriva da * ἐλελύκεσ + m° sonante indoeuropea, che si risolse, a contatto con la consonante /s/ in -α > ἐλελύκεσα, successivamente il /s/ in posizione intervocalica cadde, e si ebbe ἐλελύκεα, con la contrazione (ε+α) della desinenza in -η
Le desinenze si alternano tra la η-ης-ει (prime 3 singolari) e le corrispettive -ειν-εις-ι, che sono più tarde, realizzate per analogia. Come nel perfetto mediopassivo (o passivo), anche il piucheperfetto usa per la III plurale la forma perifrastica, inoltre per i temi in consonante si realizzano degli esiti particolari proprio come nel perfetto, dall'incontro delle consonanti del tema con le relative desinenze.
Il piuccheperfetto II forte si usa per verbi come λείπω = ἐλελοίπα, mentre il III fortissimo che ha valore di imperfetto in italiano, si forma con quei verbi che hanno un perfetto III con valore stativo, e dunque presente in italiano, come οἶδα, il piuccheperfetto è ᾔδη, nelle forme più recenti ᾔδειν.

### Piuccheperfetto I debole
Il piuccheperfetto attivo primo o debole è formato dal tema verbale raddoppiato, preceduto dall'aumento e seguito dal suffisso temporale -κε(ι)- e dalle desinenze personali storiche.

Hanno il piuccheperfetto debole gli stessi verbi che hanno il perfetto debole.
L'incontro tra l'elemento finale del tema verbale e la gutturale -κ- del suffisso determina gli stessi mutamenti fonetici di cui si è detto a proposito del perfetto debole.
|              | Forma antica | Forma recente |
| ------------ | ------------ | ------------- |
| 1ª singolare | ἐλελύκη      | ἐλελύκειν     |
| 2ª singolare | ἐλελύκης     | ἐλελύκεις     |
| 3ª singolare | ἐλελύκει     | ἐλελύκει      |
| 1ª plurale   | ἐλελύκεμεν   | ἐλελύκειμεν   |
| 2ª plurale   | ἐλελύκετε    | ἐλελύκειτε    |
| 3ª plurale   | ἐλελύκεσαν   | ἐλελύκεισαν   |
| 2ª duale     | ἐλελύκετον   | ἐλελύκειτον   |
| 3ª duale     | ἐλελυκέτην   | ἐλελυκείτην   |

Osservazioni da fare sono:
- Le forme recenti derivano dall'attico più recente del IV secolo a.C.; sono formate a partire dalla terza singolare sentita come puro tema cui vengono aggiunte le desinenze atematiche dei tempi storici.
- Per il singolare della forma antica: 1º persona: *ἐλελυκ.ε[σ].α > ἐλελύκη; il processo si ripete identico nelle altre persone avendo come differenza le desinenza -ας (*-εσ.ας > *-ε.ας > -ης) e -ε (*-εσ.ε > *-ε.ε > -ει) rispettivamente della 2ª e 3ª persona.
- Esistono anche forme perifrastiche composte con il participio perfetto + verbo εἰμί all'imperfetto con lo stesso significato: λελυκὼς ἦν, λελυκὼς ἦσθα, ecc.

### Piuccheperfetto II forte
Differisce dal debole solo per il suffisso temporale che si riduce al dittongo -ει- e le desinenze personali storiche.
Aumento + raddoppiamento + tema verbale + ει + desinenze storiche (es. ἐ-πε-φήν-ει-ν).
Hanno il piuccheperfetto forte gli stessi verbi che hanno il perfetto forte.
Nel piuccheperfetto forte si ripetono i fenomeni fonetici riscontrati nel perfetto forte:
- Mantengono inalterato il tema verbale gli stessi verbi che lo mantengono inalterato nel perfetto forte.
- Aspirano la muta finale del tema verbale gli stessi verbi che hanno il perfetto forte aspirato.
- Presentano l'apofonia del vocale interna del tema verbale, (grado forte) gli stessi verbi che hanno il perfetto forte apofonico.
- Presentano contemporaneamente l'aspirazione della muta finale del tema verbale e l'apofonia della vocale interna gli stessi verbi che hanno il perfetto forte apofonico e aspirato.

|              | Forma antica | Forma recente |
| ------------ | ------------ | ------------- |
| 1ª singolare | ἐπεφήνη      | ἐπεφήνειν     |
| 2ª singolare | ἐπεφήνης     | ἐπεφήνεις     |
| 3ª singolare | ἐπεφήνει     | ἐπεφήνει      |
| 1ª plurale   | ἐπεφήνεμεν   | ἐπεφήνειμεν   |
| 2ª plurale   | ἐπεφήνετε    | ἐπεφήνειτε    |
| 3ª plurale   | ἐπεφήνεσαν   | ἐπεφήνεισαν   |
| 2ª duale     | ἐπεφήνετον   | ἐπεφήνειτον   |
| 3ª duale     | ἐπεφηνέτην   | ἐπεφηνείτην   |

### Piuccheperfetto III fortissimo o misto
Il piuccheperfetto di βαίνω:
|            | Singolare | Plurale  | Duale    |
| ---------- | --------- | -------- | -------- |
| 1ª persona | ἐβεβήκειν | ἐβέβαμεν | -        |
| 2ª persona | ἐβεβήκεις | ἐβέβατε  | ἐβέβατον |
| 3ª persona | ἐβεβήκει  | ἐβέβασαν | ἐβεβάτην |

Sul perfetto e sul piuccheperfetto misto di -βαίνω- si modellano quelli derivanti dalla radice: στα, θνα, τλα, dei verbi ἵστημι, θνῄσκω, τέτληκα (perfetto difettivo senza presente).
Da segnalare che dal tema -τλα- si ha anche il futuro τλήσομαι e l'aoristo ἔτλην. Le radici -θνα- e -τλα- invece davanti all'uscita del participio (ώς, υῖα, ός) vi sono forme in cui la -α- si allunga in -η- o muta in -ε- o scompare. Forme isolate di perfetti fortissimi sono:
- πεπτώς, υῖα, ός Participio di πίπτω (cado) che si trova accanto alla forma debole πεπτωκώς, υῖα, ός.
- ἠρίσταμεν I persona plurale dell'indicativo da -ἀριστάω- (faccio colazione).
- δεδείπναμεν I plurale dell'indicativo da -δειπνέω- (pranzo).

Possono servire da paradigma per questo tipo di perfetto e piuccheperfetto quelli del verbo -δείδω- (temo), che nel singolare dell'indicativo assumono le forme forti, mentre presentano quelle fortissime nel duale, nel plurale e in tutti gli altri modi.
Da segnalare è che le forme del perfetto e piuccheperfetto misto del verbo -δείδω- hanno significato rispettivamente di presente e di imperfetto mentre significato di perfetto e piuccheperfetto hanno le forme deboli δέδοικα, ἐδεδοίκειν.
Un esempio di coniugazione di piuccheperfetto fortissimo.
|              | Fortissmo |
| ------------ | --------- |
| 1ª singolare | ἐδεδίειν  |
| 2ª singolare | ἐδεδίεις  |
| 3ª singolare | ἐδεδίει   |
| 1ª plurale   | ἐδέδιμεν  |
| 2ª plurale   | ἐδέδιτε   |
| 3ª plurale   | ἐδέδισαν  |
| 2ª duale     | ἐδέδιτον  |
| 3ª duale     | ἐδεδίτην  |

### Piuccheperfetto mediopassivo
Si forma:
Aumento + raddoppiamento + tema verbale + desinenze storiche medie (es. ἐ-λε-λύ-μην).
L'incontro dell'ultimo elemento del tema verbale con la consonante iniziale delle desinenze personali determina i seguenti fenomeni fonetici:
- Se il tema verbale esce in vocale breve questa si allunga davanti alle desinenze. Da notare che:
- Il verbo -χράομαι- (uso) nel perfetto e nel piuccheperfetto medio, come in quello attivo, muta in -η- l'-α- del tema verbale, benché sia pura.
- Il verbo -ἀκροάομαι- (ascolto) nel perfetto e nel piuccheperfetto medio, come in quello attivo, non muta in -η- l'-α- del tema verbale, benché sia impura.
- Mantengono breve la vocale finale del tema verbale nel perfetto e nel piuccheperfetto medio, come in quello attivo, i verbi: λύω (sciolgo), θύω (sacrifico), δέω (lego) e ἐλαύνω (spingo).
- Inseriscono -σ- fra il tema verbale e la desinenza molti verbi col tema in vocale (specialmente quelli che la mantengono breve nel futuro e nell'aoristo Sigmatico).
- Alcuni verbi presentano doppia forma, con e senza -σ-.
- Se il tema verbale esce in dittongo questo resta inalterato. Da notare che:
- Assumono il grado debole i due temi radicali -χευ/χυ e πνευ/πνυ.
- Inseriscono -σ- fra il tema verbale e la desinenza di alcuni verbi, κελέυω (comando), πλέω (navigo) e σείω (scuoto).
- Doppia forma, con e senza -σ-, hanno i verbi κλείω (chiudo) e κρούω (urto).
- Se il tema verbale esce in consonante per tutti i temi si verificano i seguenti Fenomeni:
- Le desinenze della III persona plurale dell'indicativo perfetto (νται) e piuccheperfetto (ντο), per evitare il succedersi di tre consonanti (impronunciabili agevolmente), in un primo tempo furono trasformate rispettiva in -αται- e -ατο- vocalizzando la nasale preceduta da consonante (tali forme sono frequenti in Erodoto e compaiono in altri da Omero a Platone). Successivamente tali voci furono sostituite con le forme perifrastiche risultanti dal participio perfetto medio unito alla III plurale del presente o dell'imperfetto di -εἰμί-.
- Nelle desinenze che incominciano per -σθ- (σθον, σθην, σθω, σθων, σθωσαν, σθαι) il -σ- divenuto interconsonantico, cade per cui davanti a -θ- le gutturali e le labiali si aspirano le dentali si assibilano e le liquide e le nasali restano inalterate.

Piuccheperfetto medio-passivo di λύω e φαίνω.
|              | Temi in vocale (λύω) | Temi in consonante (φαίνω, in nasale) |
| ------------ | -------------------- | ------------------------------------- |
| 1ª singolare | ἐλελύμην             | ἐπεφάσμην                             |
| 2ª singolare | ἐλέλυσο              | ἐπέφανσο                              |
| 3ª singolare | ἐλέλυτο              | ἐπέφαντο                              |
| 1ª plurale   | ἐλελύμεθα            | ἐπεφάσμεθα                            |
| 2ª plurale   | ἐλέλυσθε             | ἐπέφανθε                              |
| 3ª plurale   | ἐλέλυντο             | πεφασμένοι ἦσαν (ἐπεφάνατο)           |
| 2ª duale     | ἐλέλυτον             | ἐπέφαντον                             |
| 3ª duale     | ἐλελύτην             | ἐπεφάντην                             |

Osservazioni da fare sono:
- La formazione perifrastica (participio + εἰμί) delle terze persone plurali dell'indicativo è un recente atticismo; nella forma più antica e nel dialetto ionico, come anche quello omerico, la desinenza regolare era -ᾱται (< *ṇται): πεπράγαται, βεβλάβαται, ἠλπίδαται, ecc.
- Si noti che il nominativo del participio maschile e neutro è sempre, irregolarmente, parossitono (non ritrae infatti l'accento: -μένος, -μένον): questo consente di distinguere a colpo sicuro un participio perfetto medio-passivo da qualsiasi altro tipo di participio.
- Nei temi in consonante, l'uscita di terza singolare -ᾱτο (da *-ṇτο con vocalizzazione di ν diventato sonante davanti a consonante) è quella originale, ma poco usata nel dialetto attico che preferisce invece la forma perifrastica.

Particolarità da segnalare sono:
- I verbi della I classe, che nel presente hanno la vocale del tema di grado medio (rispetto al grado debole del tema verbale), prendono il grado medio anche nel perfetto e nel piuccheperfetto medio.
- Fra i temi monosillabici soggetti ad apofonia, alcuni presentano nel perfetto e nel piuccheperfetto medio la vocale di grado debole mentre altri presentano invece il grado medio (α > η).
- Parecchi verbi presentano il tema amplificato con ε/η.

## Il futuro perfetto
Ha valore stativo resultativo, indica un'azione compiuta già nel futuro, e in italiano si rende con un futuro anteriore ("io avrò avuto - io sarò andato"). Questo futuro non faceva parte del sistema del perfetto, ma era un futuro sigmatico con raddoppiamento e valore desiderativo, nei secoli a seguire per via del raddoppiamento venne sentito vicino al tempo perfetto. I temi in vocale allungano la vocale breve, come nel futuro sigmatico, e non la mantengono breve come avviene nel perfetto. Esso si forma sul tema temporale del perfetto a cui si aggiungono il suffisso del futuro sigmatico -σε-σο e a seconda della diatesi attiva o media, le desinenze del futuro attivo e medio.
Come nel futuro, il tempo ha solo i modi indicativo, ottativo, participio e infinito. Il futuro perfetto attivo ha la forma perifrastica (e non come alcune grammatiche suggeriscono ricostruendolo, in un normale futuro sigmatico attivo, per le desinenze, con raddoppiamento del perfetto), costituita dal participio perfetto attivo, accompagnato dalle forme del futuro del verbo εἰμί; invece il futuro medio si coniuga normalmente con le desinenze relative, tipo: λελῡ́σομαι
Un esempio di coniugazione perifrastica attiva del futuro perfetto è (sempre da λύω), λελυκώς, -υῖᾰ, -ός ἔσομαι, ecc, proseguendo con la declinazione al participio + il verbo essere al futuro. Ci sono, per il futuro perfetto attivo, solo 3 attestazioni, di costruzione tarda nella storia della lingua greca, che si formano con un futuro sigmatico sintetico, a raddoppiamento, ossia θνήσκω, ἵστημι e ἔοικα, facendo un esempio θνήσκω si realizza in τεθνήξω.
|              | Indicativo                     | Ottativo    |
| ------------ | ------------------------------ | ----------- |
| 1ª singolare | τεθνήξω                        | τεθνήξοιμι  |
| 2ª singolare | τεθνήξεις                      | τεθνήξοις   |
| 3ª singolare | τεθνήξει                       | τεθνήξοι    |
| 2ª duale     | τεθνήξεσθον                    | τεθνήξοιτον |
| 3ª duale     | τεθνήξεσθον                    | τεθνηξοίτην |
| 1ª plurale   | τεθνήξομεν                     | τεθνήξοιμεν |
| 2ª plurale   | τεθνήξετε                      | τεθνήξοιτε  |
| 3ª plurale   | τεθνήξουσιν                    | τεθνήξοιεν  |
| Infinito     | Participio                     |             |
| τεθνήξειν    | τεθνήξων, τεθνήξουσα, τεθνῆξον |             |

| Raddoppiamento | Radice | Caratteristica del futuro | Vocale tematica | Terminazione |
| λε-            | -λύ-   | -σ-                       | -ο-             | -μαι         |
| -------------- | ------ | ------------------------- | --------------- | ------------ |

|              | Indicativo                           | Ottativo                |
| ------------ | ------------------------------------ | ----------------------- |
| 1ª singolare | λελύσομαι                            | λελυσοίμην              |
| 2ª singolare | λελύσῃ (< *λελύσεσαι)                | λελύσοιο (< *λελύσοισο) |
| 3ª singolare | λελύσεται                            | λελύσοιτο               |
| 2ª duale     | λελύσεσθον                           | λελύσοισθον             |
| 3ª duale     | λελύσεσθον                           | λελυσοίσθην             |
| 1ª plurale   | λελυσόμεθα                           | λελυσοίμεθα             |
| 2ª plurale   | λελύσεσθε                            | λελύσοισθε              |
| 3ª plurale   | λελύσονται                           | λελύσοιντο              |
| Infinito     | Participio                           |                         |
| λελύσεσθαι   | λελυσόμενος, λελυσομένη, λελυσόμενον |                         |

Esiste inoltre un futuro perfetto formato sul tema ἰδ-/εἰδ-/οἰδ-, e quindi derivante da οἶδα; il significato sarà ovviamente "saprò" (per aver visto). Ha una forma media dal significato attivo (εἴσομαι, da εἴδ-σομαι) e una forma attiva (εἰδήσω, con ampliamento in -η-):
|                 | Indicativo attivo           | Ottativo attivo | Indicativo medio               | Imperativo medio |
| --------------- | --------------------------- | --------------- | ------------------------------ | ---------------- |
| 1ª singolare    | εἰδήσω                      | εἰδήσοιμι       | εἴσομαι                        | εἰσοίμην         |
| 2ª singolare    | εἰδήσεις                    | εἰδήσοις        | εἴσῃ                           | εἴσοιο           |
| 3ª singolare    | εἰδήσει                     | εἰδήσοι         | εἴσεται                        | εἴσοιτο          |
| 2ª duale        | εἰδήσετον                   | εἰδήσοιτον      | εἴσεσθον                       | εἴσοισθον        |
| 3ª duale        | εἰδήσετον                   | εἰδησοίτην      | εἴσεσθον                       | εἰσοίσθην        |
| 1ª plurale      | εἰδήσομεν                   | εἰδήσοιμεν      | εἰσόμεθα                       | εἰσοίμεθα        |
| 2ª plurale      | εἰδήσετε                    | εἰδήσοιτε       | εἴσεσθε                        | εἴσοισθε         |
| 3ª plurale      | εἰδήσουσι(ν)                | εἰδήσοιεν       | εἴσονται                       | εἴσοιντο         |
| Infinito attivo | Participio attivo           | Infinito medio  | Participio medio               |                  |
| εἰδήσειν        | εἰδήσων, εἰδήσουσα, εἰδῆσον | εἴσεσθαι        | εἰσόμενος, εἰσομένη, εἰσόμενον |                  |

## Altre coniugazioni di verbi

### Il verbo εἰμί e εἶμι (essere e andare)
|            | Indicativo                                   | Congiuntivo            | Ottativo                                                 | Imperativo                             | Infinito | Participio                |
| ---------- | -------------------------------------------- | ---------------------- | -------------------------------------------------------- | -------------------------------------- | -------- | ------------------------- |
| Presente   | εἰμί εἶ ἐστί(ν) ἐσμέν ἐστέ εἰσί(ν)           | ὦ ᾖς ᾖ ὦμεν ἦτε ὦσι(ν) | εἴην εἴης/εἴησθα εἴη εἴημεν/εἶμεν εἴητε/εἶτε εἴησαν/εἶεν | — ἴσθι ἔστω — ἔστε ἔστων/ὄντων/ἔστωσαν | εἶναι    | ὤν οὖσα ὄν                |
| Imperfetto | ἦν/ἦ/ἤμην ἦσθα/ἦς ἦν ἦμεν ἦτε/ἦστε ἦσαν      |                        |                                                          |                                        |          |                           |
| Futuro     | ἔσομαι ἔσῃ/ἔσει ἔσται ἐσόμεθα ἔσεσθε ἔσονται |                        | ἐσοίμην ἔσοιο ἔσοιτο ἐσοίμεθα ἔσοισθε ἔσοιντο            |                                        | ἔσεσθαι  | ἐσόμενος ἐσομένη ἐσόμενον |

|            | Indicativo                       | Congiuntivo               | Ottativo                          | Imperativo             | Infinito | Participio    |
| ---------- | -------------------------------- | ------------------------- | --------------------------------- | ---------------------- | -------- | ------------- |
| Presente   | -                                | ἴω ἴης ἴῃ ἴωμεν ἴητε ἴωσι | ἴοιμι ἴοις ἴοι ἴοιμεν ἴοιτε ἴοιεν | — ἴθι ἴτω — ἴτε ἰόντων | ἰέναι    | ἰών ἰοῦσα ἰόν |
| Imperfetto | ᾔειν/ἦα ᾔεισθα ᾔει ᾖμεν ᾖτε ᾖσαν |                           |                                   |                        |          |               |
| Futuro     | εἶμι εἶ εἶσι(ν) ἴμεν ἴτε ἴᾱσι(ν) |                           |                                   |                        |          |               |

### Il verbo ἔχω (avere)
|            | Indicativo | Congiuntivo | Ottativo                   | Imperativo   | Infinito      | Participio                            |
| ---------- | ---------- | ----------- | -------------------------- | ------------ | ------------- | ------------------------------------- |
| Presente   | ἔχω        | ἔχω         | ἔχοιμι                     | ἔχε          | ἔχειν         | ἔχων, -ουσα, -ον                      |
| Imperfetto | εἶχον      |             |                            |              |               |                                       |
| Futuro     | ἕξω σχήσω  |             | ἕξοιμι σχήσοιμι            |              | ἕξειν σχήσειν | ἕξων, -ουσα, -ον σχήσων, -σουσα, -σον |
| Aoristo    | ἔσχον      | σχῶ         | σχοίην/-σχοῖμι σχοίης etc. | σχές         | σχεῖν         | σχών, -οῦσα, -όν                      |
| Perfetto   | ἔσχηκα     | ἐσχηκὼς ὦ   | ἐσχηκὼς εἴην               | ἐσχηκὼς ἴσθι | ἐσχηκέναι     | ἐσχηκώς, -υῖα, -ός                    |

|                 | Aumento | Raddoppiamento | Tema | Marcatore aspettuale | Suffisso | Risultato |
| --------------- | ------- | -------------- | ---- | -------------------- | -------- | --------- |
| Presente        |         |                | λύ   |                      | ω        | λύω       |
| Imperfetto      | ἔ       |                | λυ   |                      | ον       | ἔλυον     |
| Futuro          |         |                | λύ   | σ                    | ω        | λύσω      |
| Aoristo         | ἔ       |                | λυ   | σ                    | α        | ἔλυσα     |
| Perfetto        |         | λέ             | λυ   | κ                    | α        | λέλυκα    |
| Piuccheperfetto | ἐ       | λε             | λύ   | κ                    | η        | ἐλελύκη   |

|                 | Indicativo                                                                                         | Congiuntivo                                                               | Ottativo                                                                                | Imperativo                                                   | Infinito  | Participio               |
| --------------- | -------------------------------------------------------------------------------------------------- | ------------------------------------------------------------------------- | --------------------------------------------------------------------------------------- | ------------------------------------------------------------ | --------- | ------------------------ |
| Presente        | λῡ́ω λῡ́εις λῡ́ει λῡ́ομεν λῡ́ετε λῡ́ουσι(ν)                                                              | λῡ́ω λῡ́ῃς λῡ́ῃ λῡ́ωμεν λῡ́ητε λῡ́ωσι(ν)                                        | λῡ́οιμι λῡ́οις λῡ́οι λῡ́οιμεν λῡ́οιτε λῡ́οιεν                                                 | — λῦε λῡέτω — λῡ́ετε λῡόντων/λῡέτωσαν                         | λῡ́ειν     | λῡ́ων λῡ́ουσα λῦον         |
| Imperfetto      | ἔλῡον ἔλῡες ἔλῡε(ν) ἐλῡ́ομεν ἐλῡ́ετε ἔλῡον                                                           |                                                                           |                                                                                         |                                                              |           |                          |
| Futuro          | λῡ́σω λῡ́σεις λῡ́σει λῡ́σομεν λῡ́σετε λῡ́σουσι(ν)                                                        |                                                                           | λῡ́σοιμι λῡ́σοις λῡ́σοι λῡ́σοιμεν λῡ́σοιτε λῡ́σοιεν                                           |                                                              | λῡ́σειν    | λῡ́σων λῡ́σουσα λῦσον      |
| Aoristo         | ἔλῡσα ἔλῡσας ἔλῡσε ἐλῡ́σαμεν ἐλῡ́σατε ἔλῡσαν                                                         | λῡ́σω λῡ́σῃς λῡ́σῃ λῡ́σωμεν λῡ́σητε λῡ́σωσι                                     | λῡ́σαιμι λῡ́σαις/λῡ́σειας λῡ́σαι/λῡ́σειε λῡ́σαιμεν λῡ́σαιτε λῡ́σαιεν/λῡ́σειαν                    | — λῦσον λῡσάτω — λῡ́σατε λῡσάντων/λῡσάτωσαν                   | λῦσαι     | λῡ́σας λῡ́σασα λῦσαν       |
| Perfetto        | λέλυκα λέλυκας λέλυκε λελύκαμεν λελύκατε λελύκασι                                                  | λελυκώς ὦ λελυκὼς ᾖς λελυκὼς ᾖ λελυκότες ὦμεν λελυκότες ἦτε λελυκότες ὦσι | λελυκώς εἴην λελυκώς εἴης λελυκώς εἴη λελυκότες εἴημεν λελυκότες εἴητε λελυκότες εἴησαν | — λελυκώς ἴσθι λελυκὼς ἔστω — λελυκότες ἔστε λελυκότες ἔστων | λελυκέναι | λελυκώς λελυκυῖα λελυκός |
| Piuccheperfetto | ἐλελύκη (-κειν) ἐλελύκης (-κεις) ἐλελύκει(ν) (-κει) ἐλελύκεμεν ἐλελύκετε ἐλελύκεσαν                |                                                                           |                                                                                         |                                                              |           |                          |
| Futuro perfetto | λελυκώς ἔσομαι λελυκώς ἔσῃ/ἔσει λελυκώς ἔσται λελυκότες ἐσόμεθα λελυκότες ἔσεσθε λελυκότες ἔσονται |                                                                           |                                                                                         |                                                              |           |                          |

|                 | Indicativo                                                                | Congiuntivo                                                                     | Ottativo                                                                                  | Imperativo                                     | Infinito                     | Participio                            |
| --------------- | ------------------------------------------------------------------------- | ------------------------------------------------------------------------------- | ----------------------------------------------------------------------------------------- | ---------------------------------------------- | ---------------------------- | ------------------------------------- |
| Presente        | λῡ́ομαι λῡ́ῃ/λῡ́ει λῡ́εται λῡόμεθα λῡ́εσθε λῡ́ονται                             | λῡ́ωμαι λῡ́ῃ λῡ́ηται λῡώμεθα λῡ́ησθε λῡ́ωνται                                        | λῡοίμην λῡ́οιο λῡ́οιτο λῡοίμεθα λῡ́οισθε λῡ́οιντο                                             | — λῡ́ου λῡέσθω — λῡ́εσθε λῡέσθων/λῡέσθωσαν       | λῡ́εσθαι                      | λῡόμενος λῡομένη λῡόμενον             |
| Imperfetto      | ἐλῡόμην ἐλῡ́ου ἐλῡ́ετο ἐλῡόμεθα ἐλῡ́εσθε ἐλῡ́οντο                             |                                                                                 |                                                                                           |                                                |                              |                                       |
| Futuro          | λῡ́σομαι λῡ́σῃ/λῡ́σει λῡ́σεται λῡσόμεθα λῡ́σεσθε λῡ́σονται                      |                                                                                 | λῡσοίμην λῡ́σοιο λῡ́σοιτο λῡσοίμεθα λῡ́σοισθε λῡ́σοιντο                                       |                                                | λῡ́σεσθαι                     | λῡσόμενος λῡσομένη λῡσόμενον          |
| Aoristo         | ἐλῡσάμην ἐλῡ́σω ἐλῡ́σατο ἐλῡσάμεθα ἐλῡ́σασθε ἐλῡ́σαντο                        | λῡ́σωμαι λῡ́σῃ λῡ́σηται λῡσώμεθα λῡ́σησθε λῡ́σωνται                                  | — λῡ́σαι λῡσάσθω — λῡ́σασθε λῡσάσθων/λῡσάσθωσαν                                             | λῡ́σασθαι                                       | λῡσάμενος λῡσαμένη λῡσάμενον |                                       |
| Perfetto        | λέλυμαι λέλυσαι λέλυται λελύμεθα λέλυσθε λέλυνται                         | λελυμένος ὦ λελυμένος ᾖς λελυμένος ᾖ λελυμένοι ὦμεν λελυμένοι ἦτε λελυμένοι ὦσι | λελυμένος εἴην λελυμένος εἴης λελυμένος εἴη λελυμένοι εἶμεν λελυμένοι εἶτε λελυμένοι εἶεν | — λέλυσο λελύσθω — λέλυσθε λελύσθων/λελύσθωσαν | λελύσθαι                     | λελυμένος λελυμένη λελυμένον          |
| Piuccheperfetto | ἐλελύμην ἐλέλυσο ἐλέλυτο ἐλελύμεθα ἐλέλυσθε ἐλέλυντο                      |                                                                                 |                                                                                           |                                                |                              |                                       |
| Futuro perfetto | *λελύσομαι *λελύσῃ/*λελύσει *λελύσεται *λελυσόμεθα *λελύσεσθε *λελύσονται |                                                                                 | *λελυσοίμην *λελύσοιο *λελύσοιτο *λελυσοίμεθα *λελύσοισθε *λελύσοιντο                     |                                                | *λελύσεσθαι                  | *λελυσόμενος *λελυσομένη *λελυσόμενον |

|                 | Indicativo                                                                | Congiuntivo                                                                     | Ottativo                                                                                  | Imperativo                                     | Infinito    | Participio                            |
| --------------- | ------------------------------------------------------------------------- | ------------------------------------------------------------------------------- | ----------------------------------------------------------------------------------------- | ---------------------------------------------- | ----------- | ------------------------------------- |
| Presente        | λῡ́ομαι λῡ́ῃ/λῡ́ει λῡ́εται λῡόμεθα λῡ́εσθε λῡ́ονται                             | λῡ́ωμαι λῡ́ῃ λῡ́ηται λῡώμεθα λῡ́ησθε λῡ́ωνται                                        | λῡοίμην λῡ́οιο λῡ́οιτο λῡοίμεθα λῡ́οισθε λῡ́οιντο                                             | — λῡ́ου λῡέσθω — λῡ́εσθε λῡέσθων/λῡέσθωσαν       | λῡ́εσθαι     | λῡόμενος λῡομένη λῡόμενον             |
| Imperfetto      | ἐλῡόμην ἐλῡ́ου ἐλῡ́ετο ἐλῡόμεθα ἐλῡ́εσθε ἐλῡ́οντο                             |                                                                                 |                                                                                           |                                                |             |                                       |
| Futuro          | λυθήσομαι λυθήσῃ/λυθήσει λυθήσεται λυθησόμεθα λυθήσεσθε λυθήσονται        |                                                                                 | λυθησοίμην λυθήσοιο λυθήσοιτο λυθησοίμεθα λυθήσοισθε λυθήσοιντο                           |                                                | λυθήσεσθαι  | λυθησόμενος λυθησομένη λυθησόμενον    |
| Aoristo         | ἐλύθην ἐλύθης ἐλύθη ἐλύθημεν ἐλύθητε ἐλύθησαν                             | λυθῶ λυθῇς λυθῇ λυθῶμεν λυθῆτε λυθῶσι                                           | λυθείην λυθείης λυθείη λυθείημεν/λυθεῖμεν λυθείητε/λυθεῖτε λυθείησαν/λυθεῖεν              | — λύθητι λυθήτω — λύθητε λυθέντων/λυθήτωσαν    | λυθῆναι     | λυθείς λυθεῖσα λυθέν                  |
| Perfetto        | λέλυμαι λέλυσαι λέλυται λελύμεθα λέλυσθε λέλυνται                         | λελυμένος ὦ λελυμένος ᾖς λελυμένος ᾖ λελυμένοι ὦμεν λελυμένοι ἦτε λελυμένοι ὦσι | λελυμένος εἴην λελυμένος εἴης λελυμένος εἴη λελυμένοι εἶμεν λελυμένοι εἶτε λελυμένοι εἶεν | — λέλυσο λελύσθω — λέλυσθε λελύσθων/λελύσθωσαν | λελύσθαι    | λελυμένος λελυμένη λελυμένον          |
| Piuccheperfetto | ἐλελύμην ἐλέλυσο ἐλέλυτο ἐλελύμεθα ἐλέλυσθε ἐλέλυντο                      |                                                                                 |                                                                                           |                                                |             |                                       |
| Futuro perfetto | *λελύσομαι *λελύσῃ/*λελύσει *λελύσεται *λελυσόμεθα *λελύσεσθε *λελύσονται |                                                                                 | *λελυσοίμην *λελύσοιο *λελύσοιτο *λελυσοίμεθα *λελύσοισθε *λελύσοιντο                     |                                                | *λελύσεσθαι | *λελυσόμενος *λελυσομένη *λελυσόμενον |

### Temi in consonante
|                         | Perfetto                                                          | Piuccheperfetto                                                      | Infinito  | Participio                         |
| ----------------------- | ----------------------------------------------------------------- | -------------------------------------------------------------------- | --------- | ---------------------------------- |
| πρᾱ́ττομαι (tema: πρᾱγ-) | πέπρᾱγμαι πέπρᾱξαι πέπρᾱκται πεπρᾱ́γμεθα πέπρᾱχθε πεπρᾱγμένοι εἰσί | ἐπεπρᾱ́γμην ἐπέπρᾱξο ἐπέπρᾱκτο ἐπεπρᾱ́γμεθα ἐπέπρᾱχθε πεπρᾱγμένοι ἦσαν | πεπρᾶχθαι | πεπρᾱγμένος πεπρᾱγμένη πεπρᾱγμένον |
| γράφομαι (tema: γρᾰφ-)  | γέγραμμαι γέγραψαι γέγραπται γεγράμμεθα γέγραφθε γεγραμμένοι εἰσί | ἐγεγράμμην ἐγέγραψο ἐγέγραπτο ἐγεγράμμεθα ἐγέγραφθε γεγραμμένοι ἦσαν | γεγράφθαι | γεγραμμένος γεγραμμένη γεγραμμένον |
| πείθομαι (tema: πειθ-)  | πέπεισμαι πέπεισαι πέπεισται πεπείσμεθα πέπεισθε πεπεισμένοι εἰσί | ἐπεπείσμην ἐπέπεισο ἐπέπειστο ἐπείσμεθα ἐπέπεισθε πεπεισμένοι ἦσαν   | πεπεῖσθαι | πεπεισμένος πεπεισμένη πεπεισμένον |

### Aoristo II forte
|        | Indicativo                                          | Congiuntivo                                    | Ottativo                                            | Imperativo                                    | Infinito | Participio                   |
| ------ | --------------------------------------------------- | ---------------------------------------------- | --------------------------------------------------- | --------------------------------------------- | -------- | ---------------------------- |
| Attivo | ἔβαλον ἔβαλες ἔβαλε ἐβάλομεν ἐβάλετε ἔβαλον         | βάλω βάλῃς βάλῃ βάλωμεν βάλητε βάλωσι          | βάλοιμι βάλοις βάλοι βάλοιμεν βάλοιτε βάλοιεν       | — βάλε βαλέτω — βάλετε βαλόντων/βαλέτωσαν     | βαλεῖν   | βαλών βαλοῦσα βαλόν          |
| Medio  | ἐβαλόμην ἐβάλου ἐβάλετο ἐβαλόμεθα ἐβάλεσθε ἐβάλοντο | βάλωμαι βάλῃ βάληται βαλώμεθα βάλησθε βάλωνται | βαλοίμην βάλοιο βάλοιτο βαλοίμεθα βάλοισθε βάλοιντο | — βαλοῦ βαλέσθω — βάλεσθε βαλέσθων/βαλέσθωσαν | βαλέσθαι | βαλόμενος βαλομένη βαλόμενον |

### Aoristo II e futuro passivo
|            | Indicativo                                                        | Congiuntivo                                 | Ottativo                                                              | Imperativo                            | Infinito    | Participio                            |
| ---------- | ----------------------------------------------------------------- | ------------------------------------------- | --------------------------------------------------------------------- | ------------------------------------- | ----------- | ------------------------------------- |
| Futuro     | γραφήσομαι γραφήσει γραφήσεται γραφησόμεθα γραφήσεσθε γραφήσονται |                                             | γραφησοίμην γραφήσοιο γραφήσοιτο γραφησοίμεθα γραφήσοισθε γραφήσοιντο |                                       | γραφήσεσθαι | γραφησόμενος γραφησομένη γραφησόμενον |
| Aoristo II | ἐγράφην ἐγράφης ἐγράφη ἐγράφημεν ἐγράφητε ἐγράφησαν               | γραφῶ γραφῇς γραφῇ γραφῶμεν γραφῆτε γραφῶσι | γραφείην γραφείης γραφείη γραφείημεν γραφείητε γραφείησαν             | — γράφηθι γραφήτω — γράφητε γραφέντων | γραφῆναι    | γραφείς γραφεῖσα γραφέν               |

### Verbi contratti: temi in -άω ed έω
- α + ε o η → ᾱ
- α + ει o  ῃ → ᾳ
- α + ο o ω or ου → ω
- α + οι → ῳ

Verbo τῑμάω → τῑμῶ (tema τῑμα-)
|            | Indicativo | Congiuntivo                                                                                         | Ottativo | Imperativo                                                                                           | Infinito         | Participio                                         |
| ---------- | --- | --------------------------------------------------------------------------------------------------- | --- | --- | ---------------- | -------------------------------------------------- |
| Presente   | τῑμάω > τῑμῶ τῑμάεις > τῑμᾷς τῑμάει > τῑμᾷ τῑμάομεν > τῑμῶμεν τῑμάετε > τῑμᾶτε τῑμάουσι > τῑμῶσι                | *τῑμάω > τῑμῶ *τῑμάῃς > τῑμᾷς *τῑμάῃ > τῑμᾷ *τῑμάωμεν > τῑμῶμεν *τῑμάητε > τῑμᾶτε *τῑμάωσι > τῑμῶσι | *τῑμαοίην > τῑμῴην *τῑμαοίης > τῑμῴης *τῑμαοίη > τῑμῴη *τῑμάοιμεν > τῑμῷμεν *τῑμάοιτε > τῑμῷτε *τῑμάοιεν > τῑμῷεν | — *τῑ́μαε > τῑ́μα *τῑμαέτω > τῑμάτω — *τῑμάετε > τῑμᾶτε *τῑμαόντων > τῑμώντων, *τῑμαέτωσαν > τῑμάτωσαν | *τῑμάειν > τῑμᾶν | *τῑμάων > τῑμῶν *τῑμάουσα > τῑμῶσα *τῑμάον > τῑμῶν |
| Imperfetto | *ἐτῑ́μαον > ἐτῑ́μων *ἐτῑ́μαες > ἐτῑ́μας *ἐτῑ́μαε > ἐτῑ́μα *ἐτῑμάομεν > ἐτῑμῶμεν *ἐτῑμάετε > ἐτῑμᾶτε *ἐτῑ́μαον > ἐτῑ́μων | | | |                  |                                                    |

Si noti che l'ottativo singolare dei verbi contratti, generalmente esce in -οιην, -οιης, -οιη anziché in -οιμι, -οις, -οι come i verbi regolari.
|            | Indicativo | Congiuntivo | Ottativo | Imperativo                                                                                                | Infinito              | Participio                                                            |
| ---------- | --- | --- | --- | --- | --------------------- | --------------------------------------------------------------------- |
| Presente   | *τῑμάομαι > τῑμῶμαι *τῑμάει > τῑμᾷ *τῑμάεται > τῑμᾶται *τῑμαόμεθα > τῑμώμεθα *τῑμάεσθε > τῑμᾶσθε *τῑμάονται > τῑμῶνται         | *τῑμάωμαι > τῑμῶμαι *τῑμάῃ > τῑμᾷ *τῑμάηται > τῑμᾶται *τῑμαώμεθα > τῑμώμεθα *τῑμάησθε > τῑμᾶσθε *τῑμάωνται > τῑμῶνται | *τῑμαοίμην > τῑμῴμην *τῑμάοιο > τῑμῷο *τῑμάοιτο > τῑμῷτο *τῑμαοίμεθα > τῑμῴμεθα *τῑμάοισθε > τῑμῷσθε *τῑμάοιντο > τῑμῷντο | — *τῑμάου > τῑμῶ *τῑμαέσθω > τῑμάσθω — *τῑμάεσθε > τῑμᾶσθε *τῑμαέσθων > τῑμάσθων, *τῑμαέσθωσαν > τῑμάσθων | *τῑμάεσθαι > τῑμᾶσθαι | *τῑμαόμενος > τῑμώμενος *τῑμαομένη > τῑμωμένη *τῑμαόμενον > τῑμώμενον |
| Imperfetto | *ἐτῑμαόμην > ἐτῑμώμην *ἐτῑμάου > ἐτῑμῶ *ἐτῑμαέτο > ἐτῑμᾶτο *ἐτῑμαόμεθα > ἐτῑμώμεθα *ἐτῑμάεσθε > ἐτῑμᾶσθε *ἐτῑμάοντο > ἐτῑμῶντο | | | |                       |                                                                       |

- ε + ε → ει
- ε + ο → ου
- ε + dittongo o vocale lunga → dittongo o vocale lunga.

Verbo  ποιέω → ποιῶ (tema ποιε-)
|            | Indicativo | Congiuntivo                                                                                         | Ottativo | Imperativo                                                                                                | Infinito         | Participio                                           |
| ---------- | --- | --------------------------------------------------------------------------------------------------- | --- | --- | ---------------- | ---------------------------------------------------- |
| Presente   | *ποιέω > ποιῶ *ποιέεις > ποιεῖς *ποιέει > ποιεῖ *ποιέομεν > ποιοῦμεν *ποιέετε > ποιεῖτε *ποιέουσι > ποιοῦσι           | *ποιέω > ποιῶ *ποιέῃς > ποιῇς *ποιέῃ > ποιῇ *ποιέωμεν > ποιῶμεν *ποιέητε > ποιῆτε *ποιέωσι > ποιῶσι | *ποιεοίην > ποιοίην *ποιεοίης > ποιοίης *ποιεοίη > ποιοίη (ποιοῖ) *ποιέοιμεν > ποιοῖμεν *ποιέοιτε > ποιοῖτε *ποιέοιεν > ποιοῖεν | — *ποίεε > ποίει *ποιεέτω > ποιείτω — *ποιέετε > ποιεῖτε *ποιεόντων > ποιούντων, *ποιεέτωσαν > ποιείτωσαν | *ποιέεν > ποιεῖν | *ποιέων > ποιῶν *ποιέουσα > ποιοῦσα *ποιέον > ποιοῦν |
| Imperfetto | *ἐποίεον > ἐποίουν *ἐποίεες > ἐποίεις *ἐποίεε > ἐποίει *ἐποιέομεν > ἐποιοῦμεν *ἐποιέετε > ἐποιεῖτε *ἐποίεον > ἐποίουν | | | |                  |                                                      |

|            | Indicativo | Congiuntivo | Ottativo | Imperativo | Infinito               | Participio                                                               |
| ---------- | --- | --- | --- | --- | ---------------------- | ------------------------------------------------------------------------ |
| Presente   | *ποιέομαι > ποιοῦμαι *ποιέει > ποιεῖ *ποιέεται > ποιεῖται *ποιεόμεθα > ποιούμεθα *ποιέεσθε > ποιεῖσθε *ποιέονται > ποιοῦνται        | *ποιέωμαι > ποιῶμαι *ποιέῃ > ποιῇ *ποιέηται > ποιῆται *ποιεώμεθα > ποιώμεθα *ποιέησθε > ποιῆσθε *ποιέωνται > ποιῶνται | *ποιεοίμην > ποιοίμην *ποιέοιο > ποιοῖο *ποιέοιτο > ποιοῖτο *ποιεοίμεθα > ποιοίμεθα *ποιέοισθε > ποιοῖσθε *ποιέοιντο > ποιοῖντο | — *ποιέου > ποιοῦ *ποιεέσθω > ποιείσθω — *ποιέεσθε > ποιεῖσθε *ποιεέσθων > ποιείσθων, *ποιεέσθωσαν > ποιείσθωσαν | *ποιέεσθαι > ποιεῖσθαι | *ποιεόμενος > ποιούμενος *ποιεομένη > ποιουμένη *ποιεόμενον > ποιούμενον |
| Imperfetto | *ἐποιεόμην > ἐποιούμην *ἐποιέου > ἐποιοῦ *ἐπιέετο > ἐποιεῖτο *ἐποιεόμεθα > ἐποιούμεθα *ἐποιέεσθε > ἐποιεῖσθε *ἐποιέοντο > ἐποιοῦντο | | | |                        |                                                                          |

### Temi in -όω
Regole
- ο + ε o ο o ου → ου
- ο + η o ω → ω
- ο + ει o ῃ o οι → οι

Verbo δηλόω → δηλῶ (tema δηλο-)
|            | Indicativo | Congiuntivo                                                                                           | Ottativo | Imperativo                                                                                                | Infinito         | Participio                                           |
| ---------- | --- | --- | --- | --- | ---------------- | ---------------------------------------------------- |
| Presente   | *δηλόω > δηλῶ *δηλόεις > δηλοῖς *δηλόει > δηλοῖ *δηλόομεν > δηλοῦμεν *δηλόετε > δηλοῦτε *δηλόουσι > δηλοῦσι           | *δηλόω > δηλῶ *δηλόῃς > δηλοῖς *δηλόῃ > δηλοῖ *δηλόωμεν > δηλῶμεν *δηλόητε > δηλῶτε *δηλόωσι > δηλῶσι | *δηλοοίην > δηλοίην *δηλοοίης > δηλοίης *δηλοοίη > δηλοίη *δηλόοιμεν > δηλοῖμεν *δηλόοιτε > δηλοῖτε *δηλόοιεν > δηλοῖεν | — *δήλοε > δήλου *δηλοέτω > δηλούτω — *δηλόετε > δηλοῦτε *δηλοόντων > δηλούντων, *δηλοέτωσαν > δηλούτωσαν | *δηλόεν > δηλοῦν | *δηλόων > δηλῶν *δηλόουσα > δηλοῦσα *δηλόον > δηλοῦν |
| Imperfetto | *ἐδήλοον > ἐδήλουν *ἐδήλοες > ἐδήλους *ἐδήλοε > ἐδήλου *ἐδηλόομεν > ἐδηλοῦμεν *ἐδηλόετε > ἐδηλοῦτε *ἐδήλοον > ἐδήλουν | | | |                  |                                                      |

|            | Indicativo | Congiuntivo | Ottativo | Imperativo | Infinito               | Participio                                                               |
| ---------- | --- | --- | --- | --- | ---------------------- | ------------------------------------------------------------------------ |
| Presente   | *δηλόομαι > δηλοῦμαι *δηλόει > δηλοῖ *δηλόεται > δηλοῦται *δηλοόμεθα > δηλούμεθα *δηλόεσθε > δηλοῦσθε *δηλόονται > δηλοῦνται         | *δηλόωμαι > δηλῶμαι *δηλόῃ > δηλοῖ *δηλόηται > δηλῶται *δηλοώμεθα > δηλώμεθα *δηλόησθε > δηλῶσθε *δηλόωνται > δηλῶνται | *δηλοοίμην > δηλοίμην *δηλόοιο > δηλοῖο *δηλόοιτο > δηλοῖτο *δηλοοίμεθα > δηλοίμεθα *δηλόοισθε > δηλοῖσθε *δηλόοιντο > δηλοῖντο | — *δηλόου > δηλοῦ *δηλοέσθω > δηλούσθω — *δηλόεσθε > δηλοῦσθε *δηλοέσθων > δηλούσθων, *δηλοέσθωσαν > δηλούσθωσαν | *δηλόεσθαι > δηλοῦσθαι | *δηλοόμενος > δηλούμενος *δηλεομένη > δηλουμένη *δηλοόμενον > δηλούμενον |
| Imperfetto | *ἐδηλοόμην > ἐδηλούμην *ἐδηλόου > ἐδηλοῦ *ἐδηλόετο > ἐδηλοῦτο *ἐδηλοόμεθα > ἐδηλούμεθα *ἐδηλόεσθε > ἐδηλοῦσθε *ἐδηλόοντο > ἐδηλοῦντο | | | |                        |                                                                          |

### Alcuni verbi atematici in -μι: δείκνυμι
|             |            | Diatesi                                                         | Diatesi                                                               | Diatesi                                                               |
| Attivo      | Medio      | Passivo                                                         |                                                                       |                                                                       |
| ----------- | ---------- | --------------------------------------------------------------- | --------------------------------------------------------------------- | --------------------------------------------------------------------- |
| Indicativo  | Presente   | δείκνῡμι δείκνῡς δεικνῡσι δείκνυμεν δείκνυτε δεικνύᾱσι          | δείκνυμαι δείκνυσαι δείκνυται δεικνύμεθα δείκνυσθε δείκνυνται         | δείκνυμαι δείκνυσαι δείκνυται δεικνύμεθα δείκνυσθε δείκνυνται         |
| Indicativo  | Imperfetto | ἐδείκνῡν ἐδείκνῡς ἐδείκνῡ ἐδείκνυμεν ἐδείκνυτε ἐδείκνυσαν       | ἐδεικνύμην ἐδείκνυσο ἐδείκνυτο ἐδεικνύμεθα ἐδείκνυσθε ἐδείκνυντο      | ἐδεικνύμην ἐδείκνυσο ἐδείκνυτο ἐδεικνύμεθα ἐδείκνυσθε ἐδείκνυντο      |
| Indicativo  | Futuro     | δείξω etc.                                                      | δείξομαι etc.                                                         | δειχθήσομαι etc.                                                      |
| Indicativo  | Aoristo    | ἔδειξα etc.                                                     | ἐδειξάμην etc.                                                        | ἐδείχθην etc.                                                         |
| Indicativo  | Perfetto   | δέδειχα etc.                                                    | δέδειγμαι etc.                                                        | δέδειγμαι etc.                                                        |
| Congiuntivo | Presente   | δεικνύω δεικνύῃς δεικνύῃ δεικνύωμεν δεικνύητε δεικνύωσι         | δεικνύωμαι δεικνύῃ δεικνύηται δεικνυώμεθα δεικνύησθε δεικνύωνται      | δεικνύωμαι δεικνύῃ δεικνύηται δεικνυώμεθα δεικνύησθε δεικνύωνται      |
| Ottativo    | Presente   | δεικνύοιμι δεικνύοις δεικνύοι δεικνύοιμεν δεικνύοιτε δεικνύοιεν | δεικνυοίμην δεικνύοιο δεικνύοιτο δεικνυοίμεθα δεικνύοισθε δεικνύοιντο | δεικνυοίμην δεικνύοιο δεικνύοιτο δεικνυοίμεθα δεικνύοισθε δεικνύοιντο |
| Imperativo  | Presente   | — δείκνῡ δεικνύτω — δείκνυτε δεικνύντων/δεικνύτωσαν             | — δείκνυσο δεικνύσθω — δείκνυσθε δεικνύσθων/δεικνύσθωσαν              | — δείκνυσο δεικνύσθω — δείκνυσθε δεικνύσθων/δεικνύσθωσαν              |
| Infinito    | Presente   | δεικνύναι                                                       | δείκνυσθαι                                                            | δείκνυσθαι                                                            |
| Participio  | Presente   | δεικνῡ́ς δεικνῦσα δεικνύν                                        | δεικνύμενος δεικνυμένη δεικνύμενον                                    | δεικνύμενος δεικνυμένη δεικνύμενον                                    |

## Aggettivi verbali
Sono come il participio, forme aggettivali del verbo, assimilabili gli aggettivi della prima classe a tre uscite, sono due.
- Uno è in -τός, τή, τόν (maschile, femminile e neutro declinati), formato dal suffisso -τό, -τα, che indica uno stato conseguente a un'azione compiuta o un'azione possibile (esempio λυτός "sciolto - solubile".
- Il secondo è in -τεός, τεά, τεόν, formato dal suffisso -τεο, -τεα, che indica un'azione che deve essere fatta (esempio λυτέος "da sciogliere").

Questo aggettivo corrisponde anche al participio passato latino in -tus (solutus, sciolto), che indica uno stato raggiunto; tuttavia il latino ha poi sviluppato un suffisso diverso, in -bilis (solubilis "solubile"), per indicare la possibilità (dunque si rifà al suffisso greco -τεο - τεα), anche se attestazioni doppie sono presenti in alcuni componimenti poetici della letteratura latina. Nel caso di aggettivi verbali che sono derivati da verbi composti, è possibile distinguere i due significati in base alla posizione dell'accento, poiché gli aggettivi che indicano la possibilità sono spesso ossitoni e hanno tre uscite (maschile, femminile, neutro); mentre quelli che indicano uno stato o una condizione ritraggono l'accento, e hanno solo due uscite in maschile e neutro (ἀπόρρητος - τον "vietato"). Gli aggettivi composti con ἀ privativo e con - Εὐ sono per lo più proparossitoni a due terminazioni (maschile e neutro), quelli composti col prefisso -δυσ esprimono la possibilità
Poiché i suffissi si aggiungono direttamente alla radice o al tema verbale, e non a temi temporali, questi aggettivi sono privi di valore temporale e aspettuale, risultano estranei alla coniugazione, ma semplicemente si declinano come il participio.

## Sintassi: formazione della frase
La frase in greco antico ha la stessa struttura, almeno per le componenti del discorso, dell'italiano, è formata da un soggetto, un predicato, i complementi, gli articoli, gli avverbi e le particelle pronominali. Il soggetto va sempre espresso col caso nominativo, il predicato può essere un verbo, o essere formato da un nome (sostantivo o aggettivo) legato al soggetto tramite copula, spesso e volentieri il verbo essere è sottinteso; la copula è il verbo essere εἰμί. La struttura della frase in italiano di solito ha l'ordine soggetto-verbo-complemento, in greco la costruzione si formula mettendo in primo piano la parola più importante dell'intera preposizione, dunque anche un verbo, un complemento, una particella, si tratta di un elemento chiave per la comprensione dell'intero discorso, ed anche per una corretta analisi logica della frase; spesso capita che il soggetto possa trovarsi alla fine della frase, oppure il verbo principale stesso, preceduto da un participio, o da un infinito. Solo in rari casi, come nell'introduzione di Tucidide de La guerra del Peloponneso, si ha la costruzione SVO (soggetto, verbo, complemento), in quanto Tucidide intendeva dare importanza a sé stesso, e poi alla sua opera, ritenuta di principale fondamento per comprendere le cause e le vicende di questo conflitto tra ateniesi e spartani.
Al secondo posto, nella frase vanno elementi "accessori", come avverbi o pronomi, per quel che riguarda il verbo, non ha mai una collocazione precisa, lo si può trovare all'inizio della frase, nel mezzo o nella fine, ogni scrittore greco lo posiziona semplicemente in base al risalto che voleva dare a loro nella sua specifica opera. Per dare dunque una traduzione corretta occorre fare attenzione ai casi dei sostantivi, al numero dei verbi, ma soprattutto al senso generale del discorso, comprendendo il quale è anche più facile capire la disposizione delle parole. Occorre fare attenzione anche a significati dati per scontati o sottintesi dagli autori, come l'argomento di cui si sta parlando, fenomeno soprattutto presente in Tucidide, e al valore temporale del verbo, dato che i greci avevano una concezione ciclica del tempo, categorizzata in aspetto durativo (presente-imperfetto), puntuativo (aoristo) e resultativo (perfetto), con l'aggiunta del futuro, inizialmente usato come una sorta di congiuntivo, e poi definito come un'azione da concludersi nel tempo a venire.

### I complementi
- Abbondanza e privazione: si usa il genitivo: Ή ναῦς γέμει τῶν ναυτικῶν (La nave è piena di uomini)
- Agente e causa efficiente
  - ὑπό + genitivo: Ή ἐλευθερία ὑπό τῶν πολιτῶν διαφυλάσσεται (La libertà è difesa dai cittadini)
  - πρός, παρά, ἐκ, ἀπό + genitivo: Πρός τοῦ Σωκράτους διδάσκομαι (Io imparo da Socrate)
  - dativo accompagnato dall'aggettivo verbale in -τέος, coniugato al perfetto e piuccheperfetto passivo: Ταῦτα ὡμολόγητο ἡμῖν (Queste cose erano state ammesse da noi)
- Argomento: περί o ὑπέρ + genitivo: Κήρυκας ἔπεμπε περί τῆς εἰρήνης (Inviò ambasciatori riguardo alla pace). Περί si usa anche per i titoli delle opere letterarie, in maggior parte trattati a carattere argomentativo, storico o filosofico, come Περὶ ποιητικῆς (Sulla Poetica di Aristotele); nel latino si uda la particella "de" + ablativo, come nel De bello Gallico di Cesare, a sottintendere la parola "saggio - trattato riguardo...".
- Causa:
  - dativo con i verba affectuum: Άσπίδι ἀ γάλλεται (Si rallegra dello scudo)
  - διά o κατά + accusativo: Ή πόλις διά τόν πόλεμον ἐταράττετο (A causa della guerra la città era sconvolta)
  - ἕνεκα + genitivo: Ύμᾶς ἀρετῆς ἕνεκα φιλοῦμεν (Per la vostra virtù vi amiamo)
  - ὑπό o ὑπέρ+ genitivo: Χαλεπῶς ἔχει ὑπό τραυμάτων τινῶν (Sta male per alcune ferite)
- Colpa: uso del genitivo: Έγράψαντο αὐτον προδοσας (Lo accusarono di tradimento)
- Compagnia
  - μετά + genitivo: Μετά τῶν συμμάχων μαχήσομαι (Insieme agli alleati io combatterò)
  - σύν + dativo: Σύν τοῖς θεοῖς νικήσομεν (lett. Con gli dei vinceremo - Con l'aiuto degli dei vinceremo)
  - dativo "militare", usato in compagnia di espressioni militaresche: Ήγήσεται τοῖς ἵπποις τό τῶν ξυμμάχων στράτευμα (Guiderà con la cavalleria l'esercito degli alleati)
  - uso dei participi presenti o di tempi storici ἔχων, λαβών, φέρων + accusativo: Βοηθεῖ χιλίους ἔχων στρατιώτας (Viene in aiuto con mille soldati)
- Di età: uso del participio perfetto γεγονώς + accusativo del numero cardinale, seguito da ἔτη (anni)
- Fine
  - εἰς, ἐπί e πρός + accusativo: Χρήσιμος ἦν εἴς τι (Era utile per qualcosa)
  - ἕνεκα + genitivo: Μισθοῦ ἕνεκα κολακεύεις (Tu aduli per denaro)
- Limitazione
  - uso del dativo semplice, o preceduto da ἐπί: Ύπερέχει πάντων μεγέθει (Supera tutti in grandezza)
  - uso dell'accusativo semplice, oppure preceduto da εἰς, κατά e πρός: Πόλις ἐδοκιμωτάτη εἰς σοφίαν (La città più celebre per sapienza)
- Stato in luogo
  - ἐν + dativo - Έν Δωδώνῃ εἱστήκει δρῦς ἱερά (In Dodona si ergeva una quercia sacra)
  - ἐπί + genitivo - ἐπ'ὀρῶν (Sui monti)
  - uso dei suffissi -θι, -σι, come in Άθήνησι (ad Atene, o meglio "in Atene")

- Moto a luogo
  - ἐπί, εἰς, πρός e παρά + genitivo - Φέυγω εἰς Μεγάραν (Fuggo a Megara)
  - ὡς + accusativo nei nomi propri di persona o di città o luoghi - Ώς Μεγάραν ἐπρεσβεύσαντο (Inviarono ambasciatori a Megara)
  - uso dei suffissi -δε, -σε, -ζε - Άθήναζε (verso Atene), o anche il celebre titolo della commedia aristofanea: Θεσμοφοριάζουσαι con declinazione al plurale, trad. Le donne alle Tesmoforie

- Moto da luogo
  - ἐκ, ἀπό + genitivo - Έκ Σπάρτης φεύγομεν (Fuggiamo da Sparta)
  - uso del suffisso -θεν - Κορινθόθεν (da Corinto)

- Moto per luogo: si forma in διά + genitivo - Φεύγω διά Θερμοπύλων (Fuggo attraverso le Termopili)
- Materia: uso del genitivo semplice, a volte preceduto da ἐκ, ἀπό, oppure semplice aggettivo.
- Mezzo:
  - uso del dativo semplice
  - διά + genitivo, se l'azione è compiuta da una persona: Δί' ἐρμηνέως ἔλεγε (Parlava per mezzo di un interprete)
- Misura: uso del dativo o accusativo semplice
- Modo:
  - dativo semplice
  - συν + dativo
  - ἐκ, διά o ἐπί per espressioni idiomatiche, come διά ἀκριβείας (Con cura)
- Origine:
  - genitivo semplice
  - ἐκ + genitivo
- Paragone, quando si usano per gli aggettivi le normali desinenze di comparativo di maggioranza e minoranza, e superlativo (-τερος, - τατος)
  - genitivo se il primo termine è un nominativo o un accusativo: Λευκότεροι χιόνος (Più bianchi della neve)
  - ἥ + caso del primo termine
- Partitivo: genitivo semplice, o preceduto da ἐκ
- Di pena: accusativo semplice
- Prezzo: genitivo semplice
- Separazione
  - genitivo semplice
- ἐκ o ἀπό + genitivo
- Stima: uso del genitivo semplice o di περί + genitivo
- Tempo continuato: uso del genitivo semplice, dativo semplice, o ἐν + dativo, come nelle espressioni narrative ἐν τούτῳ τῷ χρόνῳ (in questo tempo)
- Vantaggio: uso del dativo semplice, detto anche in questo caso "di vantaggio" o uso di ὑπέρ + genitivo.

### Uso dei tempi verbali
Uso dell'indicativo

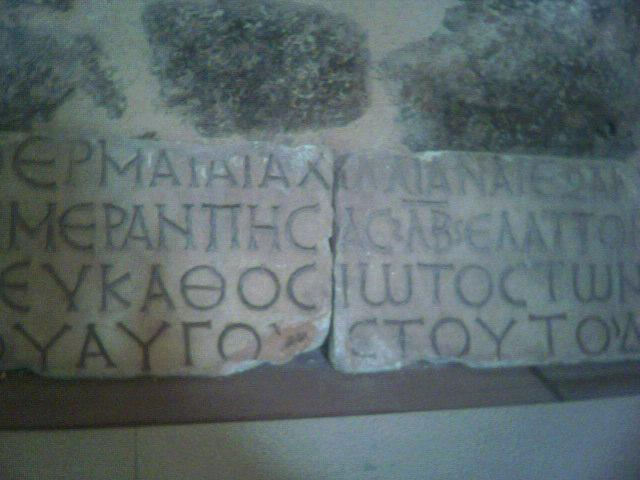
Iscrizione nelle Terme Achilliane

Nelle proposizioni indipendenti l'indicativo presente si trova per lo più in tutti i casi in cui ricorre anche in italiano: esprime un'azione o uno stato obiettivamente constatati, riferiti, negati nel loro valore temporale; in questa funzione è privo di particelle modali, e la sua negazione è οὐ, ma può avere anche la funzione modale con particelle:
- può esprimere un'azione che si sta svolgendo nel momento in cui si parla, o fatti e avvenimenti sussistenti in sé e per sé, dati storici geografici, usi e costumi, da cui il termine di presente storico[8]. Assume valore gnomico quando si dicono sentenze e proverbi, ha valore iterativo o di consuetudine quando indica un'azione che abitualmente si ripete, conativo quando sottolinea uno sforzo con cui si compie un'azione o si tenta di attuarla; storico e narrativo se rappresenta fatti passati come se si svolgessero nel momento in cui si parla per conferire vivacità al discorso. Ha valore di futuro quando enuncia fatti che dovranno avvenire, e di cui si è certi della realizzazione, spesso è usato nelle opere tragiche.
- Imperfetto: riflette i valori durativi del presente nel passato, e può avere le qualità del presente, conativo, iterativo, ecc; spesso gli imperfetti sono storici o narrativi, corrispondono al passato remoto italiano.
- Futuro: ricopre i valori desiderativo e intenzionale, può ricorrere a sentenze che invitano al compimento dell'azione, o sottolineano la certezza del verificarsi sulla base dell'esperienza passata, e per questo può essere detto anche "gnomico". Molto frequente è il futuro consigliativo, in sostituzione dell'imperativo; in forma interrogativa esprime un ordine che indica l'impazienza, ma può essere anche dubitativo deliberativo e ricorre alla 1 persona singolare.
- Aoristo: indica un'azione in sé e per sé considerata avvenuta e conclusa, libera da qualsiasi relazione con altri momenti: in sostanza corrisponde al passato remoto italiano, ma anche al passato prossimo qualora l'azione, per quanto conclusa, sia avvenuta poco prima rispetto al momento in cui si parla; nella proposizione l'indicativo aoristo, se in rapporto di coordinazione con altri tempi storici, in base al contesto può essere reso al passato remoto, trapassato prossimo o trapassato remoto. Può esprimere un'azione ingressiva o egressiva, e anche azioni che implicano una lunga durata di tempo, che sono viste come concluse.[9]

Solitamente il valore ingressivo egressivo è espresso da quei verbi quali βασιλεύω (io regno) che al presente indicano uno stato continuo, all'aoristo ἐβασίλευσα (divenni re); l'aoristo può essere anche gnomico per sentenze e proverbi, oppure "tragico" nelle opere drammaturgiche, solitamente usato nella 1 persona singolare, in cui il personaggio esprime di aver compreso qualcosa e di averlo perfettamente digerito (io ho capito questa cosa); oppure può essere dialogico nelle proposizioni interrogative, molto frequente in Platone. Il perfetto può essere stativo o resultativo, il primo per la percezioni di stati d'animo, condizioni permanenti, il secondo è tradotto in italiano col passato prossimo, per questo può essere anche gnomico oppure storico, alla maniera del presente storico, quando è usato per narrare fatti passati come se si svolgessero al presente. Per differenziarlo nell'uso dall'aoristo, di cui nella koinè ellenistica del III secolo a.C. la confusione è assai evidente, i perfetti nella III plurale usarono la desinenza dell'aoristo, dall'altra parte alcuni perfetti stativi con il valore di presente furono considerati semplicemente dei presenti; e per rendere l'aspetto resultativo si ricorse a forme perifrastiche costituite da participio perfetto + il verbo εἰμί (nel congiuntivo e nell'ottativo).

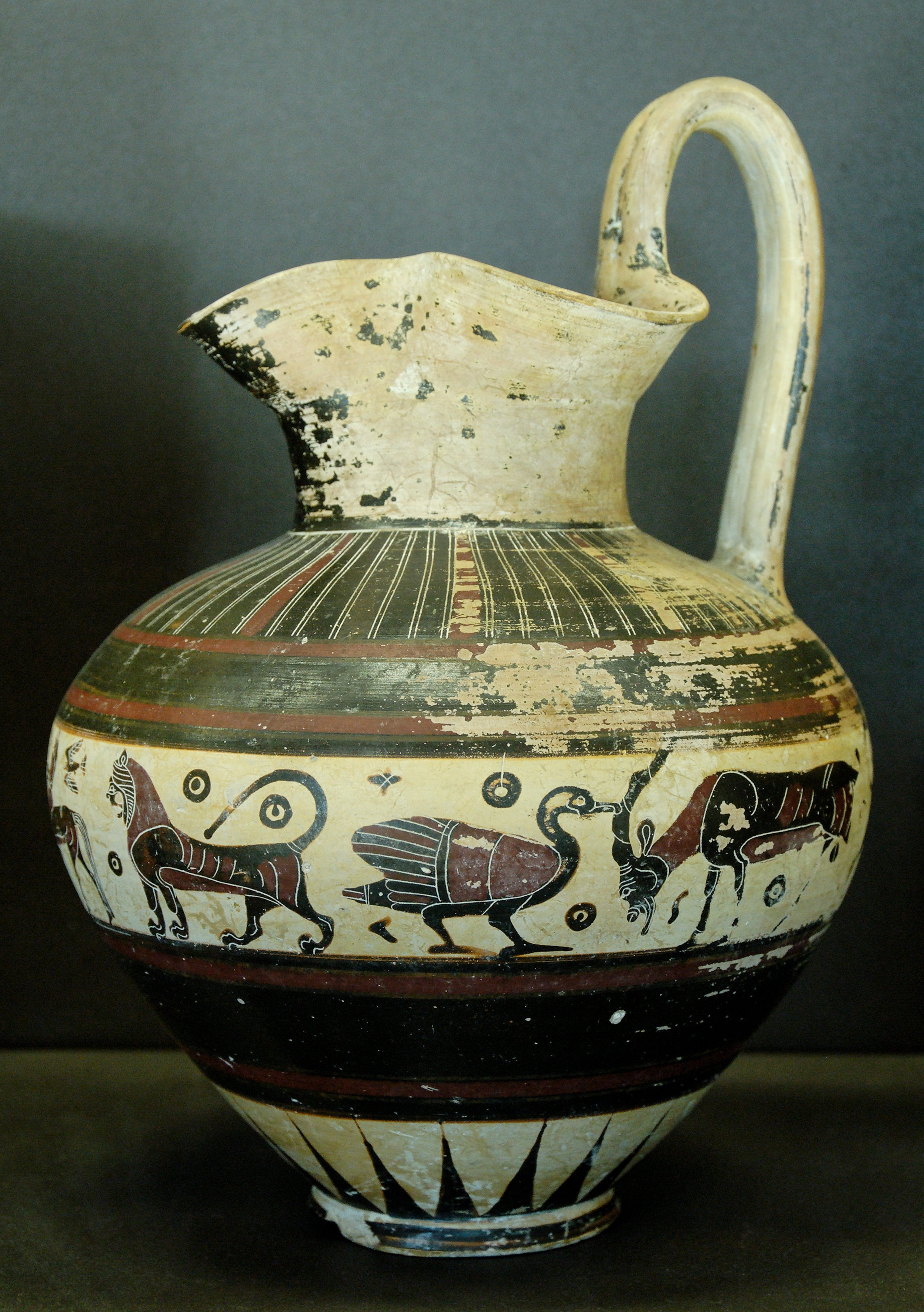
Oinochoe protocorinzia, Museo del Louvre

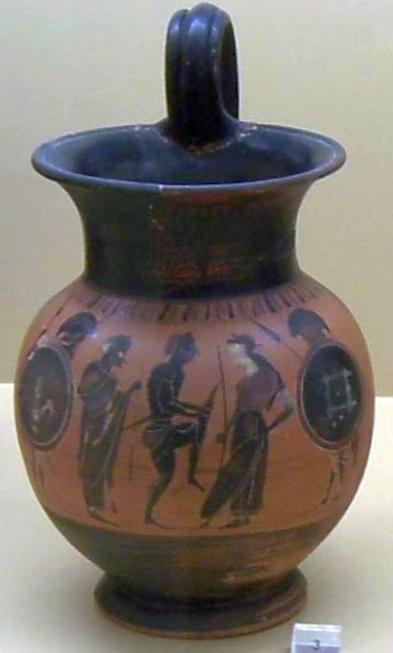
Oinochoe con scena di armi, Museo dell'Agorà di Atene

- Il piuccheperfetto è un perfetto al passato, indica una situazione passata, effetto di una situazione passata precedentemente, se stativo è tradotto con il semplice imperfetto, se resultativo col trapassato prossimo. Usato poco anche nel greco antico, con l'accomodamento del perfetto e dell'aoristo nella koinè, per analogia produsse perifrasi con il participio perfetto e aoristo unito all'imperfetto di εἰμί (forma del participio perfetto più forma imperfetto del verbo essere). Il futuro perfetto si compone con il raddoppiamento del perfetto e le desinenze del futuro, indica il risultato compiuto nel futuro di un'azione già svoltasi, si traduce nel futuro anteriore, e si rende col futuro semplice se ha valore stativo.

Esempio: Πολλά ἀναγέγραπται ὑπέρ τῆς Άλεξάνδρου τελευτῆς (Si sono scritte molte cose sulla morte di Alessandro)
Uso dell'indicativo con particelle ἄν e ὡς
L'indicativo imperfetto e aoristo con la particella modale ἄν e la negazione οὐ esprimono la possibilità di un'azione nel passato, non di necessità avvenuta (irrealtà); l'azione prospettata come possibile nel passato, finisce per essere contrapposta al suo compiersi; di qui l'identità di rendere la potenzialità o l'irrealtà del periodo ipotetico. L'imperfetto indicativo si usa anche senza ἄν, con verbi che indicano la possibilità, dovere, necessità, convenienza, e corrisponde a un'analoga espressione italiana "dovevo - era opportuno che", o di frequente a un condizionale presente e passato: in greco le azioni possibilmente realizzabili sotto condizioni sono accettate, per questo usa l'indicativo imperfetto, o presente come con εἰμί. L'imperfetto e l'aoristo con la particella ἄν hanno un valore iterativo nel passato, in italiano si usa l'imperfetto indicativo, quando sono preceduti da ει oppure ὡς indicano il desiderio irrealizzabile, il rimpianto di qualcosa che non può verificarsi, l'indicativo assume sfumatura volitiva.
Esempio dell'uso di ἄν con i tempi storici:
- Irrealtà nel presente - Οὐδ' ἄν αὐτός ἥθελον ἐν τοσαύτῃ τε ἀγρυπνίᾳ καί λύπῃ εἶναι (Neppure io "vorrei" ritrovarmi in una siffatta condizione di insonnia e di dolore)
- Irrealtà nel passato - τίς ἄν ἠθέλησεν τοῖς νόμοις ἀπειθεῖν, ὁρῶν τόν Άγσίλαον πειθόμενον; (Chi "sarebbe stato disposto" a disobbedire alle leggi, vedendo che le rispettava Agesilao?)
- Potenzialità nel passato - Τί ποτ'ἄν ἕπαθον ὑπ'αὐτῶν (Che cosa mai "avrei potuto subire" da loro?)

Particolarità: l'indicativo imperfetto senza ἄν può essere tradotto con il condizionale italiano, in espressioni impersonali che indicano convenienza e inopportunità, possibilità, necessità, come:
- εἰκός ἦν, προσῆκε: sarebbe - sarebbe stato conveniente
- προαιρετέον ἦν: sarebbe stato preferibile
- αἰσχρόν ἦν: sarebbe stato vergognoso

Le particelle Εἰ γάρ, εἴθε e ὡς in unione con un tempo storico dell'indicativo, esprimono un desiderio irrealizzabile. In particolare queste espressioni presentano l'imperfetto se il desiderio si riferisce al presente, e l'aoristo se il desiderio si riferisce al passato, come nel caso di utinam + congiuntivo imperfetto o piuccheperfetto nel latino; la particella per la negazione è μή.
- Εἰ γάρ τοσαύτην δύναμι εἶχον. Εἰ μή ἥμαρτες - Oh se io avessi una tale forza! Magari tu non avessi sbagliato!
- Εἰ γάρ ὤφελον, ὦ Κρίτων, οἶ οί τ'εἶναι οί πολλοί τά μέγιστα κακά ἐργάζεσθαι, ἴνα οἶοί τ'ἦσαν καί ἀγαθά τά μέγιστα - "Magari", Critone, che", i più "fossero capaci" di fare i mali più grandi, affinché fossero poi anche capaci dei più grandi beni.

Uso del congiuntivo
Riveste la funzione volitiva (esortativo, proibitivo) con la particella μή ed eventuale, segnata dalla particella ἄν o negativa ού. Il modo ha valore aspettuale e non temporale, sia indipendente che dipendente, il presente assume aspetto durativo di un'azione in via di svolgimento, l'aoristo il valore puntuale, mentre il perfetto quello resultativo. Nelle proposizioni principali si trova il congiuntivo esortativo e il proibitivo, usato sia al presente che in aoristo, il proibitivo usa l'aoristo preceduto dalla negazione μή. Il congiuntivo dubitativo deliberativo si trova nelle principali e nelle secondarie, esprime dubbio nel realizzare un'azione, si esprime con l'interrogativa, ed è espresso col presente o con l'aoristo. Nella forma negativa è preceduto da μή. Riveste funzione volitiva il congiuntivo "di timore" che è usato nelle principali, se preceduto da μή si teme che l'evento si verifichi; il congiuntivo può essere usato anche con valore finale accompagnato dalla particella ἄν oppure οὐ nella funzione di eventualità.
- Congiuntivo esortativo: viene solitamente usato nella I persona singolare, e rafforzato dalle particelle ἄγε, ἵθι, φέρε, δεῦρο, mentre per la negazione si usa μή - Esempio: Φέρε ἐκπύθωμαι (Orsù, che io m'informi)
- Congiuntivo dubitativo o deliberativo: s'incontra nella I singolare o plurale nelle proposizioni interrogative indirette; esprime condizione di dubbio o incertezza; nella negazione si usa μή. Esempio - Εἴπωμεν ἥ σιγῶμεν; (Dobbiamo parlare o rimanere in silenzio?)
- Congiuntivo proibitivo: i usa nella II e nella III persona singolare dell'aoristo, preceduto da un μή, e sostituisce la funzione dell'imperativo negativo. Esempio - Άλλά μή μ'ἀφῇς ἔρημον (Orsù, non mi lasciare solo).

Uso dell'ottativo
Ha espressione desiderativa, può esprimere la potenzialità accompagnato dalla particella ἄν, nelle proposizioni dipendenti di reggenti a tempo storico, compare frequentemente il cosiddetto "ottativo obliquo", che sostituisce gli altri modi finiti della subordinata, indicativo e congiuntivo, e per questo la sua negazione può essere οὐ oppure μή. Gli ottativi aoristi, presenti e perfetti hanno valore aspettuale, il futuro invece è usato solo come obliquo, ha il valore temporale, ma nelle proposizioni subordinate enunciative dichiarative e interrogative indirette, l'ottativo obliquo può anche avere valore temporale, e ovviamente aspettuale. Durante l'ellenismo l'ottativo scomparve, venne ripristinato in età imperiale col fenomeno dell'atticismo. Vien usato come desiderativo l'ottativo al presente e al futuro, se è usato con tempo storico, ciò riguarda il significato di un'azione desiderata che si è compiuta. In Omero l'ottativo desiderativo rende anche un desidero irrealizzabile, e può essere preceduto da particelle, soprattutto in attico, come εἰ γάρ, ὡς, αλλά. L'ottativo "potenziale" esprime la possibilità che una determinata azione si verifichi.
- Ottativo desiderativo: esprime un augurio di realizzazione dell'azione, frequentemente è preceduto da εἰ, ὡς, είθε, εἰ γάρ, nella negazione si usa μή. Esempio - Είθε κληρονομήσαιμι τῆς γυναικός (Oh se io potessi ereditare mia moglie!)

- Ottativo potenziale: è accompagnato da ἄν ed esprime la potenzialità dell'azione compiuta nel presente, benché si possa realizzare con vari tempi del verbo; la negazione dell'ottativo potenziale è οὐκ. Esempio - Κομίζοις ἄν σεαυτόν ᾖ θέλεις (Potresti andartene dove desideri)

- Ottativo obliquo: si usa al posto del congiuntivo, nelle forme di imperfetto, piuccheperfetto, aoristo e presente storico; solitamente si mostra nelle proposizioni finali, volitive, temporali, interrogative indirette, nelle relative, nelle dichiarative introdotte da ὅτι e ὡς. Esempio - Ή μήτηρ διηρώτα τόν Κῦρον πότερον βούλοιτο μένειν ἥ ἀπιέναι (La madre domandò a Ciro se egli voleva rimanere o andare via)

Uso dell'imperativo
Esso è un verbo usato per frasi di comando o esortazione, ha origine antica ed è vicina alla funzione del richiamo resa dal vocativo. L'imperativo è privo di caratteristiche modali dal punto di vista morfologico, si trova in dialoghi e discorsi diretti; in origine possedeva solo la II persona singolare e plurale, in seguito venne usata anche la III persona singolare e plurale per rivolgere un comando a persone assenti o per rendere una forma indiretta dell'ordine. Raramente è usato il perfetto o l'aoristo per un'azione già considerata conclusa nel passato.
Uso dell'infinito
Riguarda le proposizioni infinitive e quelle dipendenti e indipendenti. Può avere la funzione nominale o verbale; come forma sostantivata, l'infinito esprime il concetto astratto dell'azione vista nella sua assolutezza, e per questo può anche essere preceduto dall'articolo. Poiché l'infinito è indeclinabile, acquisisce varie valenze logiche in base ai casi espressi dall'articolo, e può essere preceduto da qualsiasi preposizione greca; può reggere in quanto verbo un complemento al pari dei modi finiti (come: "dire la verità"), è composto da diatesi attiva e media, se accompagnato dalla particella άν rende l'idea della potenzialità o dell'irrealtà del periodo ipotetico. Nel futuro l'infinito assume un valore temporale, negli altri infiniti rimangono i valori aspettuali. L'infinito "sostantivato" può essere preceduto dall'articolo, e può essere declinato normalmente, il suo soggetto e il suo predicato se espressi e diversi da quello della reggente, si trovano all'accusativo; se il soggetto è identico, esso non compare nell'infinito, ma i suoi attributi sono al nominativo. In funzione di soggetto, l'infinito è accompagnato da sostantivi astratti indicanti l'opportunità o il dovere (bisogna, conviene); al genitivo riveste tutti valori propri di questo caso, preceduto da preposizioni, può avere valore finale, temporale, causale, concessivo, al dativo ha valore strumentale, all'accusativo ha valore di oggetto, dipendente da verbi indicanti la volontà e desiderio. L'infinito può avere anche valore esclamativo, iussivo (funzione di comando), desiderativo, di relazione e determinativo, qualificato qui da aggettivi, sostantivi.
- Infinito nelle proposizioni soggettive e oggettive: la costruzione con l'accusativo è usata in funzione di soggetto, quando si hanno frasi con verbi impersonali come συμβαίνει (accade che), πάρεστι - ἐνδέχεται (è possibile che), ἀνάγκη ἐστίν (è necessario che); e quando è accompagnato da sostantivi o aggettivi neutri sostantivati, uniti al verbo εἰμί; esempio: λόγος ἐστίν (è fama che, è detto che). Esempio per la funzione soggettiva: Άνάγκη ἐστί ἡμᾶς τῇ Κύρου φιλίᾳ χρῆσθαι (è necessario che noi restiamo fedeli a Ciro).

Esempio per i sostantivi o aggettivi neutri sostantivati + ἐστίν: Καλόν ἐστι ἀγαθούς φαίνεσθαι (è bello apparire valorosi)
- Infinito in funzione di oggetto: si costruisce con il verbo + l'accusativo con i verbi del dire - dichiarare - pensare sia per indicare un'affermazione che una negazione (λέγω, φημί, ἀγγέλλω, ἀρνέομαι, νομίζω); ma anche con i verbi di volontà - desiderio - comando (βούλομαι, δέομαι, ἐπιθυμέω, συμβουλεύω).

- - Esempio per i verbi dichiarativi: Ήρόδοτός φησιν ἐλθεῖν Έλένην εἰς Αἵγυπτον: Erodoto afferma che Elena si sia recata in Egitto
  - Esempio per i verbi di volontà e comando: Τισσαφέρνης ἐβούλετο τάς Ίωικας πόλεις ἁπάσς ἐαυτῷ ὑπηκόους εἶναι - Tissaferne voleva che tutte quante le città della Ionia fossero sottomesse a lui.

In dipendenza da verbi di percezione, la proposizione oggettiva è resa con l'accusativo + participio predicativo, anziché con l'accusativo + infinito.
- Soggetto nelle infinitive: se il soggetto di una infinitiva è il medesimo della sovraordinata, viene taciuto e l'eventuale predicato va in nominativo: Νομίζει ἀνήρ ἀγαθός εἶναι (egli pensa di essere un uomo buono). Se il soggetto di una infinitiva è diverso da quello della sovraordinata, viene espresso in accusativo come gli eventuali predicati: Νομίζει σε ἀνήρ ἀγαθός εἶναι (egli pensa che tu sia un uomo buono).
Quando il soggetto dell'infinitiva è uguale a un complemento della sovraordinata, può essere attratto nel caso di quel complemento, oppure va in accusativo: Πρσήκει ὑμῖν / ὑμᾶς ἀγαθοῖς / ἀγαθούς εἶναι (si traduce "vi conviene essere uomini coraggiosi"). Se si ha un'infinitiva con soggetto indeterminato, gli elementi concordati vanno in accusativo: Άισχρόν ἐστι φεύγοντας σώζεσθαι (è vergognoso che ci si salvi fuggendo)

- Costruzioni personali dell'infinito: si ha la costruzione con il nominativo:
  - con aggettivi uniti a εἰμί e γίγνομαι quali δίκαιος, φανερός - Δίκαιος εἶ βοηθεῖν αὐτῷ (è giusto che tu corra in suo aiuto)
  - con verbi che significano "sembrare - apparire" (δοκέω, φαίνομαι, ἔοικα), esempio Δοκεῖ αὐτῷ σκηπτός πασχεῖν εἰς τήν πατρῳαν οἰκίαν (gli sembra che un fulmine si abbatta sulla casa paterna - In questo caso naturalmente l'infinito concorda nel tempo con il verbo principale.
  - con i verbi di "dire - dichiarare pensare" usati al passivo: ἤγγελται ἡ μάχη πάνυ ἰσχυρά γεγονέναι (è stato annunciato che la battaglia è stata molto accanita).

- - con espressioni tipiche dell'oratoria attica τοσούτου δέώ "tanto manca che io", πολλοῦ δέω "molto manca che io"

- Usi particolari dell'infinito: in dipendenza da verbi che significano "far sì che - dare - affidare - permettere che" (ποιέω, δίδωμι) si ha l'infinito "volitivo", il cui valore oscilla tra il consecutivo e il finale: Ταύτην τήν χώραν ἐπέτρεψε Κῦρος διαρπάσαι τοῖς Ἕλλησι (Ciro lasciò ai Greci questa regione da saccheggiare)
  - In dipendenza da sostantivi e aggettivi si ha l'infinito limitativo, che completa e limita il significato del verbo reggente: δεινός λέγειν (abile nel parlare), ἄξιος τιμᾶν (degno di essere rispettato).
- Infinito esclamativo: si esprime un sentimento con vivacità dal referente, il soggetto spesso è all'accusativo: Έμέ παθεῖν τάδε (Che io debba patire queste cose!)

Uso del participio
Esso "partecipa" delle proprietà del nome e del verbo, è declinabile in genere, numero e caso come un aggettivo, usando l'infisso εντ - οντ - υντ - αντ; può reggere casi, esprimere tempo e diatesi come un verbo. Può unirsi a un altro verbo senza impiego di congiunzioni, completando la frase con formazioni essenziali o accessorie. Del participio sono le categorie del "nominale" o sostantivato, preceduto dall'articolo, quello col valore verbale (appositivo), il circostanziale avverbiale e il participio predicativo. Il participio appositivo che non è mai preceduto dall'articolo, funge da apposizione di un sostantivo e si distingue ulteriormente in participio congiunto e assoluto. La funzione nominale avviene quando esso non è accompagnato da sostantivi, ed è preceduto dall'articolo, mantiene il suo valore verbale perché regge i casi voluti dal verbo che lo ha generato. Il participio dato che è un aggettivo, può essere anche "attributivo", se si riferisce a un sostantivo con cui concorda in genere, caso e numero, determinandone una qualità o una condizione permanente, che lo distingue da altri sostantivi. Il participio è di solito in posizione attributiva, preceduto dall'articolo e seguito dal sostantivo. in italiano si può rendere con una proposizione relativa. La funzione verbale del participio riguarda l'esprimere un'azione, un avvenimento in relazione al verbo reggente, può far parte della proposizione come predicativo del soggetto o del complemento, oppure ne è staccato come una proposizione secondaria, preceduto da ώς. Il participio appositivo circostanziale avverbiale attribuisce al sostantivo cui si unisce, una qualità secondaria o accessoria. Si distinguono due usi, il congiunto e l'assoluto: il primo è concordato in genere, caso e numero con un termine della proposizione, e svolge la funzione di una subordinata circostanziale, che può avere valore temporale causale, concessivo, avversativo, e in italiano si rende con un gerundio o una proposizione subordinata esplicita o una relativa; il participio assoluto si esprime col "genitivo assoluto", e concorda in caso, genere e numero (appunto il genitivo) col sostantivo, e può tradursi sempre al gerundio o con una proposizione. Il participio temporale può tradursi con un gerundio o una proposizione, il participio strumentale o di circostanza esprime un legame col verbo reggente, con un valore che non si può sempre tradurre al gerundio. Il congiunto causale può essere preceduto da ώς, esprime anche intenzione, o apparenza opposta alla realtà, cioè causa addotta come pretesto, e viene reso in italiano con "come se"; il participio con causa oggettiva invece è preceduto in greco dalle congiunzioni άτε όιον ώστε. Il congiunto concessivo è spesso preannunciato da μέντοι o accompagnato da congiunzioni, ha affinità con l'avversativo. Il participi congiunto ipotetico o suppositivo di frequente rende la protasi di un periodo ipotetico; infine il participio ha valore finale quando esprime l'intenzione di compiere un'azione, è preceduto da ώς quando ha valore soggettivo, a volte corrisponde alla causale soggettiva o alla comparativa ipotetica del futuro ("non siamo giunti con l'intenzione di far guerra al re").
Il participio è anche predicativo, del soggetto, dell'oggetto. Per il primo caso si accompagna a verbi che esprimono un modo di essere, in italiano lo si può rendere come un verbo reggente, per altri la resa è data con avverbi e locuzioni avverbiali. I verbi possono essere anche di evidenza o apparenza, esso è retto anche da verbi o costrutti di percezione intellettiva. Il predicativo dell'oggetto invece si trova nelle categoria dei verbi d'affetto, dei dichiarativi, dei verba impediendi et recusandi e in quelli di percezione; il predicativo è retto dai reggenti, sono espressi in forma passiva; per l'espressione "sono consapevole di" può presentare il participio predicativo al nominativo o concordato col dativo del pronome riflessivo; per i verba dicendi et declarandi è di rilievo la costruzione tra la principale e l'infinitiva. Infine, il participio con la particella άν può avere valore modale, acquista la funzione dell'ottativo potenziale o dell'indicativo irreale.
Formazione:
- Participio attributivo: svolge la funzione di aggettivo rispetto a un sostantivo, per cui è anteposto, ma viene preceduto dall'articolo: αἱ πόλεις αἱ δημοκρατούμεναι (le città democratiche - le città che sono democratiche). Questo participio si può rendere con un aggettivo, con un participio o con una relativa.

- Participio appositivo: detto anche avverbiale, precisa una circostanza in aggiunta a quanto detto nella proposizione sovraordinata; può concordare sintatticamente col soggetto o un complemento nella reggente, in tal caso è un participio congiunto, oppure essere sintatticamente autonomo o avere un collegamento logico con la principale, per questo si dice participio assoluto, distinto nei vari casi.

- Participio congiunto: non è mai preceduto dall'articolo, è strettamente collegato col termine della principale; solo se si riferisce al soggetto della proposizione principale, può essere reso con un gerundio in italiano. Equivale alle seguenti proposizioni:
  - temporale: il participio è spesso accompagnato da avverbi di tempo come ἅμα, εὐθύς, μεταξύ - Τῶν τοῦ ὑπάτου ἐπῶν ἀκουσαντες οἱ πολῖται ἀπῆλθον (Quando ebbero ascoltato le parole del console, i cittadini si allontanarono).

- - causale: se il participio è preceduto da ὡς indica una causa soggettiva, che può essere messa in evidenza da espressioni come "pensando che - col pretesto di", se invece è preceduto da ἄτε, οἶον, esprime la causa oggettiva: Ό στρατηγός διήρπαζε τήν χώραν ἄτε πολεμίαν οὖσαν (Il generale saccheggiava la regione perché era nemica)

- concessiva: si usa il participio normale concordato col soggetto + avverbi e preposizioni della proposizione concessiva, come οὐκ

- ipotetica: si usa il participio che concorda con il soggetto + εἰ del periodo ipotetico

- - finale: il participio concorda col soggetto della principale, e ha valore finale.

- - strumentale: concorda col soggetto, nel caso, genere e numero, se si tratta di un neutro, come τί, si concorda nel neutro e nel caso relativo e numero.

- Participio assoluto: è a parte nella frase, e non ha collegamenti sintattici con la proposizione principale, per questo come l'ablativo assoluto del latino, è detto "sciolto", a parte: si caratterizza nel genitivo, accusativo e nominativo assoluto.
  - Genitivo assoluto: nel costrutto il soggetto e predicato sono posti in caso genitivo, e non sono per forza collegati l'uno all'altro nella struttura sintattica, e concordano in numero: il soggetto può essere un sostantivo, un aggettivo o un pronome, il predicato è sempre un participio, tale participio non viene mai preceduto da articolo, ma solo il sostantivo. Si può rendere in italiano in varie maniere, con valore causale, temporale, oppure usando il participio passato se l'azione riguarda il passato, oppure per il presente o il futuro, il gerundio. Δηιοσουμένης τῆς χώρας, οἱ πολίται ἐπί τούς πολεμίους ἐπορεύοντο (Poiché il territorio era saccheggiato, i cittadini marciarono contro i nemici).
Se il genitivo assoluto ha due participi, quello preceduto dall'articolo ha valore sostantivato.

- - Accusativo assoluto: costruito da un solo participio, nel caso accusativo, sostanzialmente riguarda il genere neutro, e ha come soggetto un infinito, e viene reso come proposizione concessiva, ma si possono rendere anche al gerundio: Κατακείμεθα, ὥσπερ ἐξόν ἡσυχίαν (Siamo incerti, come se fosse lecito il fatto di starsene tranquilli). I verbi degli accusativi assoluti sono di frequente: ἐξόν (essendo lecito), παρόν (pur essendo possibile che), δεόν (essendo necessario), δόξαν o δεδογμένον (essendo deciso - essendo stato deciso).

- - Nominativo assoluto: è un costrutto in cui il soggetto e il participio sono posti al caso nominativo, ma non hanno un collegamento sintattico con la principale che ha un soggetto a parte, come per il genitivo assoluto. Άποβλέψας πρός τόν στόλον ἔδοξέ μοι πάγκαλος (Quando io guardai verso l'esercito, mi sembrò bellissimo).

- Participio predicativo: detto anche complementare, completa un verbo che da solo non ha un significato compiuto, può avere valore di complemento predicativo del soggetto se si riferisce al soggetto della principale, o di predicativo dell'oggetto o di altri complementi della principale. Si forma con particolari verbi divisi nelle categorie di:
- modo di essere: τυγκάνω, λαγκάνω, λανθάνω, φθάνω, φαίνομαι: Οἱ Άθηναῖοι φθάνουσι τούς Πέρσας ἐπί τήν γέφυραν ἀφικνούμενοι (Gli Ateniesi arrivarono al ponte prima dei Persiani).

- verbi di "iniziare - continuare - smettere - finire": ἄρχομαι, διάγω, διατελέω, λήγω

- - verbi di sentimento e stati d'animo: αἰσχύνομαι, χαίρω, χαλεπῶς φέρω

- - percezioni e sensazioni: γιγνώσκω, μέμνημαι, ἀκούω

- - modo di agire - condizione di superiorità o inferiorità: ἀδικέω, κακῶς ποιέω, κρατέω, νικάω.

Il participio predicativo ha alcune espressioni personali, costituite dal verbo εἰμί + aggettivo, anteposto o anche posposto, che in italiano si rendono in forma impersonale (è chiaro che io - era evidente che - è giusto che...)

### Uso di ἄν
La particella ἄν svolge la funzione logica simile al condizionale italiano, serve a indicare un'azione potenziale nelle proposizioni secondarie o subordinate: ciò che può o doveva verificarsi, oppure un'azione irreale, che si verificherebbe nel presente, oppure si sarebbe verificata nel passato in presenza di una condizione irrealizzabile:
- Con l'ottativo: si usa il tempo presente o aoristo, si esprime l'azione potenziale nel presente: in italiano si traduce con il condizionale presente, o con una perifrasi formata dal verbo "potrebbe" al presente o all'infinito, per tradurre l'ottativo greco. L'uso del presente o dell'aoristo non comporta infatti una differenza di tempo, bensì di aspetto. Esempio con il tempo presente storico: ἵσως λέγοι τις ἄν (forse qualcuno direbbe) - col tempo aoristo: ἵσως εἴποι τις ἄν (sempre si traduce "forse qualcuno direbbe - continuerebbe a dire")

- Con l'indicativo dei tempi storici: la particella esprime un'azione irreale[13], oppure azione potenziale nel passato. Nel primo caso la proposizione equivale all'apodosi di un periodo ipotetico del 4º tipo dell'irrealtà, con protasi sottintesa. In italiano si traduce al condizionale passato, o con perifrasi formata dal condizionale passato del verbo "potere" e l'infinito del verbo che in greco è all'indicativo.
  - Οὑδ'ἄν αὑτός ἥθελον ἐν τοσαύτῃ τε ἀγρυπνίᾳ καί λύπῃ εἶναι: Nemmeno io /sottinteso "se fossi al tuo posto"/ vorrei trovarmi in una tale condizione di dolorosa veglia.
  - Εὑθύς ἄν συνεβοήθησαν αὑτοῖς. Τί ποτ'ἄν ἔπᾰθον ὑπ'αὑτῶν; - Subito sarebbero accorsi in loro aiuto. Che cosa io avrei potuto subire da loro?

- Con il congiuntivo: la particella ἄν + un tempo del congiuntivo, introdotto dalle congiunzioni subordinanti, pronomi o avverbi relativi, conferisce all'azione il valore dell'eventualità:
  - ὅστις ἄν ταῦτα λέγῃ ἁμαρτήσεται: Chiunque dica ciò, sbaglierà.

- Con i nomi verbali: la particella in unione all'infinito o al participio, equivale in forma implicita ad ἄν + ottativo, e ad ἄν + indicativo di tempo storico, e rispettivamente esprime la potenzialità nel presente nel primo caso, nel secondo l'irrealtà:
  - Λέγω σε ἄν ἁμαρτάνειν - Dico che tu sbaglieresti.
  - Εὖ ἵσμεν οὐδένα ἄν τοῦτο οἰόμενον - Sappiamo bene che nessuno lo avrebbe creduto.

- Infinito e participio con ἄν: nelle proposizioni dipendenti espresso col participio o l'infinito, ἄν conferisce all'enunciato il valore della potenzialità o dell'irrealtà, come accade nelle indipendenti, quando la medesima particella è unita all'ottativo o all'indicativo dei tempi storici:
  - Φίλιππος, Ποτίδαιαν δυνηθείς ἄν αὐτός ἔχειν, Όλυνθίοις ἀπέδωκεν (Filippo, che pure avrebbe potuto tenere per sé Potidea, la restituì agli abitanti di Olinto)
  - Οὐκ ἄν μοι δοκεῖ τό τοιοῦτο συμβῆναι (Non mi pare che sarebbe potuta accadere una tal cosa)

### Uso di ὡς
Ha molteplici usi nelle proposizioni: può essere innanzitutto un avverbio, poi può essere una congiunzione e preposizione:
- Con modi finiti, in unione a un modo finito, ὡς ha i valori di congiunzione subordinante
  - dichiarativo = ὅτι (che)
  - causale = διότι (poiché)
  - temporale = ὅτε (quando)
  - comparativo = ώσπερ (come)
  - consecutivo = ὥστε (cosicché - si usa che per le completive e le finali)
  - finale = ἵνα (affinché)

ὡς + ottativo esprime il desiderio realizzabile, e viene usato nelle esclamative.
- Con participio: con quello presente, aoristo e perfetto, può avere il valore:
  - Causale soggettivo. Esempio: Οἱ Λακεδαιμόνιοι καλῶς ἐδέξαντο τόν Βρασίδαν ὡς ἐλευθεροῦντα τήν Ήλλάδα (Gli Spartani accolsero Brasida in modo trionfale, poiché - per loro - era il liberatore della Grecia

- - Comparativo ipotetico - esempio: Οἱ στρατιῶται σιγῇ ἐδειπνοῦντο, ώσπερ τοῦτο ἐπιτεταγμένον αὑτοῖς (I soldati pranzavano in silenzio, come se ciò fosse stato loro ordinato).

- - Valore finale, ὡς + participio futuro: Οἱ Λακεδαιμόνιοι εἰς Θερμοπύλας πρός τούς Πέρσας ἀπήντων, ὡς κωλύσοντες αὑτούς περαιτέρω προελθεῖν (Alle Termopili gli Spartani si scontrarono con i Persiani, per impedire che essi procedessero più oltre)

- Con infinito: ὡς traduce le proposizioni implicite e limitative; in alcuni casi l'infinito può essere sottinteso: ὡς μικρόν μεγάλῷ εἰκάσαι ("per paragonare le cose piccole alle grandi")

- Con le preposizioni: alcune forme ellittiche costruite da ὡς + preposizione, esprimono intenzionalità: ὡς εἰς + accusativo si traduce "con l'intenzione di andare a" oppure "con il proposito di muovere contro", mentre ὡς ἐπί + dativo si rende "come in vista di", e ὡς ἐπί + genitivo "come pensando di sostituire". Un esempio: ὡς εἰς μάχην παρασευάσαντο (Si prepararono come per venire in battaglia).

- Usi particolari: ὡς, nel periodo, usato senza io verbo, può avere le funzioni:
  - Sostituire la preposizione εἰς davanti a nomi di persona
  - Dare il valore approssimativo ai numerali
  - Stemperare l'arditezza di una metafora, e per questo si unisce a τις, e si rende in italiano "per così dire".
  - Quando ὡς si trova nella forma accentata ὥς, si tratta di un avverbio che vuol dire "così".

### Le proposizioni nella frase
- Indipendenti: possono avere tutti i modi verbali, il più frequente è l'indicativo. La nominale più frequente è quella in cui è omesso il verbo essere alla III persona singolare dell'indicativo presente o imperfetto, esso è sottinteso quando ha valore di copula in frasi proverbiali, con aggettivi e sostantivi neutri

- Interrogative: sono enunciative, esprimendo un fatto, o esprimere una volontà (per questo dette volitive), oppure porre una domanda (interrogative dirette). Alcune interrogative dette "retoriche" hanno un valore apparente, perché per dare enfasi ed evidenza al concetto e al discorso, presentano una forma di domanda su ciò di cui si conosce già la risposta; le retoriche equivalgono a un enunciato affermativo o negativo. Si classificano in:

- - Dirette: usano l'indicativo, ma anche il congiuntivo o l'ottativo potenziale, cui si uniscono le particelle interrogative, se si pongono domande in modo che la risposta sia implicita, si hanno le "interrogative retoriche" che nascono da uno stato d'animo di sdegno, stupore, ironia, frequenti soprattutto nelle opere di Demostene, di Eschine e di Andocide, ma anche in Platone e Aristotele.

Si suddividono in:
- - Dirette semplici: possono essere introdotte da aggettivi e pronomi interrogativi come τίς, τί (chi? che cosa?), o ποῖος, α, ον (di quale natura?), πότερος, α, ον (quale dei due?); si usano anche avverbi interrogativi come πῶς (come?), πόσος, η, ον (quanto grande?), πόθεν (da dove?)
  - Disgiuntive: nella domanda si pone un'alternativa tra due o più possibilità di risposta (sarà così o in quest'altro modo?), e si usa la particella ἥ
  - Retoriche: sono introdotte dalle particelle οὐ, οὐκ, ἧ γάρ, μή, μῶν (queste ultime due per una interrogativa con valore di negazione)

- - Indirette: nella forma semplice sono introdotte dalla congiunzione εἰ (se) oppure da pronomi e aggettivi-avverbi interrogativi delle interrogative dirette; al posto di ποῖος o πότερος si trovano i correlativi indiretti ὁποῖος (di quale specie). I modi e i tempi dell'interrogativa indiretta sono gli stessi che si avrebbero, se la domanda fosse in modo diretto; se nella reggente c'è un tempo storico, si può avere l'ottativo obliquo al posto dell'indicativo e del congiuntivo dubitativo. Nelle interrogative indirette, il pronome τίς è spesso sostituito con ὅστις, ἥτις, ὅτι, e c'è la tendenza a utilizzare il pronome relativo al posto dell'interrogativo, sicché le indirette spesso non sono vere e proprie domande, perché spesso e volentieri manca il segno; del punto interrogativo - es: Οὐδεις ἀγνοεῖ ὅντινα πρότον ὁ Σωκράτης ἐβίου (Nessuno ignora in che modo vivesse Socrate).
Le indirette disgiuntive si formano con le stesse particelle delle dirette disgiuntive, nel caso di negazione, si usa ἥ μή (o no)

- Subordinate completive: esprimono un concetto che rappresenta un'integrazione necessaria della proposizione reggente, si presentano sia in modo esplicito che implicito. Si ricordano le dichiarative esplicite-implicite, rette dai verba dicendi, sentiendi, putandi, declarandi, da forme impersonali, da un aggettivo neutro o da un sostantivo, accompagnati dal verbo essere. Le esplicite sono introdotte da congiunzioni quali ότι διότι ώς, presentano l'indicativo presente o dei tempi storici, per indicare l'irrealtà l'ottativo potenziale. Le implicite invece mostrano l'infinito, solitamente il soggetto è sottinteso, se il soggetto è diverso da quello della reggente, allora sarà un accusativo. Dai verbi che esprimono percezione, la forma è implicita e viene usato il participio predicativo. Anche le proposizioni volitive e iussivo si costruiscono con l'accusativo e l'infinito.

- Proposizioni completive: quelle rette dai verba sperandi, iurandi, minandi hanno l'infinito al futuro, ma anche presente o aoristo; le volitive ed esortative rette dai verba timendi sono introdotte da μή e presentano il congiuntivo o l'ottativo obliquo in dipendenza da tempi storici. Raramente si cinontrano l'indicativo presente, perfetto, aoristo. Le "completive volitive" rette dai verba impediendi e recusandi presentano il modo infinito e sono introdotte da μή, la costruzione è molto simile alle volitive rette dai verba timendi. Le completive "finali-volitive" sono rette dai verca curandi, sono introdotte da όπος, col congiuntivo oppure l'ottativo obliquo dipendente da tempi storici; in forma implicita possono avere l'accusativo o l'infinito. Infine le proposizioni rette dai verba affectuum possono presentarsi esplicite introdotte da ώς oppure ότι con l'indicativo o l'ottativo obliquo in dipendenza da tempi storici, oppure sono implicite con l'accusativo e l'infinito, o col participio predicativo.
  - Completive volitive: se implicite si formano con l'accusativo + infinito, se in forma esplicita si realizzano con congiunzioni subordinanti e modi finiti; dipendono dai verbi di convenienza, dovere, necessità, poi verbi di volontà, esortazione, preghiera, ordine, impedimento, dai verba timendi - curandi - cavendi.

- - Verbi di convenienza: di norma sono espressioni impersonali, coniugate alla III persona singolare: δεῖ (conviene), χρή (è necessario che), ἀνάγκη ἐστί (è giusto che) + infinito; il loro valore è quello di una proposizione soggettiva enunciativa.

- - Verba voluntatis: la completiva volitiva si costruisce con questi verbi di volontà come βούομαι, παραινέω, δέομαι, συμβουλεύω, δίδωμι + infinito, oppure con l'accusativo dopo il verbo all'indicativo + infinito.

- - Verba impediendi: i verbi dell'impedimento, come ἀπαγορεύω, ἐμποδίζω, ἐμποδών γίγνομαι; quando la proposizione reggente è affermativa, per la completiva si usa la negazione μή + infinito, e quando è negativa si usa μή οὐ + infinito.

- - Verba timendi: i verbi di timore come δείδω, φοβέομαι, προμηθέομαι, e si costruiscono con proposizione introdotte da μή se si teme che accada qualcosa di non voluto, o da μή οὐ se si teme che non accada qualcosa di voluto. I modi utilizzati in dipendenza da verbi di timore sono il congiuntivo che è in dipendenza da tempi principali e storici, poi l'ottativo in dipendenza solo da tempi storici, e indicativo futuro quando è introdotto da ὅπως e ὅπως μή

- - Verba curandi: verbi del prendersi cura, del preoccuparsi di, di adoperarsi per qualcosa o qualcuno: ἐπιμελέομαι, φροντίζω, σκοπέω, σπουδάζω. Questi verbi per la costruzione, sono accompagnati da preposto ὅπως seguiti dall'indicativo futuro o dal congiuntivo, oppure con l'ottativo in presenza di tempi storici.

- Proposizioni avverbiali o circostanziali: contengono un'integrazione non indispensabile della reggente, possono distinguersi in finali, consecutive, temporali, causali, condizionali, comparative. Le proposizioni finali possono essere introdotte da ίνα, ώς, presentano il congiuntivo in dipendenza di tempi storici, ma può essere usato anche l'ottativo obliquo; con la negazione μή si può presentare una semplice congiunzione subordinante. La finale si può esprimere anche in "modo implicito" con l'infinito dipendente da un verbo in movimento, retto anche da preposizioni come είς e πρός. In italiano solitamente si usa per la finale il participio futuro, oppure anche una sfumatura soggettiva con ώς. Le proposizioni consecutive sono introdotte da ὥστε, presentano l'infinito quando esprimono una conseguenza vista come possibile o come di ambito generale a prescindere dalla singola realizzazione, e l'indicativo per una conseguenza vista come reale e legata al singolo avvenimento. Nel primo caso la negazione è μή, nell'altro όυ. Nelle implicite il soggetto se diverso da quello della reggente, è espresso in accusativo. Le proposizioni temporali sono espresso in forma esplicita con l'indicativo, possono presentare l'ottativo obliquo in dipendenza da tempo storico, ma anche con un congiuntivo eventuale accompagnato da particella άν; le "eventuali" hanno la particella όταν.

- - Finali esplicite: sono introdotte dalle congiunzioni ἵνα, ὡς, ὅπως, nel caso di negazione accompagnate da μή + il tempo del congiuntivo quando si è in dipendenza dai tempi principali, o storici; dell'ottativo in dipendenza solo di tempi storici. Le completive dei verba curandi sono rese come le finali, con ὅπως + indicativo futuro. Le relative improprie con valore finale sono rese con il pronome relativo + indicativo futuro.

- - Finali implicite: si rendono con il participio futuro, e raramente al presente, in tal caso il verbo è preceduto da ὡς; poi con l'infinito semplice in dipendenza dai verbi come δίδωμι, παρέχω, πέμπω. Raramente si usa il genitivo dell'infinito sostantivato in funzione finale, scrivendo nel periodo il soggetto al genitivo + infinito + complemento. L'infinito sostantivato è preceduto dalle preposizioni ὑπέρ, ἕνεκα τοῦ.

- Proposizioni temporali: esprimono la "contemporaneità", le principali congiunzioni sono le particelle έν e ω accento circonflesso e iota sottoscritto, poi ἡνίκα, ώς; l'anteriorità, con le principali congiunzioni "di tempo" ἐπεί, ώς, τάχιστα, ὅτε ἐν ῷ, μέχρι, πρίν; la "posteriorità" con le congiunzioni πρίν e πρότερον. Le "temporali implicite" sono espresse con participio congiunto, con genitivo o con accusativo assoluti, o con infinito sostantivato, che può essere accompagnato dalle preposizioni εν o άμα.
  - Temporali esplicite: sono introdotte dalle tipiche congiunzioni "di tempo". Quando hanno un rapporto di contemporaneità o posteriorità con la principale, esse sono espresse con l'indicativo (nel caso di negazione con οὐ anteposto) per indicare circostanze reali; con il congiuntivo + ἄν[14], oppure l'ottativo obliquo in dipendenza di tempo storico, per indicare circostanze eventuali, quando si usa la negazione si inserisce μή. La particella πρίν (prima che) si trova nelle temporali che si costruiscono con l'infinito se la sovraordinata è affermativa, poi con l'indicativo se la sovraordinata è negativa, e se si vuole indicare un fatto realmente accaduto; o il congiuntivo + ἄν, oppure l'ottativo in presenza di tempo storico, se la sovraordinata + negativa, e se si vuole indicare un fatto eventuale o ripetuto.

- - Temporali implicite: si possono esprimere col participio congiunto, dal participio assoluto (solitamente si preferisce il genitivo assoluto), o da preposizioni con l'infinito sostantivato, che esprimono in base a specifiche particelle la contemporaneità (ἐν τῷ) e l'anteriorità (μετά τό), e la posteriorità (πρό τοῦ) rispetto alla proposizione principale. Se il soggetto dell'infinito è diverso da quello della principale, si pone in accusativo.

- Proposizioni causali: sono espresse in modo esplicito e implicito; nel primo caso con l'indicativo, e introdotte da varie congiunzioni, nelle forme implicite sono espresse col participio congiunto o assoluto, o con l'infinito sostantivato accompagnato da opportuna proposizione.

- Proposizioni ipotetiche o condizionali: sono introdotte dalla congiunzione εἰ, si possono presentare in quattro tipi, come "reali - eventuali - possibili - irreali"; vale a dire la spiegazione della costruzione del periodo ipotetico greco. Il periodo si compone della proposizione reggente (l'apodosi) e la subordinata ipotetica ossia la protasi (così chiamata perché viene anteposta alla reggente), introdotta dalle particelle specifiche. Il periodo esprime la realtà o l'obiettività quando ha la congiunzione εἰ in relazione all'indicativo di qualsiasi tempo, soprattutto nell'apodosi. Il secondo valore dell'eventualità presenta un congiuntivo eventuale accompagnato dalla particella ἄν, e contraendosi con la congiunzione, può dare la resa di εάν; nell'apodosi si ha l'uso indicativo, ma si può usare anche un ottativo obliquo con valore iterativo. La terza resa della possibilità presenta congiunzione εἰ accompagnata dall'ottativo, mentre nell'irrealtà la congiunzione è accompagnata all'indicativo dei tempi storici, i tempi storici della protasi possono indicare un'ipotesi irreale, sia nel presente che nel passato e usano vari tempi greci. Il periodo ipotetico greco può essere indipendente o dipendente, se quest'ultimo dipende da un'altra proposizione: la protasi rimane alterata, oppure mantiene l'ottativo obliquo in presenza di tempi storici; le proposizioni della possibilità e dell'irrealtà rimangono sempre inalterate.

- - Periodo ipotetico dell'oggettività o realtà (I tipo): la protasi introdotta dalla particella εἰ (nella negazione si aggiunge μή) ammette tutti i tempi dell'indicativo, l'apodosi può avere l'indicativo, il congiuntivo esortativo, l'ottativo potenziale, l'imperativo o un aggettivo verbale in -τεός.

- - Periodo ipotetico dell'eventualità (II tipo): esprime l'eventualità nella protasi, e la realtà nell'apodosi: se l'eventualità riguarda un'azione da compiersi in futuro, sarà introdotta da ἐάν + congiuntivo presente o aoristo per i tempi storici, mentre l'apodosi ha l'indicativo futuro, oppure un imperativo presente. Se l'eventualità riguarda l'azione passata, la protasi è introdotta da ἐι + ottativo presente o aoristo, l'apodosi ha l'indicativo di un tempo storico (solitamente si preferisce l'imperfetto); si esprime l'azione iterata.

- - Periodo ipotetico della possibilità (III tipo): l'azione della protasi è data come possibile, così pure la sua conseguenza, e si rende con ἐι + ottativo, mentre l'apodosi ha l'ottativo + ἄν; per la negazione si usa la particella οὐ.

- - Periodo ipotetico dell'irrealtà (IV tipo): l'ipotesi dell'azione si presenta come irreale rispetto a un fatto vero, sia presente che passato: la protasi è introdotta da ἐι + indicativo di un tempo storico, e così sarà pure l'apodosi con l'accompagnamento della particella ἄν, che come negazione οὐ.

- Proposizioni comparative: sono introdotte dalle specifiche congiunzioni ώς, ώσπερ oppure καθάπερ, e si accompagnano ai comparativi greci di maggioranza o minoranza, introdotti dalla congiunzione ή, preceduta dalla reggente. Per indicare la realtà si usa l'ottativo, per le altre possibilità l'ottativo o il congiuntivo. Il superlativo può essere rafforzato dal "dativo di misura", cioè si declina al dativo, mentre per indicare lo stato raggiunto di massimo grado possibile di una qualità il superlativo viene rafforzato da ὡς, oppure ὡς τάχιστα.

- - Comparative classiche. esprimono una circostanza che viene paragonata dal punto di vista della qualità o di quantità a quanto enunciato dalla proposizione reggente, e si dividono in comparative di maggioranza (μᾶλλον oppure πλεῖον + comparativo + ἥ a esprimere "più... che"), minoranza (μεῖον + comparativo + ἥ "meno...che"), uguaglianza (οὕτως, ὥσπερ, ὡς, καθάπερ, τοῖος "così, come, tale e quale") introdotte dai relativi comparativi. Per le proposizioni indipendenti si usano l'indicativo (per la realtà), il congiuntivo + ἄν o l'ottativo obliquo (per l'eventualità), l'ottativo + ἄν (potenzialità nel presente) e l'indicativo di un tempo storico + ἄν per esprimere l'irrealtà nel presente, o la potenzialità nel passato.

- - Comparative ipotetiche: si paragonano circostanze immaginarie con quelle reali, sono introdotte da ὥσπερ oppure ἄν ἐι (come se) + ottativo se ci si trova in un periodo ipotetico della possibilità, o l'indicativo di un tempo storico se ci si trova in un periodo ipotetico dell'irrealtà.

- - Comparative implicite: si esprimono con il participio congiunto o con l'assoluto preceduti da ὡς, oppure con ἀντί + infinito sostantivato. Quando sono espresso con il participio, hanno valore comparativo ipotetico.

- - Proposizioni consecutive: esprimono la conseguenza di ciò che è enunciato nella reggente, e sono anticipate da aggettivi e avverbi specifici come τοιοῦτος, τοσοῦτος, ἡλίκος, ούτω, ὥδε.
  - Consecutive esplicite: sono introdotte da ὥστε, nella negazione con l'accompagnamento οὐ, e si rendono con i modi delle proposizioni dipendenti: indicativo per enunciare la realtà, la particella ἄν + ottativo per indicare la potenzialità nel presente, la particella ἄν + indicativo di un tempo storico per indicare l'irrealtà dell'azione. Le proposizioni relative con valore consecutivo hanno gli stessi modi delle altre consecutive esplicite, e possono avere nella negazione οὐ e μή.

- - Consecutive implicite: esprimono la conseguenza pensata, ma non effettivamente accaduta, sono rese con le particelle ὥστε (+ μή per la negazione) in compagnia dell'infinito; se il soggetto della consecutiva è sottinteso, o se diverso da quello della reggente, è posto in accusativo. La consecutiva implicita si può esprimere anche senza verbo, soprattutto se ad essere sottinteso è il verbo εἰμί, si usa solo l'aggettivo o il sostantivo con le correlazioni οἶος + infinito, oppure il participio futuro sostantivato in relazione del complemento.

- Proposizioni concessive: simili alle condizionali, nella forma esplicita sono introdotte dalla congiunzione καί seguite dall'indicativo, per indicare una circostanza obiettiva, dal congiuntivo se questa è eventuale, dall'ottativo se è considerata possibile, dall'indicativo dei tempi storici se è irreale. Esse esprimono un fatto, nonostante il quale si compie l'enunciato della proposizione reggente, e possono esprimere un fatto reale, o una supposizione, e sono precedute dalle particelle che significano: "anche se - benché - nonostante che - sebbene", oppure "pur" + gerundio o il participio, reso dal participio greco.

- - Esplicite: sono introdotte dalla congiunzione εἰ καί oppure καί ἐάν (negazione μή) + indicativo (per esprimere realtà dell'azione), il congiuntivo per l'eventualità, l'ottativo per la possibilità, e l'indicativo dei tempi storici per l'irrealtà.

- - Implicite: si esprimono col participio congiunto, a volte accompagnato da καίπερ, che concorda con il tempo verbale della reggente, poi con il genitivo assoluto e l'accusativo assoluto + infinito.

- Proposizioni relative: possono essere "aggettive" (attributive, proprie, determinative, esplicative) oppure avverbiali (circostanziali o improprie). Le aggettive presentano il modo indicativo, oppure l'ottativo obliquo se la reggente ha il tempo storico, se la proposizione è irreale si può trovare anche il congiuntivo; le relative avverbiali possono presentare sfumatura finale, consecutiva, causale, concessiva, condizionale. Sono introdotte da un pronome relativo, o dagli avverbi relativi οὗ, ὅποι, ὅθεν. Si dividono in:
  - Relative proprie: quando aggiungono o precisano qualcosa sul termine cui si fa riferimento; la loro funzione è paragonata a quella dell'attributo e dell'apposizione nell'ambito della frase (Es: Non sanno quello che dicono). Per esprimere la realtà si usa l'indicativo del presente, o quello dei tempi storici + ἄν per esprimere la potenzialità o l'irrealtà dell'azione nel passato; poi ottativo senza ἄν per esprimere la funzione di desiderio, mentre se è accompagnato da ἄν, si esprime la potenzialità dell'azione nel presente; il congiuntivo con ἄν si esprime l'eventualità, mentre senza ἄν si esprime il dubbio o un ordine. Nelle relative proprie, con i verbi del "dovere", è previsto anche l'uso dell'imperativo.

- - Relative improprie o circostanziali: esprimono una determinazione accessoria, che arricchisce la conoscenza di quanto affermato nella proposizione principale, e hanno valore di proposizioni dipendenti indirette: valore finale quando si usa l'indicativo del verbo + ὅστις, consecutivo quando si usa il pronome personale + indicativo, e ipotetico quando si usano i verbi del "vedere".